# الفتح الإسلامي للشام
الفَتْحُ الإسْلَامِيُّ للشَّامِ أو الغَزْوُ الإسْلَامِيُّ للشَّامِ، وفي بعض المصادر ذات الصبغة القوميَّة خُصُوصًا يُعرفُ هذا الحدث باسم الفَتْحُ العَرَبِيُّ لِلشَّامِ، هي سلسلةٌ من المعارك العسكريَّة وقعت بين سنتيّ 12هـ \ 633م و19هـ \ 640م بهدف فتح دولة الخِلافة الرَّاشدة للشَّام أو ولاية سوريا الروميَّة، وقد تولّى قيادة تلك الحملات كُلٍ من خالد بن الوليد وأبو عُبيدة بن الجرَّاح ويزيد بن أبي سُفيان بشكلٍ رئيسيّ، وقد أفضت في نتيجتها النهائية إلى انتصار المُسلمين، وخروج الشَّام من سيطرة الإمبراطوريَّة البيزنطيَّة ودُخولها في رقعة دولة الخلافة الراشدة. بدأت معارك فُتوح الشَّام في خلافة أبي بكر بعد نهاية حُروبُ الرِّدَّة، وكانت قد اندلعت مُناوشاتٌ بين الدَّولة الإسلاميَّة التليدة والإمبراطوريَّة البيزنطيَّة مُنذُ سنة 629م في غزوة مؤتة، غير أنَّ المعارك الحاسمة وقعت في خلافة عُمر بن الخطَّاب، وكان أهمها معركة اليرموك التي هُزم فيها الجيشُ البيزنطيُّ هزيمةً ساحقة حدَّدت مصير البلاد.
فُتحت العديد من المُدن الشَّاميَّة سلمًا دون قتال، بعد أن أعطى المُسلمون أهلها عهدًا بحفظ الأمن والأملاك الخاصَّة، والحُريَّة من الرق، وعدم التعرُّض للدين ودُور العبادة بما فيها الكُنس والكنائس والأديرة والصوامع وكذلك عدم إرغام النَّاس على اعتناق الإسلام، ومن هذه المدن: بعلبك، وحماة، وشيزر، ومعرَّة النُعمان، ومنبج؛ والقسمُ الثاني من المُدن فُتحت سلمًا، إنما بعد حصارٍ طويلٍ، لا سيَّما في المواقع المهمَّة حيث وجدت حاميات روميَّة كبيرة، ومنها: دمشق، والرقَّة، وحمص، وبيت المقدس؛ أما القسم الثالث من المُدن فقد فُتح حربًا، ومنها رأس العين، وحامية غزة، وقرقيساء، في حين استعصت جرجومة في الشمال حتى عهد عبد الملك بن مروان الأُموي.
جرت معارك فتح الشَّام تزامُنًا مع معارك فتح العراق وفارس، وقد وجد الكثير من المؤرخين أنَّ سُقوط الشَّام السريع نوعًا ما، يعود إلى عاملين أساسيين: أولهما إنهاك الجيش البيزنطي بعد الحرب الطويلة مع الفُرس، وثانيهما سخط قطاعٍ واسعٍ من الشعب على السياسة البيزنطيَّة، وهو ما دفع بعض القبائل والجهات المحليَّة لِمُساعدة المُسلمين مُساعدةً مُباشرة. لكنّ الرُّواة والمُؤرخين اختلفوا حول سير المعارك وما حصل بعد أجنادين، فقال البعض أنَّ دمشق افتُتحت بعد أجنادين، وقال آخرون أنَّه بعد أجنادين كانت اليرموك ثُمَّ دمشق وفحل معًا، في حين تذكر روايات كثيرة أُخرى أنَّهُ بعد أجنادين كانت فحل بالأُردُن، وبقيت تلك مُشكلةً لم يجرِ التوصُّل إلى حلٍّ لها في تاريخ صدر الإسلام. أقبل أغلب الشَّوام على اعتناق الإسلام بعد سنواتٍ من الفتح، واستقرَّت العديد من القبائل العربيَّة المُجاهدة في البلاد الجديدة واختلطت بأهلها، ومع مُرور الوقت استعربت الغالبيَّة العُظمى من أهالي الشَّام وأصبحت تُشكِّلُ جُزءًا مُهمًا من الأُمَّة الإسلاميَّة.

## نُبوءة فتح الشَّام في المُعتقد الإسلامي
يُؤمن المُسلمون بأنَّ الرسول مُحمَّد تنبأ وبشَّر بِفتح الشَّام قبل حُصول هذا الأمر بِسنواتٍ عديدةٍ، ووردت في ذلك عدَّة أحاديث، ومن ذلك حديثٌ رواه الإمام مُسلم بن الحجَّاج في صحيحه عن جابر بن سمُرة عن نافع بن عُتبة عن الرسول أنَّهُ قال: «تَغْزُونَ جَزِيرَةَ الْعَرَبِ فَيَفْتَحُهَا اللهُ، ثُمَّ فَارِسَ فَيَفْتَحُهَا اللهُ، ثُمَّ تَغْزُونَ الرُّومَ فَيَفْتَحُهَا اللهُ، ثُمَّ تَغْزُونَ الدَّجَّالَ فَيَفْتَحُهُ اللهُ». وفي روايةٍ أُخرى أنَّ النبي بشَّر بِفتح الشَّام وبُلدانٍ أخرى كثيرة خِلال مُعاونته المُسلمين حفر الخندق حول المدينة المُنوَّرة للحيلولة دون اقتحامها من قِبل مُشركي قُريش، سنة 5هـ، ففي حديثٍ منقولٍ عن ميمون بن أُستاذ أنَّهُ قال: «حَدَّثَنِي الْبَرَاءُ: "لَمَّا كَانَ حَيْثُ أَمَرَ النَّبِيُّ ﷺ بِحَفْرِ الْخَنْدَقِ، عَرَضَتْ لَنَا صَخْرَةٌ، فَأَخَذَ الْمِعْوَلَ، فَقَالَ: "بِسْمِ اللَّهِ"، فَكَسَرَ ثُلُثَهَا، فَقَالَ: "اللَّهُ أَكْبَرُ، أُعْطِيتُ مَفَاتِيحَ الشَّامِ، وَاللَّهِ إِنِّي لأَنْظُرُ قُصُورَهَا الْحُمْرَ""». وفي حديثٍ آخر رواهُ الإمام مُسلم عن ثوبان بن بجدد مولى الرسول: «إِنَّ النَّبِيَّ ﷺ قَالَ: "إنَّ اللهَ زَوَى لِيَ الأَرْضَ فَرَأَيْتُ مَشَارِقَهَا وَمَغَارِبَهَا وَإِنَّ مُلْك أُمَّتِي سَيَبْلُغُ مَا زُوِيَ لِي مِنْهَا وَإِنِّي أُعْطِيتُ الْكَنْزَيْنِ الأَحْمَرَ وَالأَبْيَضَ…»، ويتفق العُلماء والمُفسرون أنَّ المقصود بالأحمر هو كنز قيصر الروم الإمبراطور هرقل؛ لأنَّ الغالب عند الروم كان الذهب، وبالأبيض عن كنز كسرى الثاني شاه فارس؛ لأنَّ الغالب عندهم كان الفضة والجوهر، وقد ظهَر ذلك في زمان الفتوح في خِلافة عُمر، فإنه سِيق إليه تاج كسرى وحِليته، وما كان في بُيوت أمواله، وجميع ما حوَته مملكته على سَعتها وعَظمتها، وكذلك حصل بِهرقل لمَّا فُتِحت بلاده.

## العلاقات العربيَّة الروميَّة قبل الفُتوح

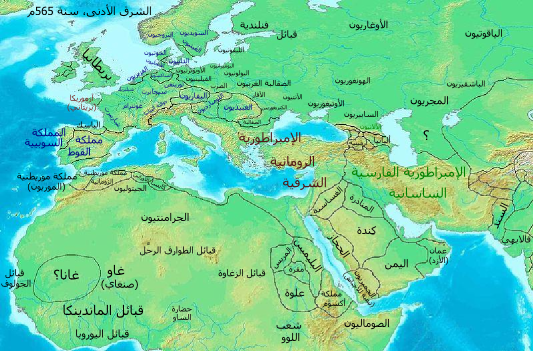
خريطة الشرق الأوسط في سنة 565م، تظهر فيها مواقع ممالك الشمال العربيَّة بما فيها مملكة الغساسنة الشاميَّة، وما جاورها من دُول وإمبراطوريَّات.

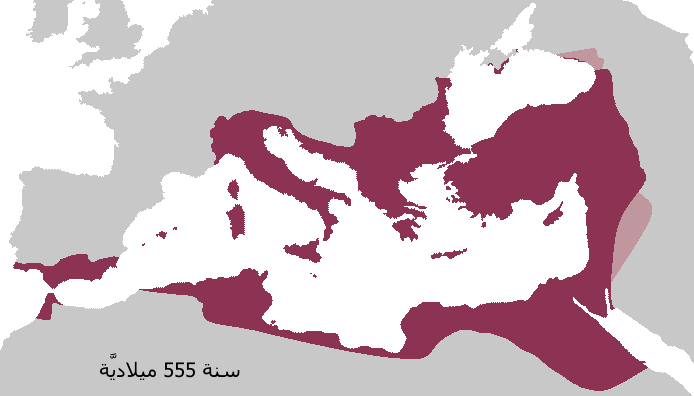
الإمبراطوريَّة البيزنطيَّة في أقصى اتساعها زمن القيصر جُستنيان الكبير، وتبدو على حُدودها اليُمنى مملكة الغساسنة مُظللة باللون الورديّ.

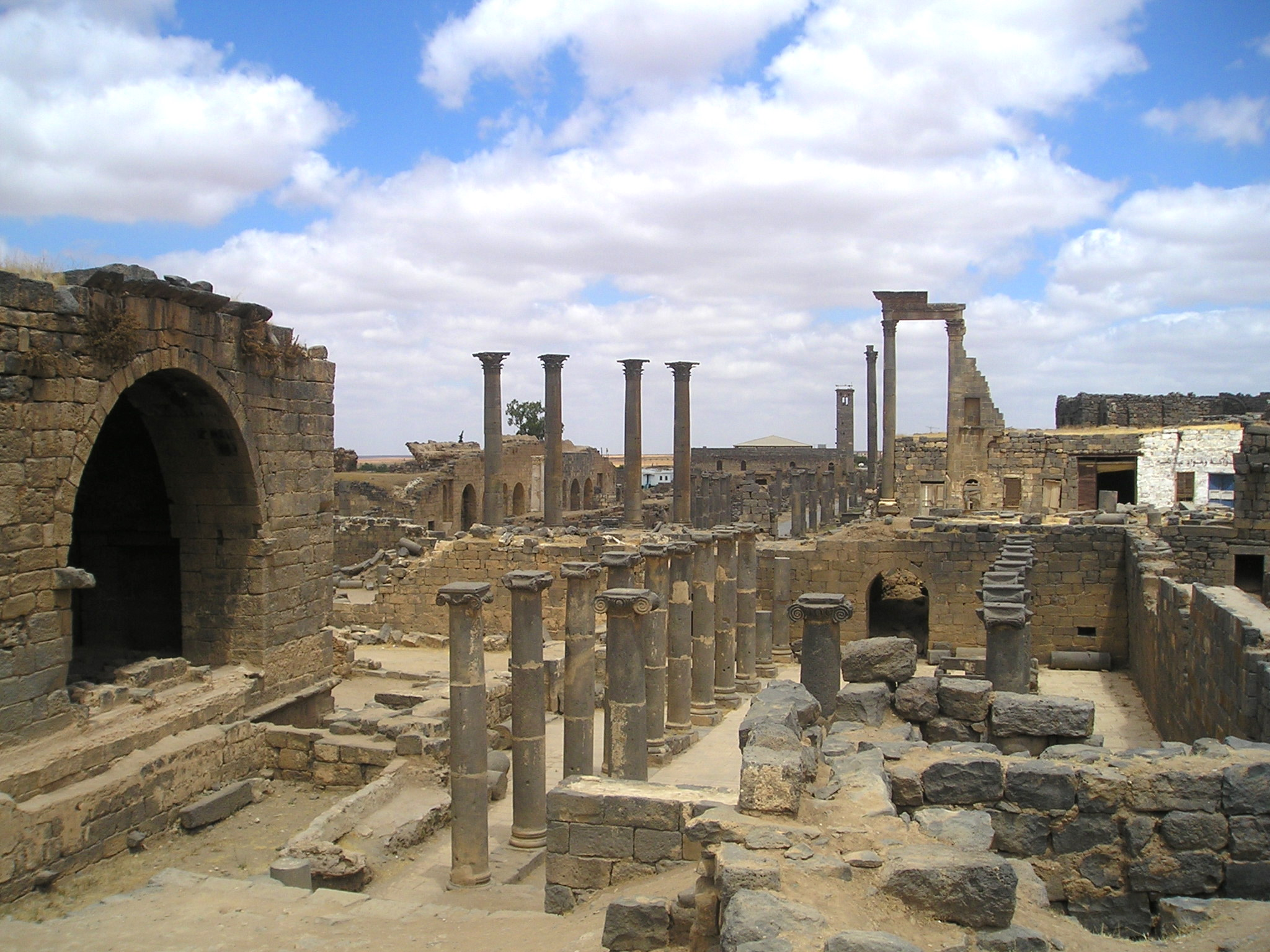
أطلالٌ رومانيَّة في مدينة بُصرى، أحد أبرز معاقل العرب في الشَّام خِلال العهديني الروماني والبيزنطي.

تجاور العربُ والرُّومُ في شمال شبه الجزيرة العربيَّة وفي الشَّام طيلة قُرون، وقامت عدَّة ممالك عربيَّة مُنذُ العصر الرومانيّ في تلك المنطقة غالبًا ما خضعت للهيمنة الرومانيَّة، ولمَّا اعترفت الإمبراطوريَّة بالمسيحيَّة دينًا رسميًّا، كان العربُ الشوام في مُقدِّمة الشُعوب الرومانيَّة التي تنصَّرت، وقد بدأ تنصيرهم بشكلٍ مُكثَّفٍ في القرن الرابع الميلاديّ بعد أن قويت المسيحيَّة في الشَّام على أثر الحُريّة التي منحها الإمبراطور قسطنطين الأوَّل. وتواصل تنصُّرُ عرب الشَّام في القرن الخامس. وفي أواخر القرن السادس كانت المسيحيَّة غالبة على عرب الشَّام وتمّ ذلك بفضل الرُهبان المتُواجدين في الصحراء وأحيانًا بحملاتٍ تبشيريَّةٍ مُنتظمةٍ قام بها بعض الأساقفة. وأقام الرُومُ للعرب أساقفة عُرفوا بأساقفة المضارب أو «أساقفة العرب». تذكر سيرة القديس أفتيميوس الذي عاش في صحراء القدس في القرن الخامس أنه نصّر شيخ قبيلة عربيَّة اسمه اسباباط بعد أن شُفي ابنه المُصاب بالشلل وتنصّرت معهُ القبيلة كُلَّها. وسُمِّي الشيخ أسقفًا باسم بطرس. وكان هناك مركزان آخران لأساقفة المضارب قرُب دمشق وقرب بعلبك واشترك أساقفتها في المجامع التي عقدت في هذه الفترة. أمَّا عرب شمال الشَّام فقد تنصَّر عددٌ كبيرٌ منهم بفضل القديس سمعان العمودي ومنهم بنو تنّوخ في حاضر قنسرين وحلب.

تتفقُ مُختلف المصادر على أنَّ قبائل قضاعة كانت من أوَّل القبائل التي قدمت الشَّام واستوطنتها واعتنقت المسيحيَّة، فيقول المسعودي: «وَكَانَت قَضَاعَةُ أَوَّلَ مَن نَزَلَ الشَّامِ وَانضَمُّوا إِلَى مُلُوكِ الرُّومِ فَمَلَّكُوهُمُ بَعْدَ أَن دَخَلُوا فِي النِّصْرَانِيَّةِ عَلَى مَن حَوَى الشَّامَ مِنَ العَرَبِ». كذلك هاجرت قبيلة الضجاعم السليحيَّة إلى أطراف الشَّام زمن الروم حيثُ ملكوا المنطقة المُمتدَّة من فلسطين إلى قنسرين قبل وُصول الغساسنة. وفي شمال الشَّام استقرّت قبائل تنّوخ قادمة من العراق هربًا من ضغوط الفُرس وذلك خِلال القرن الثالث الميلاديّ واستقرَّت في مناطق قنسرين وحلب ويروي الخُبراء أن هُناك قبائل أُخرى نزحت إلى الشَّام من ذُريّة كهلان وطيء وعاملة ولخم وجذام. لكنَّ أبرز قبائل الشَّام العربيَّة التي تعود للعصر البيزنطي وأبعدها أثرًا هي دون شك قبيلة الغساسنة. ويرجعُ أصلُ الغساسنة إلى أزد اليمن، هاجروا من جنوبي شبه الجزيرة العربيَّة إلى بادية الشَّام قبل أو بعد حادثة سيل العرم، بفعل تصدُّع سد مأرب أو تهدُمه، وقد سبَّب ذلك تدهور نُظم الزراعة والرَّي، ونقص الإنتاج. وقد وفد الغساسنة على الشَّام أواخر القرن الخامس الميلاديّ، عندما خلت البادية بين حوران والفُرات وعلى امتداد خمسُمائة كيلومتر من أي وُجودٍ عسكريٍّ بيزنطيّ وتخلّى الرُومُ عن الحزام المُمتد بين دمشق وتدمر. لِتتراجع حُدود الإمبراطوريَّة إلى مُثلَّث الرِّقَّة - سورة - الرصافة. ولمَّا وصل بنو غسَّان إلى الشَّام أقاموا في ديار الضجاعمة السليحيّون مُقابل الجزية، وكان هؤلاء وُكلاء للبيزنطيين يجبون لهم الأموال من القبائل التي تنزلُ بساحتهم، وكانت إمارتهم تمُرُّ بدور الضعف والشيخوخة، ويبدو أنَّ غسَّان شعرت بِضُعف سليح، فتوقفت عن دفع الجزية، ونشبت بين الطرفين حربٌ ضروس انتصرت غسَّان وأبادت سليح وحلَّت مكانها في المكان والوظيفة، وعيَّن القيصر الرومي أنستاسيوس الأوَّل بني غسَّان وُكلاء للبيزنطيين مكان سليح، وكتب بينهُ وبينهم كتابًا فيما يُشبه الحلف العسكري في سنة 502م، وهكذا قامت مملكة الغساسنة التي تُدينُ بولائها للروم.

ذو نوَّاس يُوسُف أسأر الحِميري، حليف الفُرس وصاحب المحرقة المسيحيَّة في نجران.

عمِل الروم على مدِّ سُلطانهم إلى العربيَّة الجنوبيَّة والتحالف مع عرب تلك الناحية من شبه الجزيرة كذلك الأمر، ويرجعُ التفاعل بين الروم وعرب الجنوب إلى القرن الأوَّل للميلاد على الأقل، عندما تطلَّعت روما صوب مملكة سبأ ومُدنُها التجاريَّة، فتحالفت مع الأحباش لِتحقيق مصالحها في اليمن بعد أن اعترض اليمنيون السُفن الرومانيَّة، واستولت على بعض الأماكن في اليمن في عهد الإمبراطور كلوديوس، وتمكَّنت خِلال القرن الثالث الميلادي من مد نُفوذها الفعليّ إلى تلك الناحية من شبه الجزيرة عبر حليفتها مملكة أكسوم الحبشيَّة التي أعلنت المسيحيَّة دينًا رسميًّا لها، وعبر المُبشرين الشّوام من عربٍ وسُريان الذين عملوا على نشر النصرانيَّة في اليمن. وقد تلقّى الأحباش الدعم والتشجيع من الإمبراطور البيزنطي فلاڤيوس يوليوس قسطنس الذي كان يهدف إلى نشر الدين المسيحيّ في بلاد العرب، فانقضوا على اليمن وسيطروا عليها سيطرةً تامَّةً سنة 345م، وقد استمرَّت سيطرتهم أقل من أربعين سنة بقليل. وكان بعضُ النُبلاء ومُلوك اليمين يتذمرون من تنامي النُفوذ الحبشي والرومي، فقاموا بُمحاربة المسيحيَّة السياسيَّة عبر فكرٍ دينيٍّ سياسيٍّ آخر، فجلب الملك أبو كرب أسعد الديانة اليهوديَّة من يثرب ودعا اليمنيين إلى اعتناقها ففعلوا، وهدموا العديد من الهياكل والمعابد المُكرَّسة للآلهة الوثنيَّة. وكان من نتيجة هذا الأمر أن أصبحت اليمن أرضًا خصبةً لامتداد النُفوذ الفارسي المُناوئ لِلبيزنطيين إليها، وجرت فيها عدَّة نزاعات للسيطرة على أجهزة المملكة الحِميريَّة، فدعم الفُرس اليهود وأتباع المذاهب المسيحيَّة المُناهضة للبيزنطيين مثل النُسطوريَّة، فتمكنوا بدايةً من السيطرة على البلاد، ثُمَّ انحسر نُفوذهم أمام النُفوذ الرُومي، وانتشرت المسيحيَّة في طول البلاد وعرضها، واستحال النصارى هم سادة اليمن الحقيقيين. لكنَّ هؤلاء تعرَّضوا للاضطهاد الشديد في عهد الملك ذو نوَّاس يُوسُف أسأر الحِميري، الذي اعتنق اليهوديَّة كي يُحارب بها المسيحيَّة السياسيَّة، فجمع أهل نجران وخيَّرهم بين العودة إلى الوثنيَّة أو الموت حرقًا، ففضَّل مُعظهم الموت في سبيل الإيمان، فحفر ذو نوَّاس أخاديد في الأرض وألقى المسيحيين فيها مع أناجيلهم وأضرم فيهم النار أحياء، ووردت تلك القصَّة في القُرآن بِسورة البُروج: ﴿قُتِلَ أَصْحَابُ الْأُخْدُودِ ۝٤ النَّارِ ذَاتِ الْوَقُودِ ۝٥ إِذْ هُمْ عَلَيْهَا قُعُودٌ ۝٦ وَهُمْ عَلَى مَا يَفْعَلُونَ بِالْمُؤْمِنِينَ شُهُودٌ ۝٧ وَمَا نَقَمُوا مِنْهُمْ إِلَّا أَنْ يُؤْمِنُوا بِاللَّهِ الْعَزِيزِ الْحَمِيدِ ۝٨ الَّذِي لَهُ مُلْكُ السَّمَاوَاتِ وَالْأَرْضِ وَاللَّهُ عَلَى كُلِّ شَيْءٍ شَهِيدٌ ۝٩﴾ [البروج:4–9]. عند ذلك ثارت حفيظة بيزنطية وعقدت العزم على عزل ذي نوَّاس عن حُلفائه الفُرس، فتمَّ إبرام صُلح بين الروم والفُرس تخلَّت فارس بموجبه عن مصالحها في اليمن.

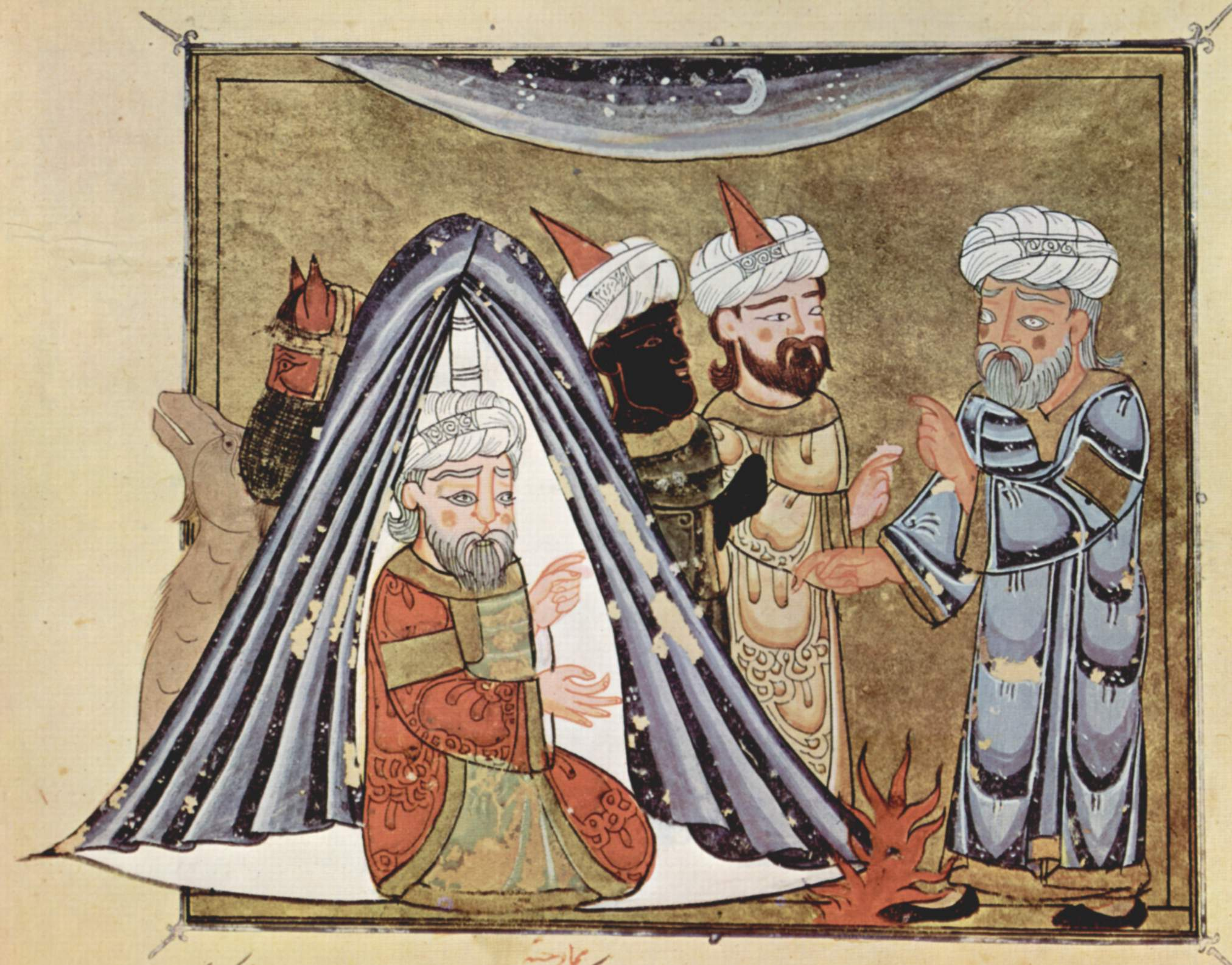
مُنمنمة للحارث بن جَبَلة الغسَّاني.

ساهم عربُ الشمال في القِتال إلى جانب الرُوم دفاعًا عن الإمبراطوريَّة البيزنطيَّة، ففي أواخر صيف سنة 502م هاجم قباذ شاه فارس والنُعمان بن الأسود ملك الحيرة الجزيرة الفُراتيَّة وشمالي الشَّام، فحاصر قباذ آمُد وتوغَّل النُعمان إلى حرَّان وتوجَّه صوب الرَّها، واضطرَّت الجُيوش البيزنطيَّة نتيجة الضغط العسكري إلى الانسحاب من أمام الجُيوش الفارسيَّة والعربيَّة، وسقطت آمُد في شهر كانون الثاني (يناير) سنة 503م، وافتدت نفسها بالمال. لم يقف الحليفان البيزنطي والغسَّاني موقف المُتفرِّج تجاه هذا الهُجوم الفارسي - الحيري، ففي صيف تلك السنة ردَّ الغساسنة عرب الحيرة المناذرة عن منطقة الخابور، وواصلوا هُجومهم حتَّى وصلوا إلى الحيرة نفسها، وواصلوا القتال مع المناذرة في الوقت الذي كان فيه الروم والفُرس يتباحثان في شُروط الصُلح، التي أُجبر الفُرس على قُبولها. وفي سنة 528م، أي خِلال عهد الملك الغسَّاني الحارث بن جَبَلة، نشبت حربٌ بين الغساسنة والمناذرة بقيادة الملك المُنذر بن ماء السماء كان من نتيجتها أن هُزم هؤلاء وارتدوا على أعقابهم، وفي السنة التالية (529م) ثار السامريين في فلسطين على الحُكم الرومي، فأقدم الحارث على قمع ثورتهم، ثُمَّ أقرَّ سُلطته على القبائل العربيَّة في أطراف الشَّام وفرض الأمن على حُدود الإمبراطوريَّة، فكافأهُ الإمبراطور جُستنيان الأوَّل بأن منحهُ لقب «بطريرك»، وكان هذا من أسمى الألقاب البيزنطيَّة. ويبدو أنَّ علاقة عرب الشَّام ببيزنطية في عهد الحارث لم تكن علاقة تبعيَّة بالمُطلق، فقد تمتَّع بقدرٍ من الاستقلال الذاتي، ومن الأدلَّة على ذلك أنَّهُ اشترك في الحملة الروميَّة ضدَّ الفُرس سنة 541م، غير أنَّهُ لم يكد يعبر دجلة حتَّى انسحب من الحملة بسبب خِلافٍ حصل بينهُ وبين قائد الحملة على الأرجح.
وعلى الرُغم من التقدير الكبير الذي حظي به الحارث والغساسنة عند الإمبراطور البيزنطي، إلَّا أنَّ حاجزًا استمرَّ قائمًا بينهم، ولعلَّ السبب الأبرز وراء ذلك هو اتباع الغساسنة المذهب المونوفيزيتي، أي مذهب الطبيعة الواحدة للمسيح المُناهض لِمذهب الدولة الرسمي، ورفضهم هذا الأخير رُغم مُحاولات الرُوم الكثيرة فرضه على كافَّة أنحاء الشَّام. وفي سنة 570م، خلف المُنذر الأكبر بن الحارث أباه سالِف الذِكر، واستهلَّ حُكمه بالحرب مع ملك الحيرة قابوس فانتصر عليه يوم 20 أيَّار (مايو) 578م (وعند البعض سنة 570م)، ويبدو أنَّ الروم كانوا يُعارضون هذا التَّوجّه العسكريّ في المنطقة ويعملون على لجم العرب تنفيذًا لِبُنود المُعاهدة المعقودة مع الفُرس في سنة 561م، كما أنَّهم لم يستحسنوا تطرُّفه في تأييد المذهب اليعقوبي، فتوقفوا عن دفع المال الذي كانوا يُقدمونهُ للغساسنة ما سبَّب القطيعة بين المُنذر والإمبراطور جستين الثاني. وارتفعت حدَّة التوتر بين الغساسنة والروم في هذه الفترة، إذ دبَّر الإمبراطور مُؤامرةً لِاغتيال المُنذر، فعلِم الأخير بالأمر وهرب إلى البادية، واضطرَّ الروم إلى استرضائه مرَّة أُخرى بعد أن هاجم المناذرة الشَّام أثناء غيابه، كي يعود ويُدافع عن بلاده. وقد حاول المُنذر تصحيح العلاقات مع البيزنطيين، فزار القُسطنطينيَّة في 8 شُباط (فبراير) سنة 580م حيثُ استُقبل بحفاوة، وسعى للحُصُول على العفو عن أصحاب مذهبه المونوفيزيتي، وعمل على توطيد السلام مع البيزنطيين، لكنَّهُ واجه مُعارضةً شديدة من رجال الدين وبعض كِبار رجال الدولة المُتزمتين، الذين أخذوا يُحرِّضون الإمبراطور عليه. واتهم هؤلاء المُنذر بالتواطؤ مع الفُرس بعد أن شارك في حملةٍ عسكريَّة مع عامل الروم على الشَّام المدعو موريس وباءت بالفشل، فتقرَّر القبض عليه انتقامًا. ويبدو أنَّ المُنذر أراد أن يُثبت حُسن نيَّته تجاه حُلفائه البيزنطيين، فهاجم الحيرة وألحق بها أذىً كبيرًا من دون التنسيق معهم، فعدَّ القيصر ذلك تحديًا له ورغبةً من الغساسنة بالخُروج على طاعته، فقُبض على المُنذر ونُفي إلى صقلية حيثُ بقي حتَّى وفاته، وأمر بقطع المُساعدة السنويَّة التي كان البيزنطيّون يُقدمونها إلى الغساسنة.

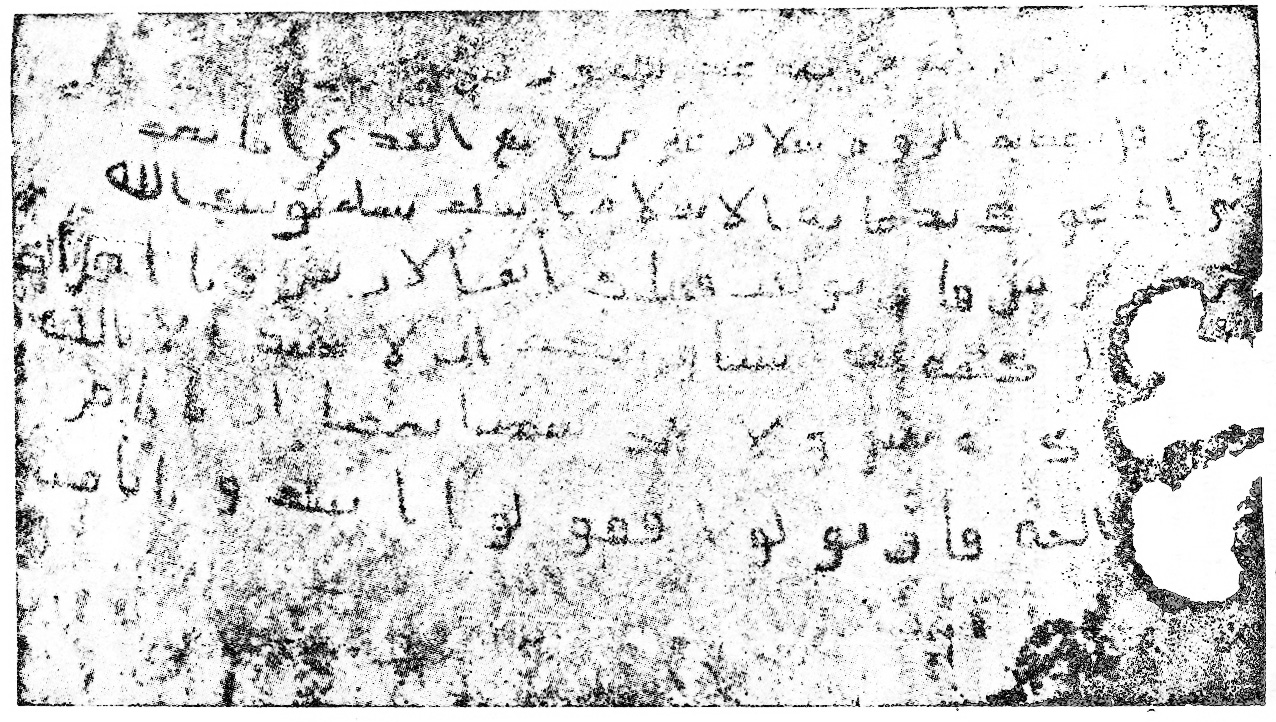
رسالة الرسول إلى هرقل.

أثار الإجراء البيزنطي ثائرة أبناء المُنذر فشقّوا عصا الطاعة على الإمبراطوريَّة البيزنطيَّة، فتركوا ديارهم وتحصَّنوا في البادية، واتخذوها مركز انطلاق لِشن الغارات على المناطق البيزنطيَّة بِقيادة النُعمان، وهو الأخُ الأكبر (أو شقيق المُنذر وفق أحد المصادر)، فتعرَّضت بُصرى لِغاراتهم، واستولوا على حوران، ما دفع الإمبراطور البيزنطي موريس إلى تجهيز حملة لِتأديبهم، وقد تمكنت تلك الحملة من القبض على النُعمان وأرسلهُ قائدها ماگنوس إلى القُسطنطينيَّة مُكبلًا. تصدَّعت مملكة الغساسنة على إثر هذه الأحداث وتفكَّكت عُرى وحدتها، واختارت كُل قبيلةٍ أميرًا عليها، وراحت تتطاحن فيما بينها وتُغيرُ على المناطق الحضريَّة في الشَّام، وزاد الغزو الفارسيّ للشَّام الوضع سوءًا وتعقيدًا، الأمر الذي دفع البيزنطيين إلى تعيين ملكٌ غسَّاني جديد لِيقوم بضبط الوضع وإعادة الأمن إلى نصابه وحِماية الحُدود من هجمات الفُرس وحُلفائهم الحيريين، واستمرَّ الأمر على هذه الحال حتَّى انتصر الروم على الفُرس سنة 628م. وفي تلك الفترة، كان الرسول مُحمَّد قد وطَّد دعائم الدولة الإسلاميَّة في المدينة المُنوَّرة، وأرسل العديد من الرسائل إلى الحُكَّام المُجاورين، ومنهم نجاشي الحبشة أصحمة بن أبجر، وكسرى الثاني شاه فارس، والمُقوقس قيرس السَّكندري عامل الروم على مصر، وهرقل قيصر الروم، يدعوهم فيها إلى الإسلام، وقد قام دحية بن خليفة الكلبيّ بنقل رسالة الرسول إلى هرقل، وكان نص الرسالة كالتالي: « مِنْ مُحَمَّدٍ عَبْدِ اللَّهِ وَرَسُولِهِ إِلَى هِرَقْلَ عَظِيمِ الرُّومِ، سَلاَمٌ عَلَى مَنِ اتَّبَعَ الْهُدَى، أَسْلِمْ تَسْلَمْ يُؤْتِكَ اللَّهُ أَجْرَكَ مَرَّتَيْنِ، فَإِنْ تَوَلَّيْتَ فَإِنَّ عَلَيْكَ إِثْمَ الأَرِيسِيِّينَ. ﴿قُلْ يَا أَهْلَ الْكِتَابِ تَعَالَوْا إِلَى كَلِمَةٍ سَوَاءٍ بَيْنَنَا وَبَيْنَكُمْ أَلاَّ نَعْبُدَ إِلاَّ اللهَ وَلاَ نُشْرِكَ بِهِ شَيْئًا وَلاَ يَتَّخِذَ بَعْضُنَا بَعْضًا أَرْبَابًا مِنْ دُونِ اللهِ فَإِنْ تَوَلَّوْا فَقُولُوا اشْهَدُوا بِأَنَّا مُسْلِمُونَ﴾». وتنص المصادر الإسلاميَّة أنَّ هرقل أقرَّ بنبوة مُحمَّد ثُمَّ أبلغ حاشيته بذلك فـ«حَاصُوا حَيْصَةَ حُمُرٍ الوَحْشِ»، وإذ خشي ثورتهم ومن خلفهم ثورة شعبه، تراجع مُعلنًا أنه كان يختبرُ إيمانهم بالمسيح فحسب.

## أوضاع الشَّام عشيَّة الفُتوح الإسلاميَّة

### الوضع السياسي

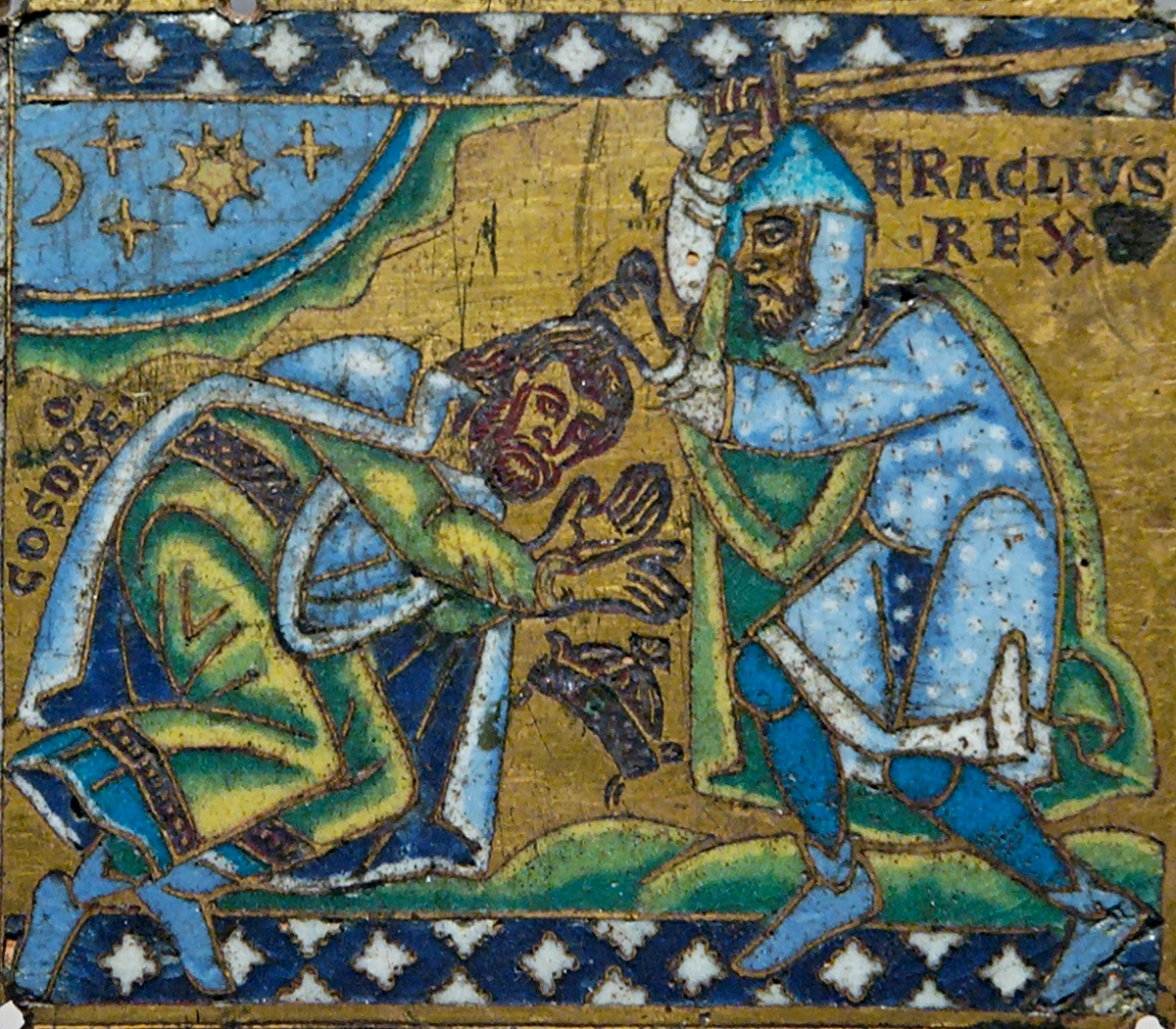
شاه فارس كسرى الثاني يخضعُ لإمبراطور الروم، القيصر هرقل، مقطع من صحيفة معدنيَّة منقوشة على صليبٍ إفرنجيّ من القرن الثاني عشر الميلاديّ.

قبعت الشَّام تحت ظل الحُكم الروماني ومن ثُمَّ البيزنطي ما يقرب من سبعة قُرون قبل أن تسقط بين المُسلمين، وقد تخلل ذلك فترة قصيرة سقطت خِلالها في يد الفُرس الساسانيين، قبل أن يستعيدُها البيزنطيّون بِقيادة الإمبراطور هرقل. دام الاحتلال الفارسيّ للشَّام حوالي 17 سنة، وفي سنة 626م حاصر الفُرس القُسطنطينيَّة نفسها وهددوها بالسُقوط، لكنَّ هرقل كان قد أعدَّ خِلال هذا الحِصار خطَّةً عسكريَّةً لاجتياح فارس انطلاقًا من شمالي القفقاس بمُعاونة الأرمن والكرجيّون والخزر، فاستولى أولًا على مدينتيّ تفليس ودوين في أرمينية، ودخل مدينة جانزاك عاصمة أردشير الأوَّل، وأشعل النَّار في معبد زرادشت المجوسي انتقامًا لِما أنزلهُ الفُرس بكنيسة القيامة من خرابٍ ودمار عندما اجتاحوا الشَّام، وفرَّ الشاه كسرى الثاني من المدينة، لكنَّ هرقل اضطرَّ إلى إيقاف حملته والعودة إلى القُسطنطينيَّة بعد أن تعرَّضت لِهُجوم الآڤار حُلفاء الفُرس من الغرب، فاستغلَّ كسرى الفُرصة وهاجم العاصمة البيزنطيَّة من الشرق، غير أنَّ فشل هُجوم الآڤار حملهُ على الانسحاب، وارتدَّ إلى الشَّام.
أتاحت هذه الظُروف الفُرصة لِهرقل لِيستكمل خِطَّته الهُجوميَّة التي كان قد أعدَّها، فشرع في خريف سنة 627م بالزحف نحو الأراضي الفارسيَّة، وظهر أمام نينوى. وهُناك نشبت المعركة الحاسمة التي قرَّرت مصير النزاع بين فارس وبيزنطية، فأحرز هرقل نصرًا واضحًا، وحلَّت بالجيش الفارسي هزيمة ساحقة، ثُمَّ واصل زحفه باتجاه المدائن فاستولى عليها في سنة 628م، وكان كسرى الثاني قد هرب منها عند اقتراب الجيش البيزنطي. وما حدث آنذاك من انقلابٍ في فارس، إذ جرى عزل كسرى الثاني وقتله وتوليه ابنه قباذ الثاني شيرويه العرش؛ جعل من استمرار الحرب أمرًا لا داعي له، فعقدت الدولتان اتفاقيَّة صُلح استردَّت بيزنطية بِمُوجبها ما كان لها من أملاكٍ في أرمينية والجزيرة الفُراتيَّة والشَّام. تركت الحرب البيزنطيَّة الفارسيَّة الإمبراطوريتين مُنهكتين، فلم يتمكَّن هرقل من استعادة التوازن الإمبراطوري، وقد أدّى توالي الأزمات الدَّاخليَّة والخارجيَّة السريعة إلى عدم الاستقرار والتناقُضات والتقلُّب، وهي الأُمور التي فرضت على هرقل أن يظل في حالةٍ مُضطربة. وبِتنامي القُوَّة الإسلاميَّة، شعرت القبائل العربيَّة المُوالية لِبيزنطية في جنوبي الشَّام بِحُدوث تغيُّرٍ دينيٍّ وسياسيٍّ في الحجاز، على مقربةٍ منها، تمخَّض عن قيام حُكومةٍ مركزيَّةٍ قويَّةٍ في المدينة المُنوَّرة، ودخلت في طاعتها مُعظم قبائل شبه الجزيرة العربيَّة، وراحت تتطلَّع نحو الشمال. ورأت في هذا التطوُّر خطرًا يُهددُ كيانها الدينيّ والسياسيّ، لذلك وثَّقت علاقتها ببيزنطية. ورأى هرقل في هذا التنامي تدخُلًا في شؤونه واختراقًا لِسيادته بعد انتصاره الكبير على الفُرس، ومع ذلك فقد عدَّهُ مُجرَّد اندفاعٍ قبليٍّ أو مُحاولة إمارةٍ عربيَّةٍ ناشئة توسيع رُقعتها الجُغرافيَّة، من ذلك النوع الذي اعتاد بدو الصحراء أن يشُنّوه بين وقتٍ وآخر على أطراف الإمبراطوريَّة، ولا تلبث أن تتوقَّف تلقائيًّا عندما يتصدّى لها حُرَّاسُ الحُدود من فِرق الجيش الإمبراطوريّ أو القبائل المُوالية لِبيزنطية.

### إداريًّا

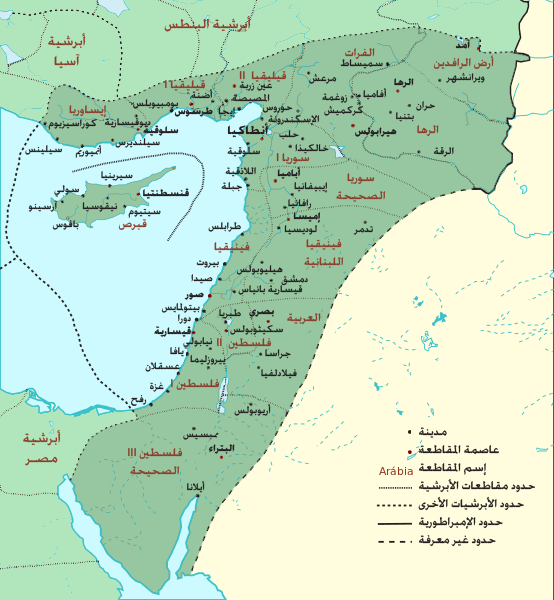
المُقاطعات الشَّاميَّة ضمن الأبرشية المشرقيَّة التابعة للإمبراطورية البيزنطيَّة في القرن الخامس الميلاديّ.

أنشأ الرومان بعد سُقوط بيت المقدس بأيديهم سنة 70م خِلال الثورة اليهوديَّة الكُبرى ولاية فلسطين السوريَّة التي جمعت مناطق اليهوديَّة والسامرة والجليل، وقسَّموها إلى أبرشيَّتين. وقامت على أطراف تلك الناحية من الإمبراطوريَّة مملكة الغساسنة العربيَّة الحليفة للروم كما أُسلف. وفي الفترة اللاحقة على سنة 415م، قسَّم الروم البيزنطيون ولاية فلسطين السوريَّة إلى قسمين: سوريا الأولى (باللاتينية: Syria Prima) وعاصمتُها أنطاكية وسوريا الثانية (باللاتينية: Syria Secunda) وعاصمتُها أفامية. وفي سنة 528م أوجد الإمبراطور جُستنيان مُقاطعة «ثيودوریاس» (تيمُنًا بزوجته ثُيودورا) الساحليَّة عبر اقتطاع بضعة أراضي من الولايتين سالِفتا الذِكر. كذلك، كان الروم قد أنشأوا سنة 400م مُقاطعتيّ فينيقيا الساحليَّة (باللاتينية: Phoenice Paralia) وعاصمتها صور وفينيقيا اللُبنانيَّة (باللاتينية: Phoenice Libanensis) وعاصمتها حِمص. وتنُصُّ وثيقة الكرامات العرضيَّة (باللاتينية: Notitia Dignitatum) التي كُتبت بعد فترةٍ قصيرةٍ من الفتح الإسلامي للشَّام، أنَّ فينيقيا السَّاحليَّة كانت تُحكم من قِبل قُنصل، بينما حُكمت فينيقيا اللُبنانيَّة من قِبل «رئيس» (باللاتينية: Praeses)، وأنَّ كِلا المُقاطعتين كانتا تتبعان الأبرشيَّة المشرقيَّة. وعندما تسلَّم هرقل زمام الحُكم في القُسطنطينيَّة سنة 610م، كان الخراب والدَّمار قد حلَّا بالإمبراطوريَّة، وساءت أحوالُ البلاد الاقتصاديَّة والماليَّة، وأصاب الشلل أجهزة الإدارة الحُكوميَّة، فأضحت الحاجة ماسَّة لِقيام حركة إصلاح داخليَّة، فالتفت هرقل في بادئ الأمر إلى إعادة تنظيم أقاليم الدولة بما أدخلهُ من نظام الأجناد، وترتب على ذلك التخلُّص من أُسس النظام الإداري الذي وضعهُ الإمبراطوران دقلديانوس وقِسطنطين، والذي لم يعد مُلائمًا لِسد حاجات العصر. وجرى تقسيم الأراضي التي لم يمسَّها العدوُّ بالضرر إلى أقاليم عسكريَّة كبيرة، وهي المعروفة بالأجناد، يتولّى حُكمُ كُلٍّ منها قائدٌ عسكريٌّ. وبذلك اتخذت التنظيمات الإداريَّة الجديدة طابعًا عسكريًّا خالصًا. ويتمثَّل هذا النظام في استقرار الجُند في أقاليم آسيا الصُغرى والشَّام، ولِذا جرى إطلاق لفظ أجناد على الأقاليم العسكريَّة التي نشأت بعد ذلك، وأضحى هذا اللفظ الذي كان يُطلقُ على لواءٍ من الجُند، يُطلقُ على الأرض التي تُشغلها القوَّات العسكريَّة، وتقرَّر منح الجُند مساحاتٍ من الأرض كحلٍّ للاضطراب الماليّ بِشرط أن تكون الخدمة العسكريَّة مُقابل ذلك وراثيَّة. حلَّ نظامُ الأجناد محل نظام حُكومات الأقاليم الذي فقد أهميَّته، والذي كان يُعدُّ من أهم مظاهر الإدارة البيزنطيَّة. ونتج عن ذلك أن تغلَّبت الصفة العسكريَّة على إدارة الإمبراطوريَّة، وأُعيد النظر بِتنظيم القُوَّات المُسلَّحة. وأتاح هذا التغيير إلى قلب المُعادلة العسكريَّة لِصالح الروم أمام الفُرس. غير أنَّ هذا النظام الجديد لم يترسَّخ في الشَّام بِفعل قِصر المُدَّة بين إقراره ووُقوع هذه البِلاد بيد المُسلمين، وبالتالي لم يُتح لِهذا الإقليم أن يستفيد من إيجابيَّاته، وفوجئ البيزنطيّون بالزحف الإسلامي باتجاه الشَّام وهُم في حالة انتقالٍ من النظام القديم إلى النظام الجديد المُستحدث.

### اجتماعيًّا

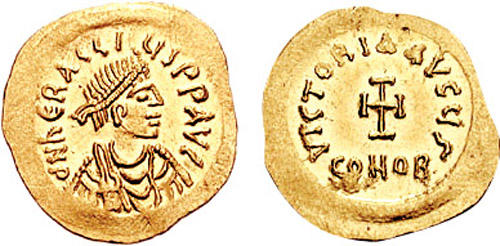
نقشٌ لِوجه إمبراطور الروم، القيصر هرقل على ثُلثُ صرد.

كان عامَّة الشوام قبل الفتح الإسلامي يشعُرون بالظُلم الاجتماعي المُرتبط أساسًا بالنظام المالي الذي أثقل كاهلهم بالضرائب الباهظة. وكانت الضرائب المفروضة على المُدن والقُرى الشَّاميَّة على نوعين: ضرائب نظاميَّة، وضرائب طارئة لِمُواجهة أوضاع خاصَّة. وأهمَّ الضرائب النظاميَّة اثنتان: الأولى هي ما يُفرضُ على الأرض وتُقدَّرُ بنسبةٍ مُعيَّنةٍ من قيمتها، ثُمَّ قُدِّرت بِنسبة 12.5% من المحاصيل، والثانية هي ضريبة الرأس. أمَّا الضرائب الطارئة فتُفرض في مُناسباتٍ خاصَّة، وتُعدُّ أكثر إرهاقًا للطبقة الشعبيَّة من الضرائب النظاميَّة، مثل ضريبة الحرب في أيَّام الإمبراطور هادريان، وضريبة التَّاج، وضريبة الطعام لِسد الحاجات المُتغيِّرة للحاميات وللإدارة الروميَّة. وأُضيفت ضريبة الأرض إلى ضريبة الرأس في عهد قِسطنطين، فأضحى مجموعُ الوحدات التي تُجمع بين النَّاس والأرض، أساسًا للتقدير، وهذا يعني ربط الإنسان بالأرض. ويبدو أنَّ هذا النظام الضريبي لم يعد يفي بِسد حاجات الإمبراطوريَّة بسبب كثرة النفقات العسكريَّة والإداريَّة. وسبَّب عُيوب النظام الإداري انتشار الفساد، وتفشّي السرقة، وابتزاز الأموال، وأدّى ذلك إلى الفقر والخراب، وأثار الاضطرابات الدَّاخليَّة، وفُقدانُ الأمن. وما حدث في الإمبراطوريَّة بعد ذلك من مُشكلاتٍ اجتماعيَّةٍ وتراجُع الزراعة بِفعل الحُروب المُستمرَّة في الخارج والثورات الدَّاخليَّة؛ دفع بالإمبراطور جُستنيان إلى حل المُشكلات الماليَّة من خِلال إصلاح النظام الضريبي، ففرض على رعاياه أن يدفعوا كُل ما للحُكومة من ضرائب، وأمر بِمسح الأرض، وقسَّمها إلى وحداتٍ مُتساويةٍ في قيمة الإنتاج بِغض النظر عن مساحتها، تدفع كُل وحدة منها ضريبة ثابتة، ثُمَّ أحصى السُكَّان في القُرى وفرض عليهم ضريبة الرأس. وتحدَّدت قيمة الضريبة في الشَّام على الذُكور من 14 إلى 65 سنة، وعلى الإناث من 12 إلى 65 سنة. وحصل الملَّاكون الكِبار على حق جباية الضرائب المُستحقَّة على ضِياعهم ودفعها إلى الخزينة المركزيَّة مُباشرةً ممَّا جعل سُلطة الجُباة عليهم مُنعدمة. وكُلِّف المجلس البلدي في كُل قرية بِجمع الضرائب من القُرى التابعة للمدينة وتوزيعها. ولقد ساهم سُكَّانُ القُرى في دفع الضرائب.
نتج عن هذا النظام أن تحمَّل الفلَّاحون والمُزارعون العبء الأكبر من الضريبة، ورُبطوا هُم وأُسرهم بالأرض التي سُجِّلوا عليها، وذلك بهدف تيسير جمع الضرائب، ولِضمان زراعة الأرض. كما أنَّ سوء الجباية وتعسُّف الجُباة دفع صِغار الملَّاكين إلى طلب حِماية كِبار الملَّاكين ليتولّوا مسؤوليَّة دفع الضرائب عنهم مُقابل تنازُلهم لهم عن أملاكهم، فأصبحوا بذلك مُزارعين مُرتبطين بالأرض. وعمد الملَّاكون الكِبار من جهتهم إلى مُضايقة الملَّاكين الصِغار، ودفعهم إلى طلب حمايتهم بهدف توسيع مُلكيَّاتهم. ومع أنَّ السُلطات الحُكوميَّة المركزيَّة لم تكن تُشجِّع الحِماية، وحاولت الحد منها، إلَّا أنها اعترفت بها في أوائل القرن الخامس الميلاديّ، كأمرٍ واقع وكحلٍّ لِمُشكلة الضائقة الاقتصاديَّة. ومن الأمثلة التي يسوقها المُؤرخون المُتعلِّقة بالظُلم الاجتماعي في الشَّام خِلال العصر البيزنطي، وتُؤخذ على أنَّها دليلٌ على وُقوعه، أنَّ المُسلمين عندما اضطرّوا للجلاء عن حِمص قبل معركة اليرموك، طلب أبو عُبيدة من عامله على الخِراج أن يُعيد ما كان قد أخذهُ من أهل حِمص إليهم، بحجَّة أنَّه لا ينبغي للمُسلمين أن يأخذوا من الأهالي شيئًا إذا لم يمكثوا في المدينة ويُدافعوا عنها. واجتمع حبيب بن مسلمة بِأهل حِمص وردَّ عليهم مالهم، فقالوا له: «رَدَّكُمُ اللهُ إلَيْنَا، وَلَعَنَ اللهُ الذِينَ كَانُوا يَمْلِكُونَنَا مِنَ الرُّوْمِ، وَلَكِن وَاللهِ لَو كَانُوا هُم عَلَيْنَا مَا رَدُّوا عَلَيْنَا، وَلَكِن غَصَبُوْنَا، وَأَخَذُوا مَا قَدَرُوا عَلَيْهِ مِن أَمْوَالِنَا، لَوِلايتُكُمُ وَعَدْلُكُمُ أحَبُّ إلَيْنَا مِمَّا كُنَّا فِيْهِ مِنَ الظُّلْمِ وَالغُشْمِ».

### دينيًّا

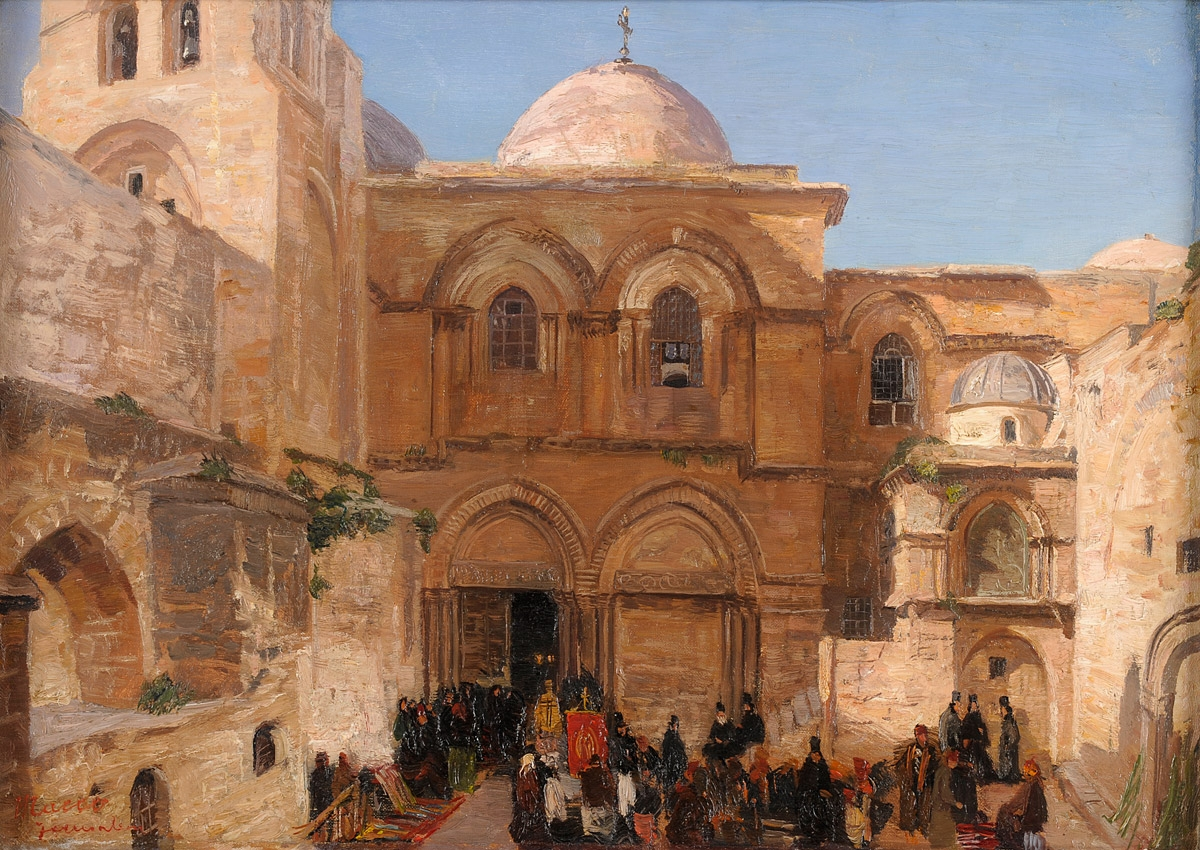
رسم لِكنيسة القِيامة، وهي أهم دُور العبادة المسيحيَّة في الشَّام، إذ يؤمن المسيحيّون أنَّ قيامة يسوع حصلت في موقعها.

دانت الغالبيَّة العُظمى من أهالي الشَّام قبل الفتح الإسلامي بالمسيحيَّة، وكان هُناك قسمٌ صغير يدينُ باليهوديَّة. وقد انقسم النصارى الشوام إلى طوائف مُختلفة، ومن المعروف أنَّ هذا الانقسام حصل مُنذ اختتام أعمال مجمع خلقدونية سنة 451م، ومُحاولة الأباطرة الروم تطبيق قراراته عبر جميع أنحاء الإمبراطوريَّة وعلى جميع الأهالي. وكان هذا المجمع قد عُقد للتباحث حول طبيعة المسيح وإقرار مذهب رسمي مُوحَّد للإمبراطوريَّة بعد أن كثُرت الأقوال والمذاهب، واستقرَّ الرأي في النهاية على الإيمان باتحاد الطبيعتين، الإلهيَّة والبشريَّة، في شخص المسيح، اتحادًا غير قابل للانفصام. وقد حصلت في الشَّام مُنذُ ذلك الوقت قلاقل دينيَّة اتخذت صفة الثورات الوطنيَّة العنيفة عوض الفتن الطائفيَّة بشكلٍ مُباشرٍ، بِدليل استمرار تحالُف القبائل العربيَّة النصرانيَّة، المُخالِفة للعقيدة الرسميَّة للإمبراطوريَّة، مع بيزنطية. ومن المعروف أنَّ النصارى الشوام انقسموا إلى سُريانٍ أو يعاقبة، وملكيّون أو روم. ويُشيرُ المُؤرخون إلى أنَّ المذهب اللاخلقدوني المونوفيزيتي (اليعقوبي) انتشر بين القبائل العربيَّة مثل إياد وربيعة وقُضاعة. أمَّا القائلون بالمذهب الخلقدوني (الملكيّون) فكانوا بِمُعظمهم يعيشون في المُدن التي اصطبغت بالثقافة الهلينيَّة، مثل أنطاكية وسلوقية واللاذقيَّة وبعلبك وبيروت وقيسارية وبيت المقدس. وكانت نسبةٌ عالية من اليعاقبة مُستاءة من الحُكم المركزي، وكان من الطبيعيّ أن تُولِّد تلك الانقسامات اللاهوتيَّة، والاضطهادات الدينيَّة، نفورًا وكراهيَّة وعداء في الشَّام، حيال الروم في بيزنطية، كما كانت عليه الحالة النفسيَّة في العراق تجاه الساسانيين الفُرس، الذين لم يمتنعوا عن اللُجوء إلى العُنف وسفك الدماء لِإخضاع المسيحيين، من نساطرة ويعقوبيين، إلى سياستهم المجوسيَّة. كذلك فقد عانى المسيحيّون الشوام الأمرَّين بعد سيطرة الفُرس على البِلاد، إذ تعاون هؤلاء مع اليهود لاقتحام بيت المقدس بعد ثلاثة شُهورٍ من الحِصار، وفتكوا بما بين 57,000 و66,500 مسيحيّ، وسبوا حوالي 35,000 آخرون بما فيهم بطريرك المدينة زكريَّا، كما أُحرقت الكثير من الكنائس بما فيها كنيسة القيامة، وتمَّ الاستيلاء على عددٍ من الآثار المُقدَّسة بما فيها صليب الصلبوت والحربة المُقدَّسة والإسفنجة المُقدَّسة، ونُقلت كُلَّها إلى المدائن عاصمة فارس. وقد ساهم اليهود في مذابح المسيحيين، وقتلوا الكثير منهم، لذا شاع كره اليهود في الشَّام بعد أن استعادها الروم، وقبل أن يفتحها المُسلمون.

### عسكريًّا

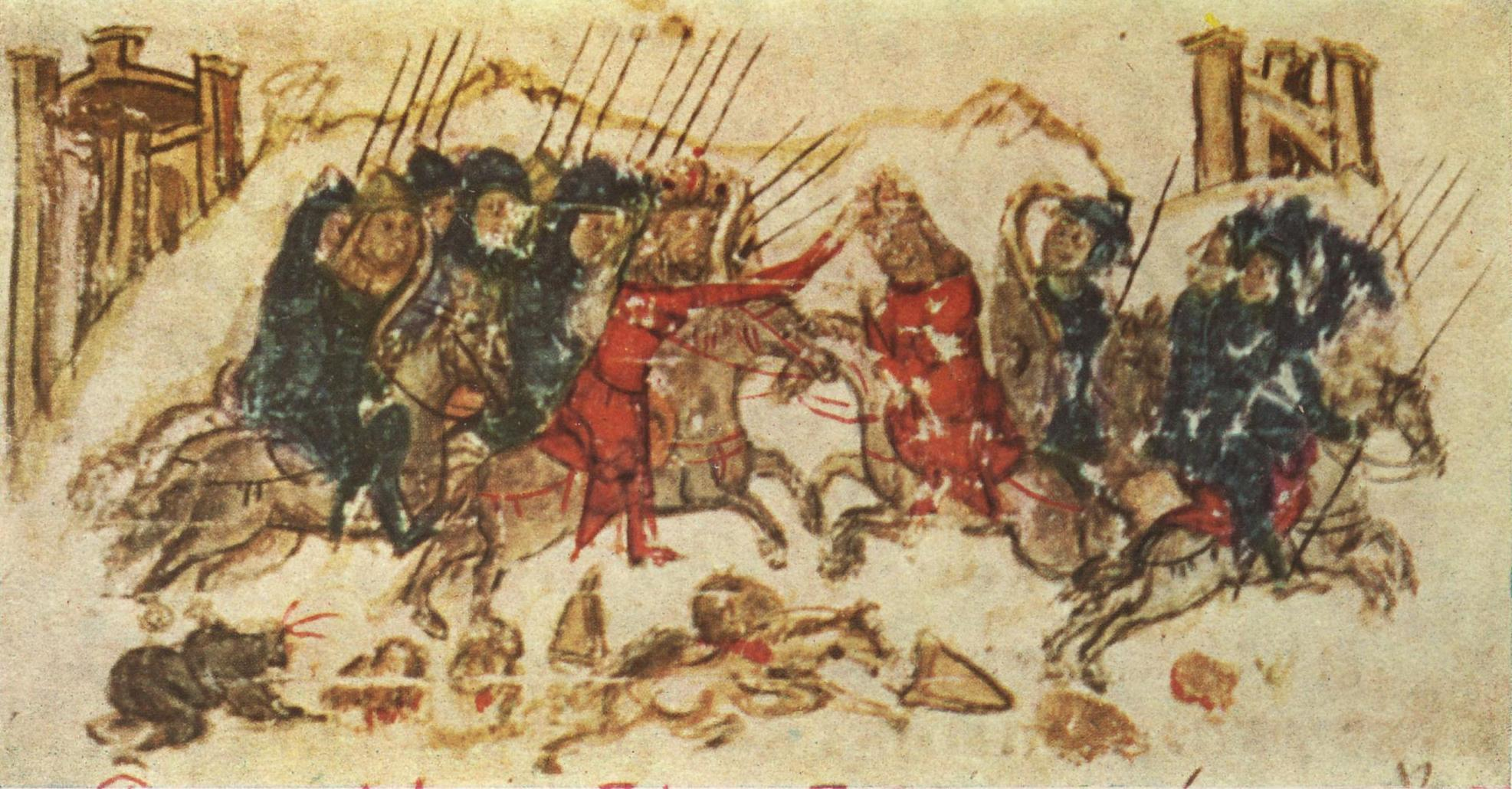
رسمٌ للخيَّالة البيزنطيّين.

يرجعُ الفضل للإمبراطور موريس والقائد بلزاريوس في وضع أساس الجيش البيزنطي، وزاد الإمبراطور هرقل من كفاءته وقُدرته القتاليَّة، وانتصر به على الفُرس والصقالِبة والآڤار. أعاد الإمبراطور موريس تنظيم الهيكل العام للجيش، ووضع أُسس التجنيد، ورفعَ عديد الوحدة القتاليَّة إلى أربعمائة، وجعلها الوحدة الأساسيَّة للجيش، ثُمَّ جمع عددًا من هذه الوحدات في مجموعةٍ واحدة يتراوح عديدُها بين ستة وثمانية آلاف، وسمَّاها «الفرقة». وتُشكِّلُ فرقة الفُرسان الثقيلة عِماد الجيش البيزنطي بما لها من أهميَّةٍ كبيرة. ويرتدي الفارس قميصًا معدنيًّا من رقبته حتَّى الفخذين، ويحملُ درعًا مُستديرًا، كما يرتدي قلنسوة على رأسه وقفَّازًا طويلًا يُغطي اليدين إلى ما بعد الرسغ، وينتعل حذاءً من الصُلب. وزُوِّدت جيادُ الضُبَّاط وقوَّاتُ الخط الأماميّ بِمُقدِّمة حديد لِحمايتها، وجُهِّزت الجِياد بِسُروجٍ مُريحة، وركابٍ حديديّ. يستخدمُ الفارس أثناء القتال سيفًا عريضًا وخنجرًا وقوسًا، ويحملُ جُعبةً مملوءة بالسِهام وحربة طويلة، ويُثبِّت بلطة في سرح حصانه أحيانًا. وكان الزيُّ العسكريُّ موحدًا، يشتملُ على معطف ورايةٍ مُثلثة على رأس الرمح، وخصلة من الشعر على الخُوذة. والواقع أنَّ هذا اللباس العسكري للفُرسان، الذي اتصف بِثقل الوزن، شكَّل عائقًا أثناء العمليَّات القتاليَّة أمام القوى الإسلاميَّة التي اتصف مُقاتلوها بِخِفَّة الحركة، إذ حدَّ من حُريَّة حركة الفارس وحرمهُ من الاستفادة من كفاءته القتاليَّة ولياقته البدنيَّة. وانقسمت فرقة المُشاة في الجيش البيزنطي إلى قسمين:

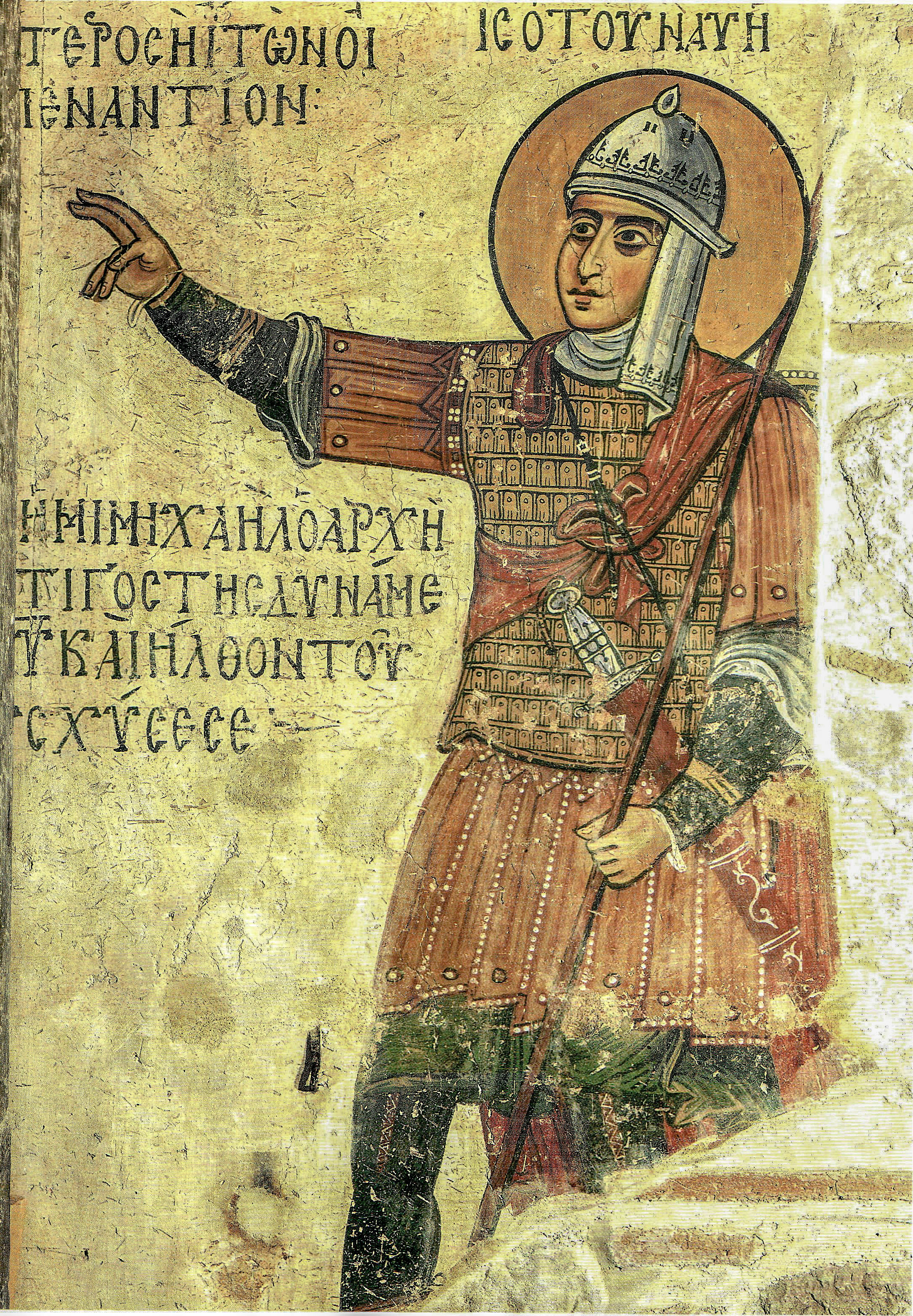
جداريَّة جصيَّة تُصوِّرُ جُنديًّا بيزنطيًّا بِلباسه وعتاده العسكريّ.

- فرقة المُشاة الثقيلة: ارتدى أفرادُها رداءً معدنيًّا وقفَّازاتٍ طويلةٍ ودُروعًا للسَّاق وخوذة حديديَّة من الأمام، وحملوا دُروعًا مُستديرة كبيرة، وشكَّل الرمحُ والسَّيفُ والبلطةُ سلاحُهم الهُجوميّ. وكان هذا اللباسُ عائقًا ميدانيًّا لِهذه الفرقة من المُشاة تمامًا مثل فرقة الفُرسان الثقيلة.[35]
- فرقة المُشاة الخفيفة: اقتصرت مُهماتُها العسكريَّة على الدفاع عن الممرَّات والمناطق الجبليَّة، وحِماية القِلاع والمُدن الهامَّة، وشكَّل الرُماة عِماد هذه الفرقة.[35]

ويتناسبُ تنظيم الوحدات العسكريَّة مع التكتيل الذي يُنفذونهُ أثناء القِتال، وهو أُسلوبٌ مرنٌ يتغيَّرُ من معركةٍ إلى أُخرى، ويُحدَّدُ من قِبل القادة بالاستناد إلى أُسلوبِ العدوِّ القتاليِّ. وكان هُناك سُلَّمٌ لِرُتب الضُبَّاط. أمَّا المُصطلحات الفنيَّة المُستخدمة في الجيش البيزنطي فكانت خليطًا من الكلمات اللاتينيَّة واليونانيَّة. وعرِفت بيزنطية نظام الكتائب في التكتيك القتاليّ القائم على سلاحيّ الفُرسان والمُشاة، وذلك بعد أن أخذتهُ عن اليونان، إلَّا أنَّهُ في العصر الإسلاميّ الأوَّل، كانت جُيوشُ بيزنطية تُقسم إلى فرق تُسمَّى «كراديس» يضمُّ كُلٌّ منها زهاء سُتمائة جُندي. والمعروف أنَّ عديد الجيش البيزنطي النظامي في الشَّام لم يكن كبير الحجم، ولم يكن بإمكان الإدارة العسكريَّة البيزنطيَّة توفير أكثر من عشرين ألف جُندي للدِفاع عن هذه البِلاد، في ظل الأخطار التي تتعرَّض لها الولاياتُ الأُخرى في آسيا وأوروپَّا ومصر، ولا يُمكنُ الحُصول على جُنودٍ منها، لذا لم يبق مجالٌ في البحث عن قوى عسكريَّة للشَّام سوى أرمينية القريبة التي يُمكنُ الاعتماد عليها. كذلك عمد الروم إلى تجنيد العرب المُقيمين على أطراف الإمبراطوريَّة، وبخاصَّةٍ أنَّهم يتمتعون بِصفةٍ إضافيَّةٍ هي معرفة الأرض ومُناخها بالإضافة إلى أساليب القِتال. وتبنّى هرقل النظريَّة القائلة إنَّ خيرُ وسيلةٍ لِقتال العرب هي استخدامُ عربٍ آخرين إزائهم، لذلك كان من الضروريّ لِبيزنطية أن تحتفظ بِصداقة بعض القبائل، وتنويع صِلاتها بالعرب. وكانت الإمبراطوريَّة البيزنطيَّة تعمد إلى تجنيد المُرتزقة لِلقتال في صُفوف جُيوشها عند نُشوب أيِّ حرب، لكنَّ الانهاك الاقتصادي الذي حلَّ بها بعد الحرب الطويلة مع الفُرس جعلها عاجزة عن تجنيدهم ما أن ظهر الخطر الإسلامي، واستعاض هرقل عن المُرتزقة بالجُند الفلَّاحون أهالي الأجناد التي قام بإنشائها، فغدا هؤلاء الذين حصلوا على إقطاعاتٍ مُقابل الالتزام بالخدمة العسكريَّة والنازلون في الإقطاعة، عُنصُرًا ثابتًا في قُوَّات الجيش البيزنطي، وأمدَّتهم إقطاعاتهم بالوسائل الاقتصاديَّة التي تكفل لهم سُبل العيش، فكان كُلٌّ منهم يخرج إلى الحرب بِسلاحهِ وفرسهِ.

## دوافع الفتح والتمهيدات

### في العصر النبويّ

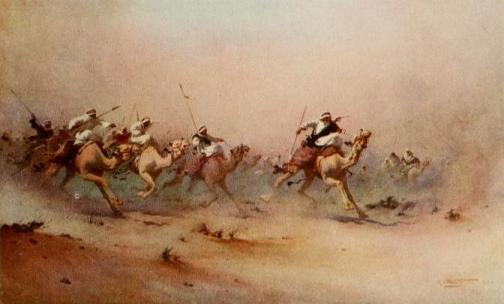
رسمٌ لِإحدى الغزوات بِريشة روبرت طابولت كلي.

اتَّخذت الشَّامُ مُنذُ السنة السَّادسة للهِجرة حيِّزًا بارزًا في سياسة الرسول مُحمَّد الخارجيَّة، بعد أن حسم الوضع السياسي الدَّاخلي في الحجاز لِصالح المُسلمين إثر صُلح الحُديبية، وكان اهتمامهُ بِتلك البِلاد كهدفٍ حيويٍّ بوصفها أرضًا عربيَّة كالحجاز أو ذات وجودٍ عربيِّ ملحوظ، ولِإقامة مراكز إسلاميَّة على الأطراف الشَّاميَّة لِنشر الدعوة بين القبائل العربيَّة الوثنيَّة منها والمُتنصرة، واحتوائها تحت راية الدولة الإسلاميَّة في المدينة المُنوَّرة أو عقد صُلحٍ معها لِتمتين النُفوذ الإسلامي في تلك الرُبوع، ولِفك تحالُفها مع الإمبراطوريَّة البيزنطيَّة، ولِلسيطرة على طريق التجارة، إذ أنَّ مضاربها تُعدُّ بِمثابة معابر هامَّة لِلتجارة بين الشَّام وأنحاء شبه الجزيرة العربيَّة في الوقت الذي وصلت فيه تجارة القوافل إلى ذُروة النشاط والاستقرار. وأخذ الرسول يُراقبُ الوضع في تلك المناطق من خِلال السرايا المُبكرة التي كان يُرسلها، والرسائل المُوجهة إلى الإمبراطور البيزنطي هرقل والملك الغسَّاني شرحبيل بن عمرو صاحب بُصرى، وسائر رؤساء ومشايخ القبائل العربيَّة. دفعت التطوُّرات في الحجاز القبائل القاطنة في دومة الجُندل إلى القيام بِتحرُّكٍ سريع، وتزعَّم أكيدر بن عبد الملك الكِندي النصراني تحالُفًا قبليًّا راح يتهيَّأ للزحف نحو المدينة المُنوَّرة. ولمَّا علِم النبيُّ بِتلك الاستعدادات خرج من المدينة على وجه السُرعة في شهر ربيع الأوَّل سنة 5هـ المُوافق فيه شهر آب (أغسطس) سنة 626م، وتوجَّه نحو دومة الجُندل مُستبقًا قوى التحالف، ولمَّا وصل إليها لم يجد من يصطدم به. ويبدو أنَّ أكيدر تهيَّب الموقف فانسحب باتجاه الشِمال. واستغلَّ النبيُّ وجوده في تلك المنطقة، فقام بِعمليَّاتٍ استطلاعيَّة.
تُعدُّ هذه الغزوة الحلقة الأولى في سلسلة الصراع العسكريّ بين المُسلمين والقبائل الضَّاربة على تُخوم الشَّام بِخاصَّة، وبين المُسلمين والروم بِعامَّة، في صِراع السَّيطرة على الشَّام. يُؤكدُ هذا ما ذكرهُ الواقدي من أنَّهُ قيل للرسول وهو بِصدد مُهاجمة دومة الجُندل: «إِنَّهَا طَرَفٌ مِنْ أَفْوَاهِ الشَّامِ، فَلَوْ دَنَوْتَ مِنْهَا كَانَ ذَلِكَ مِمَّا يُفْزِعُ قَيْصَرَ». تكثَّفت هجماتُ المُسلمين على المناطق الحُدوديَّة مع الشَّام في السنة السَّادسة للهِجرة، ومنها: سريَّة زيد بن حارثة التي انتهت إلى العِيص، وتلك التي انتهت إلى حُسمى وراء وادي القُرى، وتلك التي خرجت في شهر رجب سنة 6هـ المُوافق فيه شهر كانون الأوَّل (ديسمبر) سنة 627م باتجاه وادي القُرى، وقد أغفلت رواياتُ المصادر دوافعها ونتائجها، إنما يُمكنُ القول بأنَّها تتعلَّقُ بِسياسة النبيّ الشَّاميَّة. وخرجت سريَّة في شهر شعبان سنة 6هـ المُوافق فيه شهر كانون الثاني (يناير) سنة 628م بِقيادة عبدُ الرحمٰن بنُ عوف باتجاه دومة الجُندل لِقتال قبيلة كَلَب النصرانيَّة، وقد شغلت حيِّزًا هامًّا في سياسة النبيّ الشَّاميَّة. فقد طلب من قائدها أن يتزوَّج ابنة شيخ القبيلة إن استجاب هو وقومه إلى دعوة الإسلام، وذلك بهدف استقطابهم، وتعزيزًا للعلاقات بين الطرفين، إذ كانت هذه القبيلة أهم مجموعة عربيَّة في الشَّام حين ظهر الإسلام كقوَّةٍ سياسيَّةٍ. وقد نجح عبدُ الرحمٰن في مُهمَّته، واعتنق الإصبغ بن عمرو الكلبيّ الإسلام، وتبعهُ أكثر قومه وتزوَّج من ابنته. وتميَّزت السريَّة المعروفة «بِأُم قرفة» بِدوافعها الاقتصاديَّة الواضحة. فقد خرج زيد بن حارثة في شهر رمضان سنة 6هـ المُوافق فيه شهر كانون الثاني سنة 628هـ في تجارةٍ إلى الشَّام، فتعرَّض لاعتداءٍ من قِبل جماعةٍ من فزارة في مكانٍ قريبٍ من وادي القُرى، وعاد إلى المدينة المُنوَّرة، بيد أنَّهُ عاد مُجددًا إلى استئناف مُهمتهِ بعد إصرار النبيّ، ونزل في المكان نفسه، واصطدم مع الجماعة التي اعترضتهُ، فقتل وأسر منهم وعاد إلى المدينة. ويُعدُّ هذا الاختراق لِقبيلةٍ كبيرةٍ كفزارة ما تزالُ غير مُكترثةٍ حتَّى ذلك الحين، بالقُوَّة الإسلاميَّة النَّامية في المدينة؛ عملًا ناجحًا كان له وقعهُ الحسن بين المُسلمين.

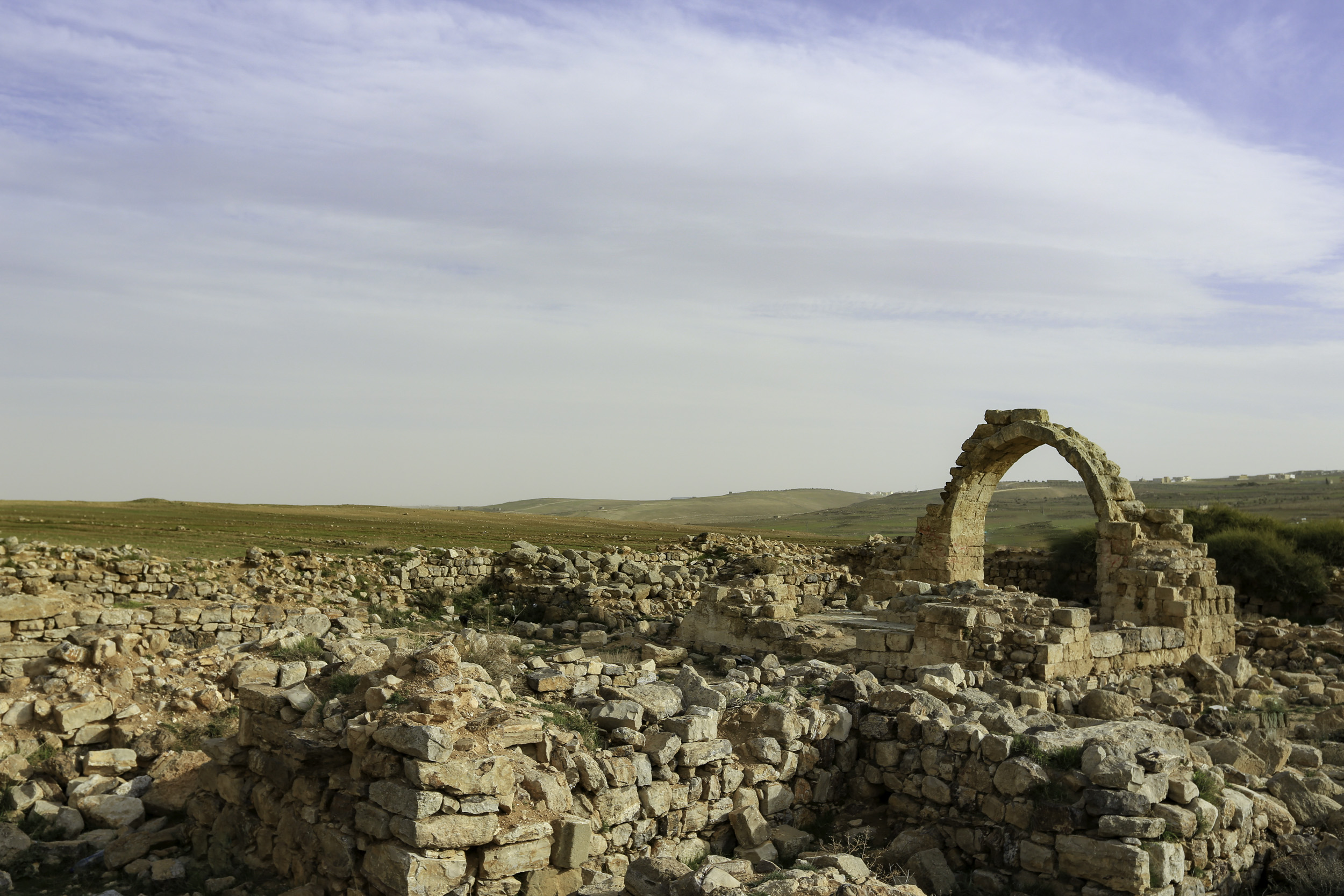
بقايا لآثار بُنيت على الأرض التي حدثت عليها غزوة مؤتة. تظهر في الخلفيَّة السُهُول التي دارت عليها المعركة.

استأنف الرسول نشاطهُ الجهاديّ في الشِّمال بعد صُلح الحُديبية، نظرًا لِما أمَّنهُ ذلك الصُلح من استقرارٍ في الوضع الداخلي، وبعد أن شهدت الجبهة القبليَّة - البيزنطيَّة بعض الارتباك؛ إذ تزعزعت ثقة القبائل العربيَّة ببيزنطية، بِفعل مُحاولتها تغيير المُعادلة في العلاقات الثُنائيَّة من واقع فرض سيطرتها المُباشرة عليها وتخفيف مُساعداتها الماليَّة لها، ممَّا أسهم في تراجع الروح المعنويَّة لدى القبائل التي نشأت على الاستقلال ورفض التدخُّل الخارجيّ في شؤونها إلَّا ما كان في إطار التحالُفات والمصالح الخاصَّة، كما أنَّ الاختلاف المذهبي أسهم في خلق وعي لديها تجاه الإسلام على الرُغم من أنَّها وجدت فيه تحديًا عقائديًّا يفوقُ، مبدئيًّا، التحدي البيزنطي. أرسل النبيّ في تلك الفترة كتابهُ إلى هرقل وكتابًا آخر إلى الحارث بن أبي شُمَّر الغسَّاني ملك تُخوم الشَّام. وتطرَّق في الكتاب الذي أرسلهُ إلى هرقل إلى أوضاع القبائل العربيَّة المُوالية لِبيزنطية، طالبًا منه ألَّا يحول بين الفلَّاحين وبين الإسلام إن قرروا الدُخول فيه أو أن يُعطوا الجزية، الأمر الذي أثار الإمبراطور البيزنطي ودفعهُ إلى استنفار قُوَّاته وحُلفائه من العرب. واعتُرض مبعوث النبيّ الحارث بن عُمير الأزدي إلى ملك الغساسنة من قِبل شرحبيل بن عمرو الغسَّاني، وقتلهُ عند طريق مؤتة؛ الأمر الذي فجَّر الوضع العسكريّ بعد أن بلغ التوتُّر ذروتهُ بين الطرفين، فأعدَّ الرسول حملةٍ من ثلاثة آلاف مُقاتل لِتأديب القبائل العربيَّة إن لم تستجب لِدعوة الإسلام، وإشعارها بِقوَّة المُسلمين، وقُدرتهم على ردع المُعتدين والغادرين. وأدرك النبيُّ مدى الخطر الذي يُهدِّدُ الحملة أمام القُوَّات البيزنطيَّة وحُلفائها، فسمّى ثلاثة قادة يخلف الواحد منهم الآخر في حال سُقوطه في أرض المعركة، وهُم: زيد بن حارثة وجعفر بن أبي طالب وعبدُ الله بن رواحة.
حشد هرقل، الذي كان يتتبَّع أخبار تحرُّك المُسلمين من مقرِّه في أنطاكية، قُوَّةَ عسكريَّةً بيزنطيَّة بِقيادة أخيه تذارق (ثُيودور) زحفت باتجاه الجنوب وعسكرت في مؤاب من أرض البلقاء، وانضمَّت إليها في هذا المكان قُوَّاتٌ عربيَّة مُوالية من بهراء وبكر بن وائل ولخم وجُذام تُقدَّر بِمائة ألف مُقاتل. والواقع أنَّ الحملة الإسلاميَّة كانت أقرب إلى أن تكون حملة استطلاعيَّة منها إلى حملةٍ هدفها الدُخول في صدامٍ مُسلَّحٍ غير مُتكافئ، بدليل قلَّة الخسائر التي عانت منها عند الاشتباك مع الروم، إذ قُتل حوالي عشرة من المُسلمين بالإضافة إلى القادة الثلاثة، وقد ترك مقتل هؤلاء أثرًا عميقًا في المدينة وبنُفوس المُسلمين، لكنَّه شكَّل حافزًا جديدًا للاستمرار في مُناوشة الروم واستطلاع أحوال بِلادهم، ووفق بعض المصادر، لم يرَ النبيُّ فيها إخفاقًا أو تراجُعًا لِمشروعه، فقال عن الجُنود المُنسحبين: «لَيْسُوا بِالْفُرَّارِ، وَلَكِنَّهُمُ الْكُرَّارُ إِنْ شَاءَ الله»، وقد ضعَّف العُلماء هذا الحديث، فقال الإمام الألباني: «فَهَذَا مُنْكَرٌ بَلْ بَاطِلٌ ظَاهِرُ اَلْبُطْلَانِ». أمَّا من الجانب البيزنطي، فقد كانت جُزءًا من عمليَّة استطلاع تنظيمي لِمناطق خلت من عمليَّاتٍ عسكريَّةٍ مُدَّة عقدين، كان البيزنطيّون خِلالها يُحاولون تثبيت سُلطتهم في مناطق تخلّى عنها الفُرس على امتداد التُخوم الجنوبيَّة للشَّام، مُعتمدين على مُساعدة القبائل العربيَّة المُتحالفة معهم.

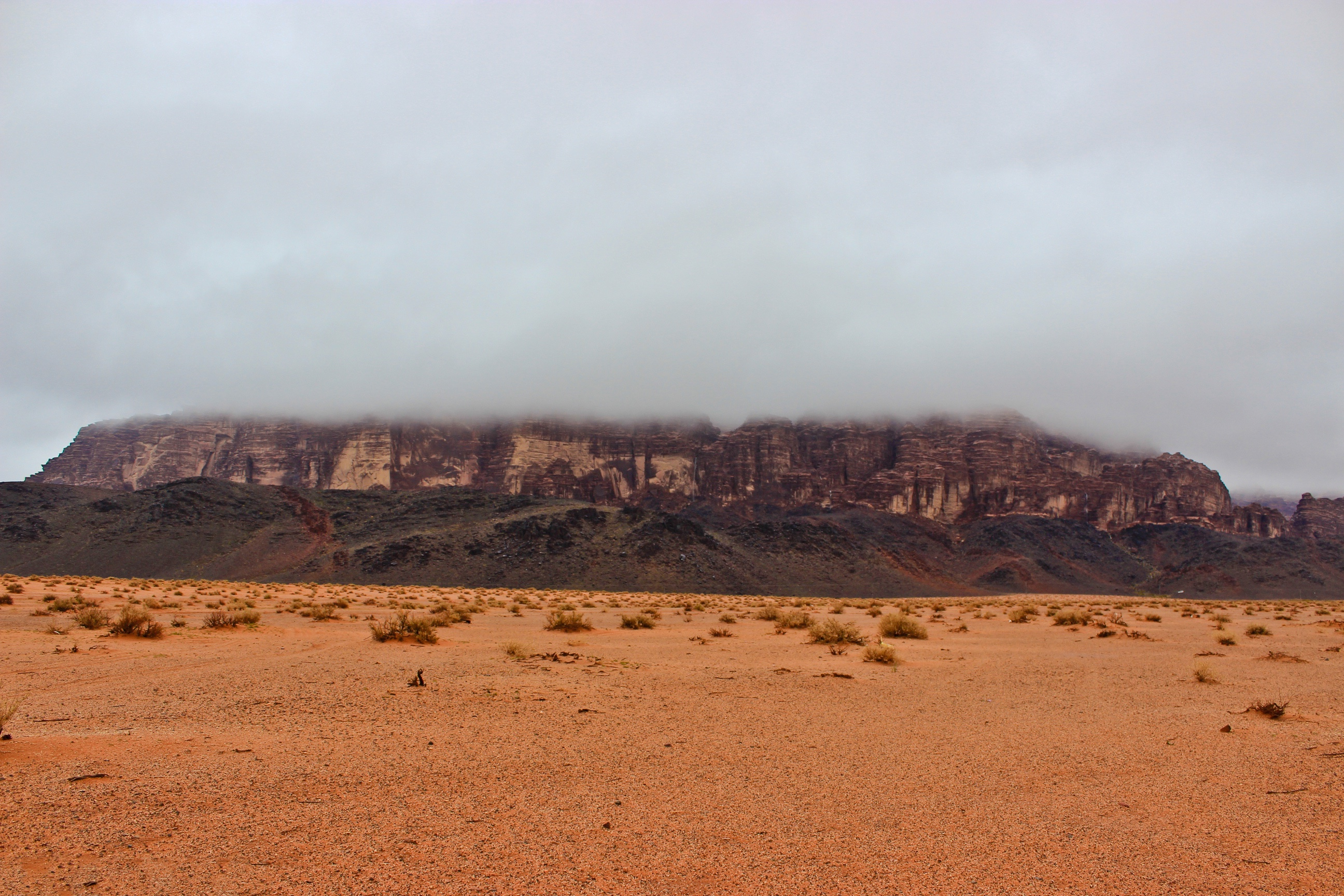
إحدى مناطق التُخوم الشماليَّة لِشبه الجزيرة العربيَّة، وهي المناطق التي وقعت فيها الغزوات الإسلاميَّة على الشَّام خِلال العصر النبويّ.

أعاد النبيّ إرسال حملة أُخرى إلى الشَّام بِقيادة عمرو بن العاص بعد نحو شهر، عندما بلغهُ أنَّ حُشودًا من بلي وقُضاعة وعاملة وكَلَب وغسَّان ولخم وجُذام تجمَّعت بهدف غزو المدينة المُنوَّرة، وقد بلغ عديدُها ثلاثمائة مُقاتل. وبِفعل الحُشود القبليَّة الضخمة التي صادفها عمرو، طلب نجدة عاجلة من المدينة، فأمدَّهُ النبيّ بِمائتيّ مُقاتل بِقيادة أبي عُبيدة بن الجرَّاح. وبعد عدَّة اصطدامات مع جماعات قبليَّة عادت الحملة إلى المدينة المُنوَّرة.
غطَّت هذه الحملة بِنتائجها الإيجابيَّة، المُتمثلة بِفرض الوجود الإسلامي بعد الانتشار الواسع للمُسلمين في هذه المناطق، وتهديد الشَّام وإن بشكلٍ غير مُباشر؛ النتائج السلبيَّة لِغزوة مؤتة، وأعادت الثقة بالنفس إلى نُفوس المُسلمين في المدينة. ووصلت إلى مسامع النبيّ، بعد عودته إلى المدينة في أواخر سنة 8هـ المُوافقة لِأوائل سنة 630م في أعقاب فتح مكَّة وانتصاره في حُنين؛ أنباء عن حُشودٍ روميَّة - عربيَّة مُشتركة بِهدف القيام بِهُجومٍ على المدينة والقضاء على الدولة الإسلاميَّة الناشئة، قبل أن يشتد ساعدها وتُشكِّلُ خطرًا جديًّا على الوُجود البيزنطي في الشَّام؛ فقرَّر التصدّي لها. فخرج من المدينة في شهر رجب سنة 9هـ المُوافق فيه شهر تشرين الأوَّل (أكتوبر) سنة 630م على رأس جيش يُقدَّرُ بِثلاثين ألف مُقاتل، ووصل إلى تبوك.
ولم يقع قِتالٌ بين المُسلمين وقِوى التحالف بفعل انسحاب هؤلاء شمالًا قبل وُصول المُسلمين. وراح النبيُّ يتَّصلُ بِزُعماء القبائل المسيحيَّة المُنتشرة في المنطقة في مُحاولة لاستقطابهم وفك تحالُفهم مع بيزنطية. وفعلًا وفدت عليه وُفود القبائل المُجاورة وصالحتهُ على الجزية، فحقق بحركته الصعبة تلك، انتصارًا على الجبهة الشماليَّة، إذ ربط العديد من القبائل العربيَّة الشاميَّة بالدولة الإسلاميَّة، فمدَّ نُفوذها إلى عُمق المناطق التي كان سُكَّانُها يعملون لِصالح الروم ويُؤدون دورًا خطيرًا في مُقاومة امتداد الإسلام باتجاه الشِّمال، وفتح منافذ الطُرق إلى الشَّام وبعث رُوح المُقاومة والتحرير في نُفوس العرب المُقيمين بالديار البيزنطيَّة. وجهَّز النبيُّ، بعد عودته إلى المدينة المُنوَّرة من غزوة تبوك، حملة أُخرى بِقيادة أُسامة بن زيد لِإرسالها إلى التُخوم الشماليَّة. والواضح أنَّهُ لم يستهدف فتح الشَّام أو الدُخول في معركةٍ سافرةٍ مع الروم بِدليل أنَّها تألَّفت من ثلاثمائة مُقاتل فقط، وإنَّما هدف أن تكون أشبه بِمُناورةٍ عسكريَّةٍ، وإظهار قُوَّة المُسلمين أمام القبائل التي ما تزال تُساند البيزنطيين، لكنَّ النبي توفي قبل أن تنطلق الحملة.

### بعد وفاة الرسول
بعد وفاة الرسول، بُويع أبو بكر الصدِّيق بالخِلافة ليتولّى شؤون المُجتمع الإسلامي الجديد الذي كوَّنهُ الرسول خِلال حياته، وكان أوَّل عمل قام به أبو بكر بعد مُبايعته هو التصدّي لأهل الردَّة ومُدعي النبوَّة الذين انتشرت ظاهرتهم واشتعلت في مُختلف أنحاء شبه الجزيرة لِأهدافٍ مُختلفة، ولكن قبل أن يحوِّل نظره شطر الأنحاء التي أعلن أهلها ارتدادهم عن الإسلام، قرر أبو بكر تلبية رغبة النبيّ مُحمَّد قبل وفاته، وهي إرسال سريَّة أسامة بن زيد إلى مشارف الشَّام للإغارة على القبائل الشاميَّة على الطريق التجاري بين مكَّة وغزَّة، ولمُحاربة الروم. وقد أشار المُسلمون وفي مُقدمتهم عُمر بن الخطَّاب على أبي بكرٍ ألّا يُرسل حملة أسامة بن زيد حتى لا تضعف قوَّة المدينة المنوَّرة بحال هاجتمها قبائل الأعراب المُرتدَّة، ولحاجته إليها في قتالهم وغزوهم، لكن أبا بكر أبى أن يُخالف وصيَّة النبي، وكان جوابه إلى الصحابة صريحًا، فقال: «وَاللَّهِ لَا أَحُلُّ عُقْدَةً عَقَدَهَا رَسُولُ اللَّهِ ﷺ، وَلَوْ أَنَّ الطَّيْرَ تَخَطَفُنَا، وَالسِّبَاعَ مِنْ حَوْلِ الْمَدِينَةِ، وَلَوْ أَنَّ الْكِلَابَ جَرَّتْ بِأَرْجُلِ أُمَّهَاتِ الْمُؤْمِنِينَ، لَأُجَهِّزَنَّ جَيْشَ أُسَامَةَ». وترتب على انتصار المُسلمين على أهل الرِّدَّة عدَّة نتائج مُهمَّة منها إعطاء المُسلمين الثقة بالنفس وبِالنظام الذي اختاروه وبِالقُدرة على الانتصار، وهي ثِقةٌ هامَّةٌ وضروريَّةٌ في مُواجهة قِوى كُبرى تتمتَّع بِقُدراتٍ ماديَّةٍ وكثرةٍ عدديَّةٍ، هذا إلى جانب الإيمان بالهدف. كما شكَّلت فُرصةً للمُسلمين كي يتدربون تدريبًا عسكريًّا عمليًّا على مُستوى الجُيوش الكبيرة، ابتداءً من الحشد والتعبئة العامَّة إلى التحرُّكات والسير والالتحام، إلى أعمال الدوريَّات والحِصار والجاسوسيَّة والتدابير اللوجستيَّة. ويُمكنُ وصف هذه الحُروب بِمثابة جسر عبر المُسلمون العرب عليه إلى خارج شبه الجزيرة العربيَّة بِهدف الفتح.

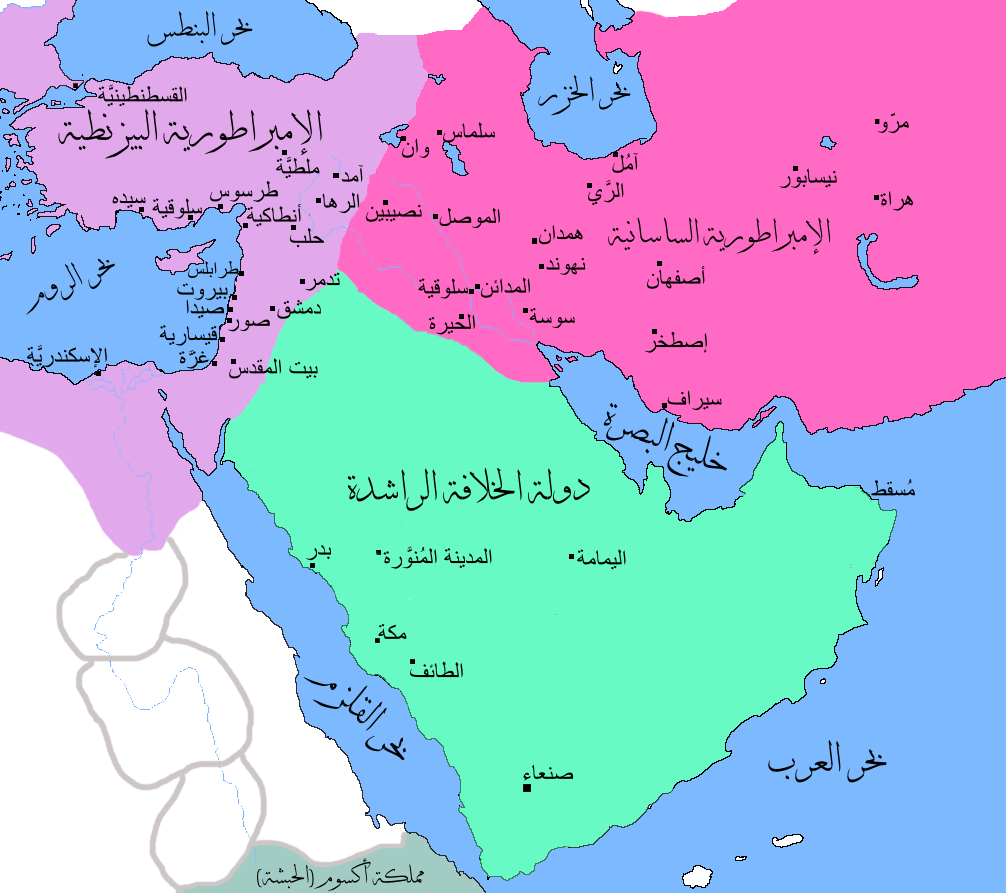
خريطة تُظهرُ الحُدود المُتاخمة لِدولة الخِلافة الرَّاشدة، والإمبراطوريَّة الروميَّة البيزنطيَّة، والإمبراطوريَّة الفارسيَّة الساسانيَّة بعد انتهاء حُرُوبُ الرِّدَّة وقُبيل انطلاق الفُتوح الإسلاميَّة خارج شبه الجزيرة العربيَّة.

يكادُ يتفق الباحثون في تاريخ الفُتوح الإسلاميَّة على أنَّ الشَّام كانت في مُقدِّمة اهتمامات الخليفة أبي بكر الهادفة إلى التوسُّع عبر المناطق المألوفة للعرب جُغرافيًّا، وكانت هذه البِلاد أكثرُها التصاقًا بِذاكرة العربيّ التاجر، حيثُ سعى إليها في رحلة الصيف أو سمع الكثير عنها من رجال القوافل ورُواة الأخبار. وكانت رؤية الرسول التوسُّعيَّة في تلك المنطقة حاضرة في ذهن أبي بكر الحريص على انتهاج السياسة النبويَّة مُنذُ بداية عهده. وإذا كانت ملامح هذه السياسة قد ظهرت أولًا في العراق، فإنَّ الجبهة الشَّاميَّة قد استقطبت الجانب الأكبر من اهتمامات أبي بكر، وبخاصَّة بعد انتصار المُسلمين في العراق. وتمَّت خطَّة التحرُّك نحو الشَّام في السنة الثانية عشرة للهجرة، بعد مُشاوراتٍ أجراها أبو بكر مع كِبار الصحابة من أهل الحل والعقد، ثُمَّ قام بِتعبئة المُسلمين لِغزو هذه البِلاد. كان ردُّ فعل المُسلمين الفوري الصَّمت، وذلك بِفعل هيبة غزو الروم، حتَّى قام خالد بن سعيد بن العاص الأُموي، فتقبَّل الفكرة، فكان أوَّل من خرج إلى الشَّام بعد أن عقد لهُ أبو بكر لِواء، هو أوَّل لِواء عقدهُ لِحربِ الشَّام. تحمَّست بعض القبائل، في سياق هذه الحملة التعبويَّة، للمُشاركة في عمليَّة فُتوح الشَّام، وأرسلت مُقاتليها إلى المدينة المُنوَّرة، ومع ذلك ظلَّت الاستجابة بالمُشاركة ضعيفة، مما دفع أبا بكر إلى استنفار قبائل اليمن، فجاءهُ المُتطوعون من حِمير ومذحج، ويُشيرُ البلاذري أنَّ أبا بكر سارع فور انتهاء حُرُوب الرِّدَّة إلى تعبئة قبائل نجد والحجاز واليمن لِغزو الشَّام، وسعى لِتشجيعها بالغنائم العظيمة، فسارع النَّاسُ إليهِ بين مُحتسبٍ وطامعٍ، وهذا يعني أنَّ بعض القبائل كانت تدفعُهم غريزة الغزو والغنيمة، وفق تقاليد الغزو المعروفة في المُجتمع العربي، وأنَّ أبا بكر لجأ إلى هذه الوسيلة التشجيعيَّة بعد أن لمس ضعف الاستجابة العربيَّة لِمشروعه، مما يدُلُّ على أنَّ بعض العرب كان الإسلامُ لا يزالُ ضعيفًا في قُلوبهم، كما أنَّ منع أبي بكر المُرتدين من المُشاركة في حرب الفُتوح، وهُم أكثر العرب، قد أثَّر على ذلك. ومهما يكُن من أمر، فإنَّ حركة الفُتوح الإسلاميَّة للشَّام، نوقشت بين أهل الحل والعقد، ثُمَّ عُرضت على عامَّة المُسلمين، ووُضعت الخُطوط العريضة لها أثناء انعقاد اجتماع كِبار الصحابة.

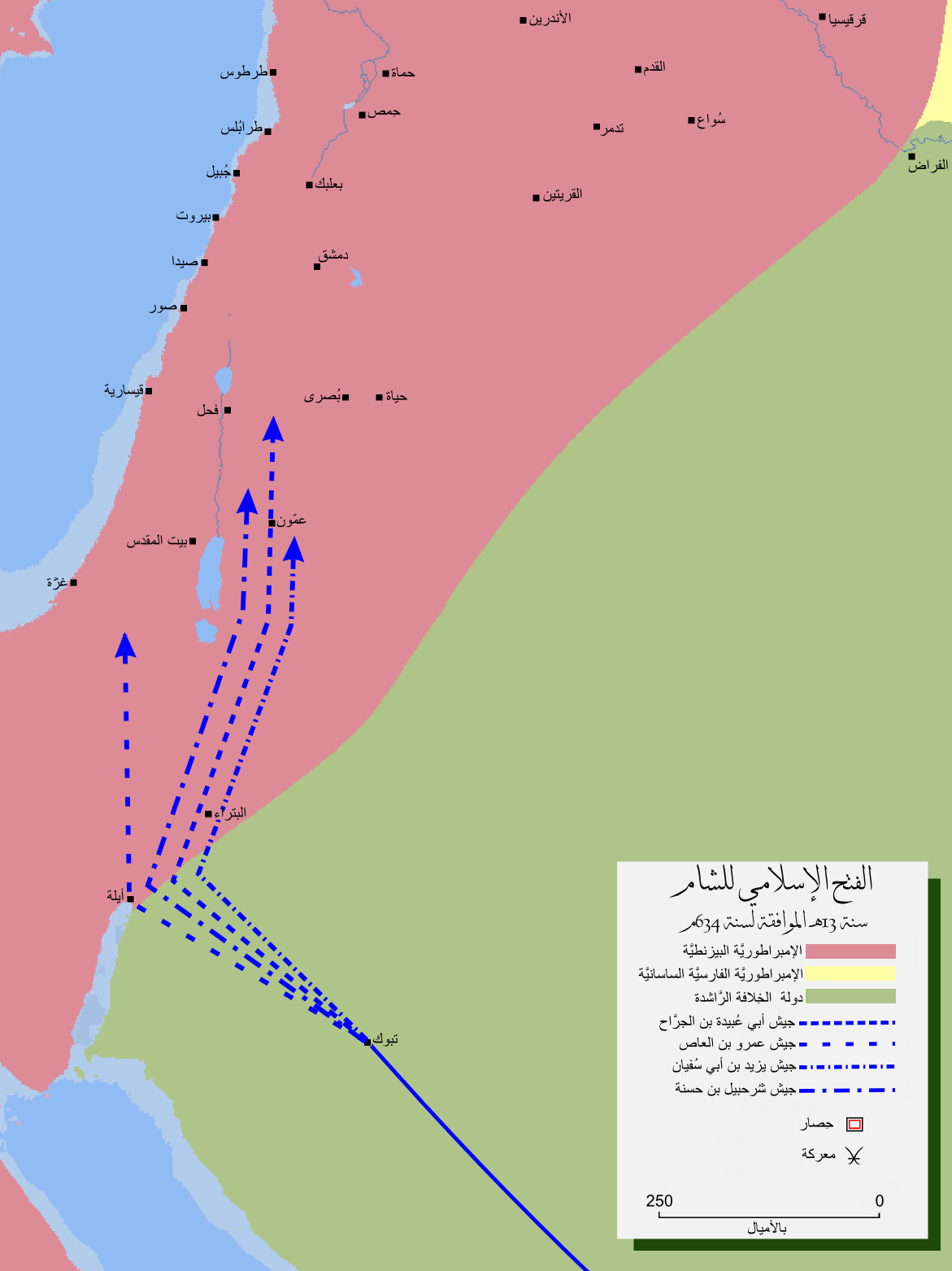
خريطة تُظهرُ مسير الجُيوش الإسلاميَّة لِفتح الشَّام.

بعد أن استُكمِلت التجهيزات وتمَّت الاستعدادات، عيَّن أبو بكر قادة الجُيوش التي قرَّر أن يُرسلها إلى الشَّام، وهي: الجيشُ الأوَّل بِقيادة خالد بن سعيد بن العاص الأُمويّ، وحدَّد لهُ دمشق كهدف، وتراوح عديده بين ثلاثة وأربعة آلاف مُقاتل. وقد أبدى عُمر بن الخطَّاب تحفُظًا على قيادة خالد، لِموقفٍ اتخذهُ من بيعة أبي بكر، فأعفاهُ الخليفة بعد أن اقتنع بِرأي عُمر، واستردَّ منهُ اللواء وعيَّن مكانهُ يزيد بن أبي سُفيان وهو أُمويٌّ أيضًا. وأردف أبو بكر ربيعة بن الأسود بن عامر مددًا لِيزيد، فأضحى عدد قُوَّاته سبعة آلاف مُقاتل، وحدَّد له طريق الزحف وهو: وادي القُرى - تبوك - الجابية - دمشق. وانطلق هذا الجيش في 23 رجب 12هـ المُوافق فيه 3 تشرين الأوَّل (أكتوبر) 633م سالكًا الطريق المُحدد له. الجيشُ الثاني بِقيادة شرحبيل بن حسنة، وهدفهُ بُصرى عاصمة حوران، وتراوح عديده بين ثلاثة وأربعة آلاف مُقاتل على أن يسلك طريق معان - الكرك - مأدبا - البلقاء - بُصرى، وخرج هذا الجيش من المدينة في 27 رجب المُوافق فيه 7 تشرين الأوَّل (أكتوبر). الجيشُ الثالث بِقيادة أبي عُبيدة بن الجرَّاح، وهدفهُ حِمص، ويتراوح عديده بين ثلاثة وأربعة آلاف مُقاتل، على أن يسلك طريق وادي القُرى - الحجر - ذات المنار - زيراء - مآب - الجابية - حِمص، وخرج إلى وجهته في 7 شعبان المُوافق فيه 17 تشرين الأوَّل (أكتوبر). الجيشُ الرَّابع بِقيادة عمرو بن العاص، وهدفه فلسطين، ويتراوح عديده بين ستَّة وسبعة آلاف مُقاتل، على أن يسلك طريق البحر الأحمر حتَّى العقبة فوادي القُرى فالبحر الميِّت وُصولًا إلى بيت المقدس، وخرج من المدينة في 3 مُحرَّم 13هـ المُوافق فيه 10 آذار (مارس) 634م. الجيشُ الخامس بِقيادة عِكرمة بن أبي جهل، وقد أبقاهُ في المدينة كاحتياط، وبلغ عديده نحو ستَّة آلاف مُقاتل. وأوصى أبو بكر قادة الجُيوش باللين مع الجُنود وعدم تحميلهم ما يفوق طاقتهم للمُحافظة على قُدرتهم القتاليَّة، وأن يُشاور كُلٌ منهم مرؤوسيه للوُصول إلى القرارات السليمة، وبأن يؤمنوا لهم العدل ويُبعدون عنهم الشرَّ والظُلم في وقت السِلم كي يُلازموهم في وقت الحرب، وعدم الفرار عند لقاء العدوّ لِأنَّ ذلك يُغضب الله، وعدم جواز قتل الأولاد والشُيوخ والأطفال والنساء والعُزَّل أو حرق الزرع وقطع الأشجار ونقض العُهود والغدر، وذلك لِكسب قُلوب سُكَّان المناطق المفتوحة، وعدم التعرُّض للبطاركة والرُهبان والنُسَّاك والمُتصوفون في الأديرة والصوامع والكنائس، على أن يُخيَّر المُشركون المُوالون للروم بين القتال أو الإسلام أو الجزية.

## فُتوحات الشَّام في عهد أبو بكر
انطلقت الجُيوش الإسلاميَّة من قاعدتها في المدينة المُنوَّرة باتجاه أهدافها المُحددة، وقد شعرت القبائل العربيَّة المسيحيَّة المُتحالفة مع بيزنطية بهذا الزحف، فخشيت من اجتياحٍ إسلاميٍّ لِقُراها وأراضيها، كما خشي سُكَّانُ المُدن من توغُلٍ إسلاميٍّ في عُمق الشَّام ممَّا يُشكِّلُ تهديدًا لهم، فكتبوا إلى الإمبراطور البيزنطي هرقل يُعلمونه بالأوضاع المُستجدَّة ويطلبون منهُ مُساعدة عاجلة لِصد الزحف الإسلامي. كان هرقل آنذاك في فلسطين أو في دمشق، فدعا إلى عقد اجتماع مع مُستشاريه وأركان حربه للتشاور. وأدرك في الوقت نفسه مدى جديَّة المُسلمين في تقدُّمهم باتجاه الشَّام في هذه المرحلة التي تختلف في التخطيط والأداء عن الحملات السَّابقة، لذلك عرض على المُجتمعين تجنُّب القِتال وعقد صُلح معهم. إذ أنَّ إعطائهم نصف خِراج البِلاد والاحتفاظ بالنصف الآخر، أفضل من خِسارة خِراج البلاد بِكامله. غير أنَّ المُجتمعين عارضوا هذا الرأي، فنزل عندئذٍ على رأيهم، على الرُغم من أنَّهُ كان أكثرُهم تقديرًا لِخطر المُسلمين على مُلكه ودولته، كما كان أكثرُهم ذُعرًا وخوفًا، حتَّى أنَّهُ رحل عن فلسطين واستقرَّ بعيدًا في أنطاكية في أقصى شمالي الشَّام، لِيُوجِّه الجُيوش منها، ويبعث بِتعليماته إلى قادته، ويُدير العمليَّات العسكريَّة. كان للبيزنطيين في الشَّام جيشان كبيران، يتمركز الأوَّل في فلسطين ويبلُغ عديده سبعين ألف مُقاتل، ويتمركز الثاني في أنطاكية ويبلغ عديده مائتي ألف مُقاتل مُعظمهم من الأرمن والروم.

### معركة مؤاب

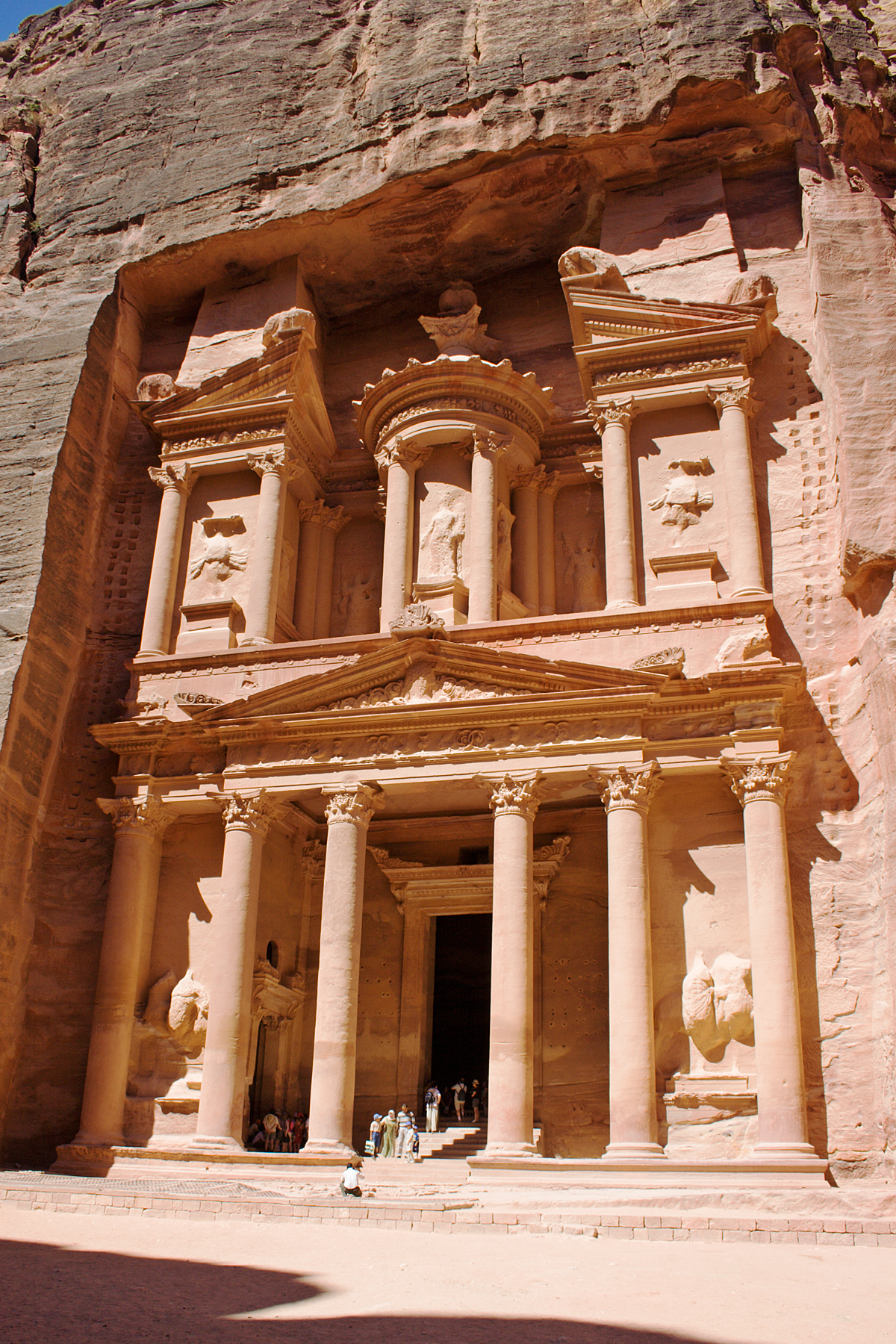
أطلالٌ في مدينة البتراء، إحدى أوَّل المُدن الشَّاميَّة التي سقطت في يد المُسلمين.

وصل يزيد بن أبي سُفيان إلى تبوك في أواخر سنة 12هـ، في الوقت الذي نزل فيه شُرحبيل بن حسنة في بُصرى وأبو عُبيدة في الجابية. وكان هرقل قد جهَّز قُوَّة عسكريَّة قِوامُها ثلاثة آلاف مُقاتل بِقيادة سرجيوس قائد منطقة غزَّة، وأرسلها إلى وادي عربة في فلسطين لِحصار المُسلمين المُتقدمين باتجاه الشمال، من الخلف، وقطع خُطوط إمداداتهم مع المدينة. كان من المفروض أن يتصدّى خالد بن سعيد لِهذه القُوَّة، وقد أمرهُ أبو بكر بأن يتقدَّم من تيماء دون أن يقتحم حتَّى لا يُؤتى من خلفه، غير أنَّ خالدًا توغَّل أكثر ممَّا سُمح لهُ حتَّى أنَّهُ سبق جيش أبي عُبيدة المُرابط في الجابية، فبلغ مرج الصَّفر في ضواحي دمشق. علِم يزيد بِتقدُّم جيش سرجيوس، وهو في البلقاء، في مكانٍ يقع شرقيّ البحر الميِّت، ثُمَّ شاهد طلائعُه، فاصطدم به في مؤاب وتغلَّب عليه، وانسحب البيزنطيّون مُنهزمين إلى داثن، إحدى قُرى غزَّة حيثُ أعاد سرجيوس تنظيم صُفوف قُوَّاته لِيستأنف القِتال. كانت مؤاب أوَّل مدينة بيزنطيَّة في الشَّام تسقط في أيدي المُسلمين، وقد أمَّن لهم فتحها السيطرة العسكريَّة على المنطقة الواقعة جنوبي وادي المُوجب أو نهر أرنون، وسمح لهم القيام بِنشاطاتٍ عسكريَّةٍ في وادي عربة ثُمَّ في داثن، بعد أن أضحى جناحهم الشمالي محميًّا، وأزاح كُل الحواجز العسكريَّة الجديَّة من طريقهم حيثُ أضحى الانتشار في رُبوع فلسطين يتمُّ وفق إرادتهم.

### معركة داثن
تحصَّن سرجيوس في داثن وخاض المعركة الثانية ضدَّ المُسلمين فخسرها، وخسر حياته حيثُ قُتل في المُبارزة التي جرت بينه وبين ربيعة بن عامر، وذلك في 24 ذي الحجَّة 12هـ المُوافق فيه 1 آذار (مارس) 634م. عزَّزت معركة داثن النجاح الذي حقَّقهُ المُسلمون أصلًا إلى مدى أبعد شرقًا وفي منطقة مُختلفة. وخلَّفت الخِسارة البيزنطيَّة صدىً قويًّا تراوح بين الفرح الذي عمَّ السُكَّان اليهود بِخاصَّة الذين عدّوا انتصار المُسلمين فاتحة زوال السيطرة البيزنطيَّة، وبين الأسى الذي عمَّ الدوائر الحاكمة في القُسطنطينيَّة وبعض القبائل العربيَّة الشَّاميَّة. وتُمثِّلُ هذه المعركة إلى جانب الهدف الديني الأسمى للمُسلمين، المُقاومة الإسلاميَّة للمُحاولات البيزنطيَّة لِتضييق الخِناق الاقتصادي عليهم من واقع فرض السيطرة على المناطق الحُدوديَّة والتَّحكُّم بِمُرور القوافل التجاريَّة، بعد أن استعاد هؤلاء سيطرتهم على سواحل البحر الأحمر. وتابع يزيد زحفهُ بعد انتصاره، فاجتاز حوران وغوطة دمشق حتَّى وصل إلى أبواب مدينة دمشق، وتمركز حولها، ومنع حاميتها من الاتصال بالقيادة المركزيَّة في أنطاكية، ثُمَّ اتصل ببقيَّة الجُيوش الإسلاميَّة.

### معركة مرج الصفَّر
رأى هرقل أن يضرب أولًا جيش خالد بن سعيد الزَّاحف باتجاه مرج الصَّفر، فاستنفر العرب المُتنصرة مثل بهراء وسُليح وتنّوخ ولخم وجُذام وغسَّان، فتوافدوا وعسكروا في مكانٍ قريبٍ من آبل وزيراء والقسطل بِقيادة ماهان الأرمني، فاصطدم بهم خالد بن سعيد بعد أن استأذن أبا بكر وانتصر عليهم. وفرَّ ماهان مع من تبقّى من جُنوده من ساحة المعركة. كتب خالد بن سعيد بأنباء الانتصار إلى أبي بكر، وطلب منهُ إرسال المزيد من الإمدادات، فاستجاب لِطلبه، ثُمَّ تسرَّع خالد، فشقَّ طريقهُ إلى مرج الصَّفر مُتجاوزًا القواعد العسكريَّة الضروريَّة للزحف، وبخاصَّةً إرسال الطلائع لاستكشاف المنطقة ورصد وُجود تحرُّكات العدوّ، ممَّا أعطى الفُرصة لِماهان الذي كان يُراقب تحرُّكاته لِمُهاجمته. وعندما وصل إلى مرج الصَّفر بين الواقوصة ودمشق، قُطع عليه خط الرَّجعة دون أن يشعر، ثُمَّ التفَّ حول الجيش الإسلامي وفاجأهُ. فلاذ خالد بن سعيد بالفِرار تاركًا جيشه تحت رحمة الروم، لكنَّ عِكرمة بن أبي جهل نجح في إعادة تنظيم صُفوفه وانسحب من ميدان المعركة، وعسكر على مقربةٍ من دمشق. وجرت المعركة في 4 مُحرَّم 13هـ المُوافق فيه 11 آذار (مارس) 634م. وبحسب بعض الروايات التي تخالفها روايات أخرى، فقد وصلت أنباء هذه الهزيمة إلى مسامع أبي بكر، فكتب إلى خالد بن سعيد، الذي وُصف بأنَّهُ قائد غير كُفوء، يُعنِّفه، ويتَّهِمهُ بالجُبن والفرار طلبًا للنجاة، وأمرهُ بأن يظل في مكانه.

### مسيرة خالد بن الوليد من العراق إلى الشَّام

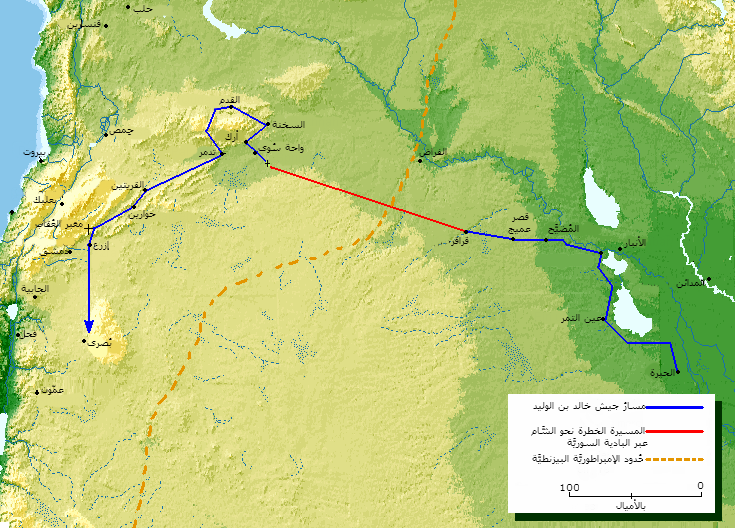
خريطة تُظهرُ مسيرة جيش خالد بن الوليد من العراق إلى الشَّام.

وضع هرقل خطَّة عسكريَّة لِمُواجهة المُسلمين على أثر انتشارهم في أجزاءٍ من الشَّام، تقوم على عددٍ من الأُسس، وهي تتمحور حول ضرب الجُيوش الإسلاميَّة مُنفردة، وذلك عبر تراجع البيزنطيين وفق خطةٍ تكتيكيَّة والتَّخلّي للمُسلمين عن مناطق الحُدود الشماليَّة لِشبه الجزيرة العربيَّة، ثُمَّ تتجمَّع وحدات الجيش الأوَّل في فلسطين بعد تعزيزها، بِقيادة تذارق (ثُيودور) أخي هرقل لِمُواجهة جيش عمرو بن العاص، وعلى الجانب الآخر تتجمَّع وحدات الجيش الثاني في أنطاكية بِقيادة وردان أميرُ حِمص، ثُمَّ يزحف الجيش الثاني من أنطاكية إلى حِمص ويُباشر القِتال مع كُل جيشٍ من الجُيوش الإسلاميَّة الثلاثة بشكلٍ مُنفرد بحيثُ يستدرج كُل جيشٍ منها إلى القِتال على حدة، فيهزمهُ ثُمَّ يميلُ إلى الآخر، وهكذا إلى أن ينتهي منها جميعًا، مُستخدمًا أُسلوب «المُناورة بالخُطوط الدَّاخليَّة». وبناءً على ذلك، تراجع البيزنطيّون بسُرعة من أمام المُسلمين مُتخلين عن الأراضي المُتاخمة لِشبه الجزيرة العربيَّة، ثُمَّ استجمعوا قِواهم في أنطاكية وفلسطين استعدادًا للتصدي للمُسلمين. وهكذا نشأت أمام المُسلمين حالة جديدة لم يكونوا يتوقعونها.

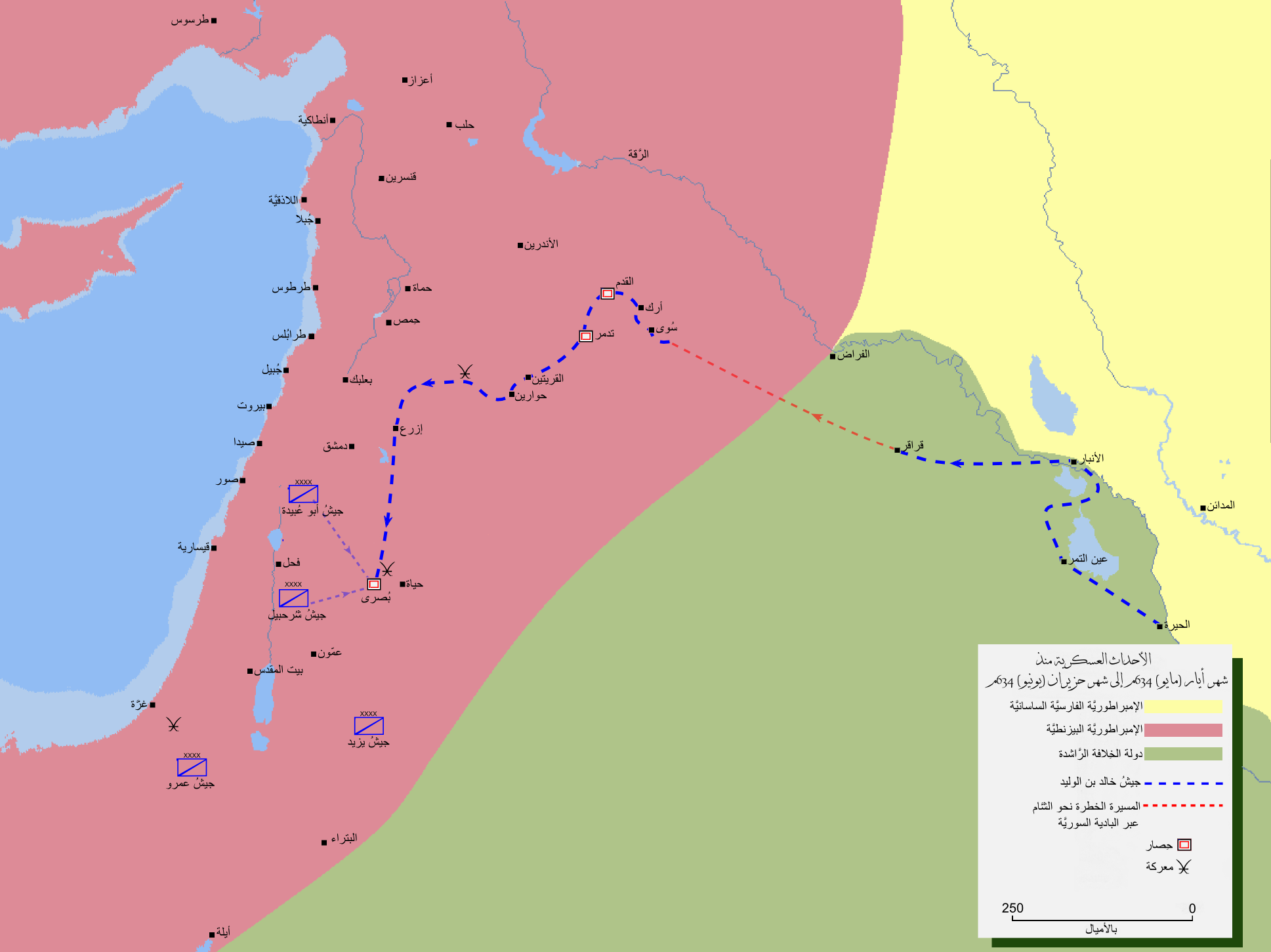
مسيرة جيش خالد بن الوليد من العراق إلى الشَّام.

ازداد الموقف العسكريّ وُضوحًا بعد استعدادات البيزنطيين وحشدهم الجُند. ووقف القادة المُسلمون في الشَّام على هذه التعبئة البيزنطيَّة، فتشاوروا فيما بينهم واستقرَّ الرأي على اقتراحٍ قدَّمهُ عمرو بن العاص ويقضي باجتماع الجُيوش الإسلاميَّة في مكانٍ واحد، وقضت الخِطَّة بالجلاء بِأقصى سُرعةٍ مُمكنة عن المناطق التي فتحوها في الدَّاخل، إذ المُهمُّ في الحرب ليس السيطرة على العواصم والبُلدان، بل القضاء على جُيوشِ العدو وسحق مُقاومتها. والتراجع حتَّى جِوار بُصرى، مع تجنُّب الاشتباك بالعدوّ والدُخول معهُ في معركةٍ غير مُتكافئة، على أن يتم تنظيم المرحلة التالية من العمليَّات فيما بعد. تنفيذًا لِهذه الخِطَّة سار أبو عُبيدة باتجاه بُصرى، وجلا يزيد عن الغوطة ورفع الحِصار عن دمشق، ثُمَّ جلا شُرحبيل رافعًا الحِصار عن بُصرى، واجتمعت الجُيوش الثلاثة في جوار بُصرى في حين أخذ عمرو بن العاص ينسحب تدريجيًّا بِمُحاذاة الضفَّة الغربيَّة لِنهر الأُردن لِيتصل بِزُملائه. بعد تنفيذ إجراءات التراجُع والتَّجمُّع في جوار بُصرى، كتب أبو عُبيدة رسالةً إلى أبي بكر يُعلمهُ بِقرار القادة ويطلب مُوافقته عليه. وفعلًا وافق أبو بكر على هذا القرار وأدرك في الوقت نفسه حرج موقف المُسلمين على الجبهة الشَّاميَّة، وأنَّهم بحاجة إلى قيادةٍ عسكريَّةٍ فذَّة تُخرجهم من هذا الوضع الحرج، وجدها في خالد بن الوليد الذي انتشرت أخبار انتصاراته على الفُرس في العراق، فاستشار أصحابه فوافقوه.
كتب أبو بكر إلى خالد بن الوليد بالعراق يأمُرهُ بالمسير إلى الشَّام في نصف الجيش، وكان خالد آنذاك في الحيرة وقد أنشأ لِنفسه موقعًا ثابتًا مُوطد الأركان نسبيًّا، في غربي الفُرات. لكنَّهُ لم يكن ينطوي مُنذُ البداية على الرغبة في فتح إقليم لِنفسه والاستقرار فيه، فرَّحب بالدعوة فورًا من واقع كونها تحديًا لِكفاءته العسكريَّة؛ فأطاع أمر الخليفة على وجه السُرعة. اصطحب خالد معهُ إلى الشَّام تسعة آلاف مُقاتل، وهم الذين قدموا معه يوم جاء إلى العراق، وترك ثمانية آلاف بِقيادة المُثنّى بن حارثة الشيبانيّ وهم الذين كانوا معهُ في العراق. خرج خالد بن الوليد من الحيرة في 8 صفر 13هـ المُوافق فيه 14 نيسان (أبريل) 634م، وأرسل رسالةً عامَّةً إلى المُسلمين في الشَّام يُخبرهم بأمر الخليفة بِنجدتهم، ورسالة خاصَّة إلى أبي عُبيدة يُخبره بأمر الخليفة تعيينه قائدًا عامَّا لِجُيوش المُسلمين في هذه البِلاد. واخترق الصحراء التي تفصلُ العراق عن الشَّام في ثمانية أيَّام وقيل خمسة أيَّام، في طريقٍ وعرة لم يسلُكها أحدٌ قبله، وهي طريق قراقر - عين التمر - سُوى - أرك - تدمر - القريتين - الغوطة - بُصرى. ويتمَّيز هذا الطريق بأنَّهُ خالٍ من قلاع الفُرس والروم ومسالِحهم، ويصل بِسالكه إلى بُصرى دون أن يتعرَّض لِهجمات العدوّ. واجتهد خالد حين أشرف على الشَّام وأراد أن يتوغَّل فيها؛ ألَّا يترك خلفهُ مواقع قائمة للبيزنطيين أو لِحُلفائهم من العرب، فصالح أهل مصيَّخ وبهراء وأرك بعد أن اصطدم بهم، وضرب الحصار حول تدمر.

### فتح تدمر والقريتين وحوارين
كانت تدمر من المراكز العسكريَّة المُحصَّنة، فحاصرها المُسلمون من كُلِّ جانب وقد تحصَّن بها أهلها، فهدَّدهم خالد وقد أصرَّ على فتحها. ويبدو أنَّهم أدركوا حرج موقفهم في ظل غياب الدعم البيزنطي فمالوا إلى طلب الصُلح وفتحوا أبواب مدينتهم للمُسلمين. واصل المُسلمون سيرهم حتَّى وصلوا إلى القريتين، فاعترضهم أهلها. وجرى اشتباكٌ بين الطرفين أسفر عن انتصار المُسلمين، ثُمَّ مرّوا بِحوارين، فتحصَّن أهلها وراء أسوارهم وطلبوا مُساعدة عاجلة من المُدن والقُرى المُجاورة، فجاءهم جيشان، الأوَّل من بعلبك والثاني من بُصرى، يبلغ عديدهُما أكثر من أربعة آلاف مُقاتل، لكنَّ المُسلمين اصطدموا بهما قبل أن يصلا وشتتوهما. واضطَّر أهالي حوارين إلى قُبول الصُلح. توجَّه المُسلمون بعد حوارين باتجاه الجنوب قاصدين غوطة دمشق، فاعترضهم الغساسنة بِقيادة الحارث بن الأيهم، وجرى اشتباكٌ بين الطرفين أسفر عن انتصار المُسلمين. وتراجع الغساسنة إلى حُصون دمشق، وواصل المُسلمون تقدُّمهم حتَّى بلغوا الثنية ووقفوا على التل المعروف بهذا الاسم ونشروا عليه الرَّاية السوداء المُسماة بالعُقاب وهي رايةُ النبيّ، وأغاروا على بعض قُرى الغوطة، وعسكروا أمام الباب الشرقي لِدمشق على دير صليبا. وفي رواية أنَّ خالدًا عسكر على باب الجابية الغربي، وأجرى مُباحثات مع أُسقف المدينة وعامل هرقل منصور بن سرجون أسفرت عن مُعاهدة صُلح. وكتب خالد كتابًا لِأهل المدينة يتعهَّد لهم بأنَّهُ لو دخلها لن يتعرَّض لهم أحد في أنفُسهم وأموالهم وكنائسهم وأن لا تُسكن دورهم طالما أعطوا الجزية. والواضح أنَّ دمشق لم تكن هدف خالد الآني، إنما أراد أن يحمي مؤخرة جيشه عندما يستأنف الزحف باتجاه الجنوب.

### فتح بُصرى

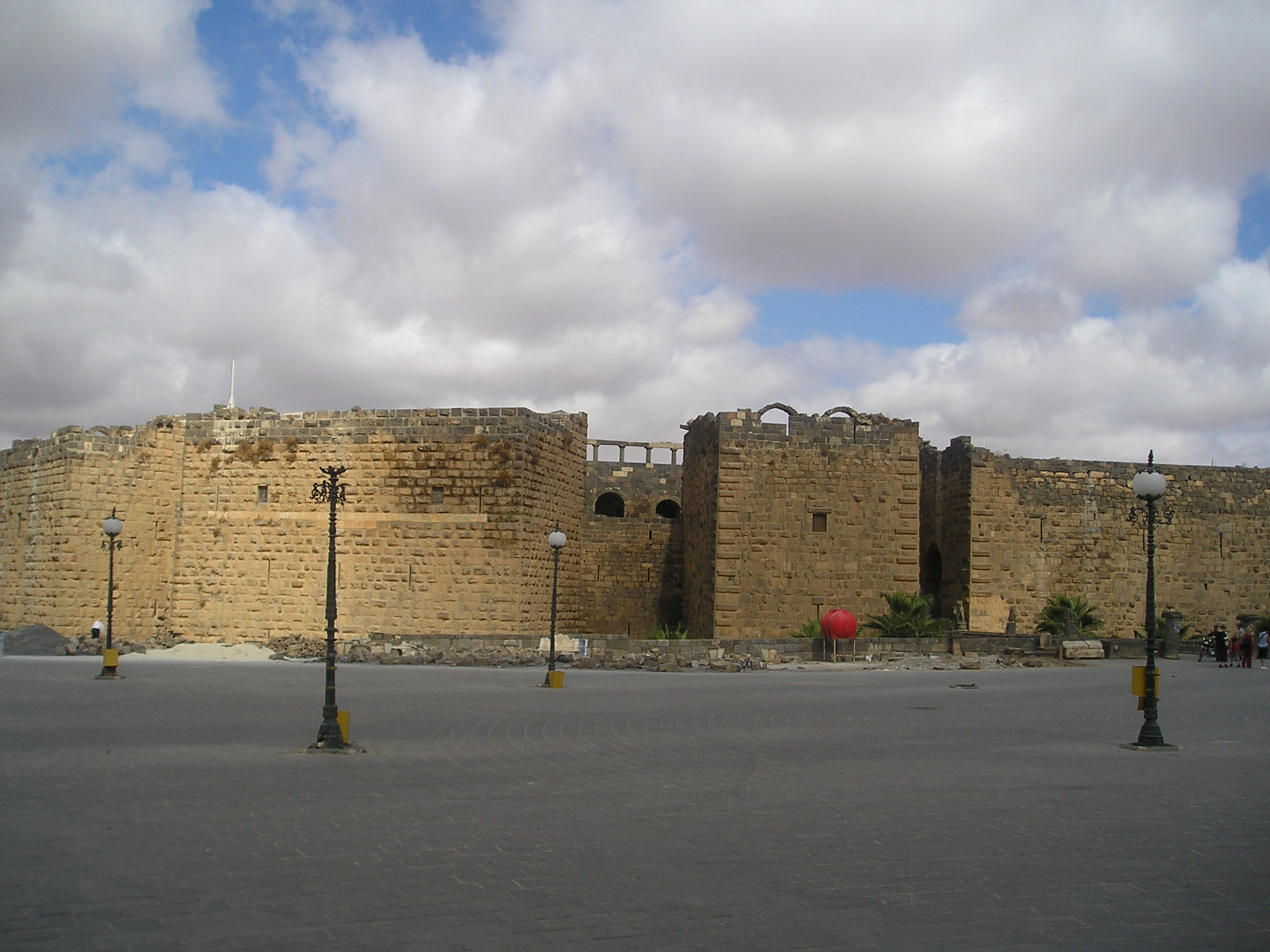
أسوار مدينة بُصرى، أوَّلُ مدينةٍ شاميَّةٍ افتُتحت صُلحًا.

اجتاز المُسلمون الغوطة من الشمال إلى الجنوب حتَّى وصلوا إلى قناة بُصرى، وكانت لا تزال بِأيدي الروم وعليها أبو عُبيدة وشُرحبيل ويزيد، فاجتمعت الجُيوشُ الإسلاميَّة الأربعة أمامها. في ظل هذه الظُروف، ومع تنامي خطر الاصطدام مع البيزنطيين، حاول خالد أن يأخذ زمام المُبادرة في الوقت الذي كان فيه عمرو بن العاص يتراجع بِمُحاذاة الضفَّة الغربيَّة لِنهر الأُردُن، يُرهقهُ جيشُ تذارق، ووجد نفسه أمام خيارين: الأوَّل، تجميعُ الجُيوش الإسلاميَّة الأربعة في بُصرى بعد الإيعاز إلى عمرو بن العاص بالإسراع نحوهم، والانضمام إليهم، ثُمَّ انتظار جيش أنطاكية البيزنطي الزَّاحف باتجاه الجنوب بِقيادة وردان حاكم حِمص، والاشتباك معه في ذلك المكان. الثاني، الإسراع لِنجدة عمرو بن العاص والاشتباك مع جيش تذارق، حتَّى إذا فرغوا منه عادوا لِيُقاتلوا جيش أنطاكية، بعد أن يكونوا قد ضمنوا مؤخرتهم ووطدوا أقدامهم في فلسطين. وتقرَّر الخيارُ الثاني، وهو الأخطر والأصعب، وترتب على هذا الاختيار فتحُ بُصرى أولًا للانطلاق منها نحو الهدف. لِذلك شدَّد المُسلمون الحِصار عليها وأجبروا أهلها على طلب الصُلح. فكانت أوَّل مدينة فُتحت صُلحًا في الشَّام، وأوَّل جزية وقعت في هذا البلد في عهد أبي بكر، وفقًا لِرواية البلاذري.

### معركة أجنادين
ارتدَّ عمرو بن العاص نحو أجنادين الواقعة بين الرملة وبيت جبرين، وتوقَّف فيها ينتظر وُصول جيش تذارق، ولمَّا وصل الأخير انضمَّ إليه نصارى العرب وغيرُهم من أهل الشَّام آملين أن ينالوا نهائيًّا من المُسلمين ويُخرجوهم من فلسطين. وكان مثل هذا العمل سيُؤدي إلى إحراج المُسلمين المُنتشرين في المناطق الواقعة شرقيّ البحر الميِّت ونهر الأُردُن، ووضعهم في موضعٍ مكشوفٍ على نحوٍ يُنذرُ بالخطر، إذ كانت القوى الإسلاميَّة بعيدة عنهم. عقد خالد بن الوليد مجلسًا عسكريًّا عندما علِم بِزحف البيزنطيين تقرَّر فيه تجميع القوى الإسلاميَّة والصُمود في أجنادين. وجرى اللقاء في هذه البلدة يوم السبت في 27 جمادى الأولى 13هـ المُوافق فيه 30 تمّوز (يوليو) 634م، دارت فيه الدائرة على القُوَّات البيزنطيَّة. كانت معركة أجنادين مكشوفة وأدَّت إلى جعل البيزنطيين أقل حماسةً عمَّا كانوا عليه من قبل لِمُجابهة المُسلمين في الأماكن المكشوفة. والواقع أنَّ الخوف كان يسبق القِتال المكشوف. واندلع القِتال بعد ذلك في أماكن هي أقرب إلى خُطوط المُواصلات البيزنطيَّة. وقد نال المُسلمون حُريَّةً نسبيَّةً مكَّنتهم من فتح مُعظم المُدن دون مُقاومة وشل حركة المُواصلات بين المُدن. واضطرَّت القيادة البيزنطيَّة إلى تغيير خِططها العسكريَّة، بالاعتماد على المُدن المُحصَّنة كقواعد حماية لِجُنودها، والانطلاق لِمُناوشة المُسلمين مع تجنُّب خوض معارك مكشوفة، ممَّا قلَّص حركيَّة القوى البيزنطيَّة وجعل المُبادرة بيد المُسلمين، إذ إنَّ توزيع القوى في مُدنٍ مُستقلَّة حال دون التعاون فيما بينها حيثُ شُغلت كُلُّ مدينة بالدفاع عن نفسها، وأضعف قُدرتها على مُجابهة خُصومها، وخلقت في نُفوس سُكَّانها عقليَّة دفاعيَّة، ومع ذلك فقد كانت هزيلة ممَّا يسَّر للمُسلمين فتحها. وكان هرقل قد جمع سُكَّان دمشق وأمرهم أن يُقفلوا الأبواب إقفالًا وثيقًا وأن يأتمروا بأمر القائد الذي سيُعينهُ عليهم وشجَّعهم على الاهتمام بالدفاع عن أنفُسهم.

## فُتوحات الشَّام في عهد عُمر
توجَّه المُسلمون إلى دمشق بعد أن فرغوا من أجنادين، عبر الجولان، ولمَّا وصلوا إليها ضربوا حولها حصارًا مُركزًا، فعسكر خالد تجاه دير صليبا، والذي عُرف فيما بعد بدير خالد، وهو على مسافة ميل من الباب الشرقي، وعسكر أبو عُبيدة على باب الجابية في حين نزل يزيد على جانب آخر من دمشق. ولم يشترك جيش شُرحبيل في الحصار ويبدو أنَّهُ بقي في الجنوب لِحماية مؤخرة المُسلمين. كان هرقل لا يزال يحشد قُوَّاته ويدعها لِقتال المُسلمين، فأرسل جيشًا بلغ تعداده خمسة آلاف مُقاتل لِمُساعدة أهل دمشق، وانضمَّ إليه عددٌ كبير من حامية حِمص. فاضطرَّ المُسلمون أن يُخفِّفوا الضغط عن دمشق، وساروا مُجددًا نحو مرج الصَّفر لاعتراض القُوَّة البيزنطيَّة التي لا بُد وأن تمُر من هذا المكان للوُصول إلى المدينة. وجرى قتالٌ بين الطرفين في 17 جمادى الآخرة 13هـ المُوافق فيه 18 آب (أغسطس) 634م أسفر عن انتصار المُسلمين. فقتلوا عددًا كبيرًا من الروم وفرَّ من نجا من المعركة في كُل اتجاه.

### عزل خالد بن الوليد عن إمارة الجيش

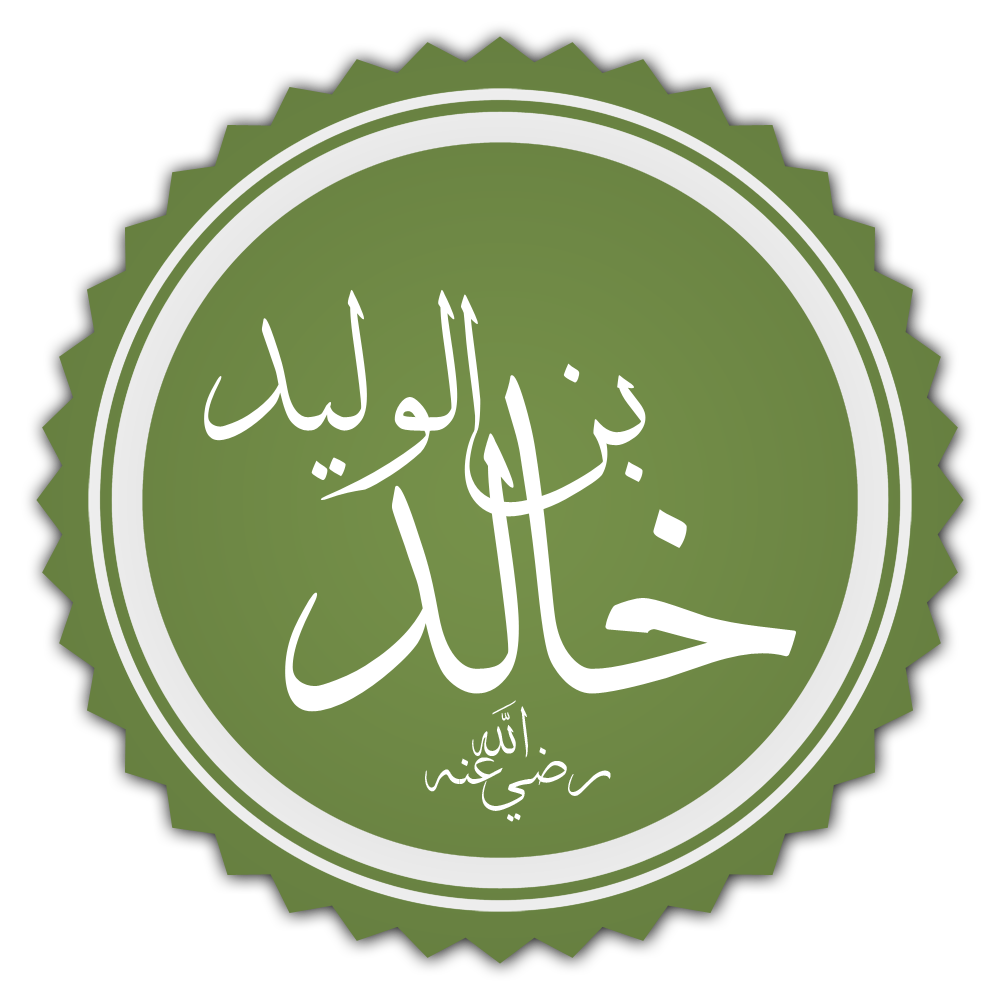
تخطيط لاسم خالد بن الوليد ملحوق بدُعاء الرِضا عنه. عُزل خالد بن الوليد عن إمارة جُيوش الشَّام خِلال عمليَّات الفُتوح لِأسبابٍ مُختلف على صِحَّتها.

عاد المُسلمون بعد انتهاء المعركة إلى دمشق. فنزل خالد على الباب الشرقي وأبو عُبيدة أمام باب الجابية، ويزيد على بعض أبوابها، وعمرو بن العاص على بابٍ آخر، وجاءهم، وهم على هذه الحال منجمة بن زُنيم رسولُ عُمر بن الخطَّاب يحملُ رسالة تتضمَّن نعي الخليفة أبي بكر الذي توفي مساء الثُلاثاء في 21 جمادى الآخرة 13هـ المُوافق فيه 22 آب (أغسطس) 634م، ومُبايعة عُمر، وتضمَّن أيضًا عزل خالد بن الوليد عن إمارة جُيوش الشَّام وتعيين أبي عُبيدة بدلًا منه. لكن هذا الأخير أخَّر إعلان خبر العزل لِأنَّ المُسلمين كانوا في صدد تحضير فتح دمشق، ولم يشأن أن يُحدث هذا التبديل أيَّ بلبلةً في صُفوف الجيش الإسلامي. ولِهذا كان هُناك نوعٌ من الازدواجية في الإمارة على الجيش لدى مُحاولة فتح دِمشق. واختلف المُؤرخون والباحثون في تحديد أسباب عزل خالد بن الوليد عن إمارة الجُيوش، وهو القائدُ الفذ الذي حقَّق للمُسلمين انتصاراتٍ باهرة في حُرُوب الرِّدَّة وفي معارك فتح العراق ومن بعدها الشَّام، وذلك في ظُروفٍ صعبةٍ جدًا، فقيل أنَّ الدَّافع كان ضغينة قديمة من جانب عُمر تجاه خالد، وقيل أنَّ عُمر قلق من تعلُّق المُسلمين بشخص خالد بعد أن انتصر في المعركة تلو الأُخرى، فعظمهُ النَّاس، فقام عُمر بعزله كي يُظهر للناس أنَّ النصر يأتي من عند الله وأنَّ الله ينصر الإسلام وليس أشخاصٌ مُعينين بذاتهم، وقيل أخيرًا أنَّ العزل جاء نتيجة عناد خالد وتصرُّفه بالمال وغنائم الحرب، فكان يُعطيه لِذوي البأس والشرف والفُصحاء من الشُعراء ولا يُعطي لِفُقراء المُسلمين وضُعفائهم شيئًا، فعزلهُ عُمر كي يحفظ أموال المُسلمين وتُوزَّع بالعدل على النَّاس. وفي جميع الأحوال يبدو أنَّ خالد تلقّى خبر العزل بِهُدوء عندما أُعلم به لاحقًا، فخاطب المُسلمين قائلًا: «بُعِثَ إِلَيْكُمُ أَمِينُ هَذِهِ الْأُمَّةِ، سَمِعْتُ رَسُوْلَ اللهِ ﷺ يَقُوْلُ: "لِكُلِّ أُمَّةٍ أَمِينٌ وَأَمِينُ هَذِهِ الْأُمَّةِ أَبُو عُبَيْدَةَ بْنُ الْجَرَّاحِ"». فقال أبو عُبيدة: «سَمِعْتُ رَسُوْلَ اللهِ ﷺ يَقُوْلُ: "خَالِدٌ سِيْفٌ مِن سُيُوفِ الله، نِعْمَ فَتَى العَشِيْرَةِ"».

### معركة فحل - بيسان
انسحبت فُلول القُوَّات البيزنطيَّة بعد معركة أجنادين إلى دمشق، وتحصَّنت فيها، في حين عاد تذارق، أخو هرقل، إلى القُسطنطينيَّة. وكان الإمبراطور يُتابع تطورات الموقف العسكري، فأمر بتجميع القُوَّات البيزنطيَّة المُنتشرة في جنوبي الشَّام، في فحل - بيسان الواقعة على الطريق بين الأُردُن ودمشق، وأرسل في الوقت نفسه جيشًا من حِمص يُقدَّر بِعشرة آلاف مُقاتل باتجاه دمشق، وذلك بِهدف الإطباق على المُسلمين من الجنوب والشمال، والقضاء عليهم وإنقاذ دمشق المُحاصرة من قِبلهم، ثُمَّ غادر حِمص إلى أنطاكية. ولمَّا بلغ الجيش بعلبك، وصل نبأ هزيمة البيزنطيين في مرج الصَّفر، فتوقف الزحف، واستقرَّ العساكر في المدينة، وكتب القائد إلى هرقل ينتظرُ تعليماته. نتيجةً لِهذه التطوُّرات العسكريَّة، عقد أبو عُبيدة وخالد اجتماعًا تشاورا فيه بشأن كيفيَّة الخُروج من هذا المأزق، فتقرَّر أن يُهاجم خالد القُوَّة البيزنطيَّة المُتمركزة في بعلبك لِمنعها في التقدُّم ومُساعدة القُوى البيزنطيَّة في جنوبي الشَّام، ومن جهةٍ أُخرى، تلقَّت قيادة الجيش البيزنطي في بعلبك أمرًا من هرقل بالتقدُّم إلى الجنوب والانضمام إلى القُوَّة المُتمركزة في فحل - بيسان. وعندما وصل خالد إلى بعلبك على رأس خمسة آلاف مُقاتل، لم يجد فيها الجيش البيزنطي، وأُخبر بأنَّ أفراده توجهوا إلى الأُردُن، فأغار على نواحي المدينة وعاد إلى أبي عُبيدة أمام دمشق فأخبرهُ الخبر، وتشاور معهُ في الأمر، فتقرَّر أن يسير أبو عُبيدة بِجُموع المُسلمين إلى فحل - بيسان لِضرب القُوَّة البيزنطيَّة المُتمركزة هُناك، وأن يتقدَّم خالد الجيش كطليعة، على أن يبقى يزيد بن أبي سُفيان حول دمشق.
توافد المُسلمون إلى فحل - بيسان، وانحاز إليهم بعضٌ من نصارى العرب من لخم وجُذام وغسَّان وعاملة والقين وقضاعة، بعد أن أدركوا أنَّ كفَّة الصراع بدأت تميل لِصالح بني جلدتهم من عرب شبه الجزيرة، وإن كانوا على دينٍ مُختلف، وتردَّد مسيحيو فحل في الانضمام إلى الجيش الإسلامي. وحشد البيزنطيون زهاء ثمانين ألفًا بِقيادة سقلار بن مخراق (ثُيودور السقلاريّ)، ودمَّروا سُدود الأنهار الغربيَّة لِعرقلة تقدُّم المُسلمين وخشيةً من أن يُفاجئوهم، فامتلأت الأرض بالماء من بيسان إلى فحل. وعلى الرُغم من ذلك، فقد تقدَّم المُسلمون نحو البيزنطيين، ونفذوا غارات خاطفة سريعة على القُرى والرساتيق والزُروع في وادي الأُردُن ومرج ابن عامر ووادي نهر الجالود، فقطعوا بذلك مصادر التموين والمدد عنهم. ويبدو أنَّ عرب الأُردُن تضايقوا، وأرادوا أن يحموا أنفُسهم، فاجتمع زعيمهم ابن الجُعيد بِأبي عُبيدة وصالحهُ على سواد الأُردُن. وحاول البيزنطيّون التفاهم مع المُسلمين لِتفادي وُقوع اشتباكٍ بينهم، فعرض القائد الرومي التنازل عن إقليم البلقاء وتلك المنطقة من الأُردُن التي تتصل بشبه الجزيرة العربيَّة، مُقابل انسحاب المُسلمين، فرفض المُسلمون هذا الاقتراح. ولجأ سقلار إلى سِلاح الرِشوة، فعرض على أبو عُبيدة أن يمنح كُل جُندي مُسلم دينارين مُقابل الرحيل، فرفض أبو عُبيدة هذا العرض أيضًا. وعبَّأ الطرفان قُوَّاتهما استعدادًا للقِتال، واشتبكا في رحى معركةٍ ضارية انتهت بانتصار المُسلمين، فقذفوا البيزنطيين في الوحول التي حاولوا هُم قذفهم فيها، وقُتل منهم ما يُقارب عشرة آلاف مُقاتل كان سقلار من بينهم، وتفرَّق من نجا في مُدن الشَّام، ولحق بعضهم بِهرقل في أنطاكية. فتحت هذه المعركة الطريق أمام المُسلمين، فسيطروا على جميع مُدن وقُرى إقليم الأُردُن بِسُهولة، مثل بيسان وطبريَّة، واضطرَّ السُكان إلى طلب الأمان، وكُتبت عُهودُ الصُلح في كُل مكان بِمنح الأمان على أرواح المغلوبين وأموالهم وأراضيهم وكنائسهم ومعابدهم مُقابل الجزية.

### معركة مرج الروم

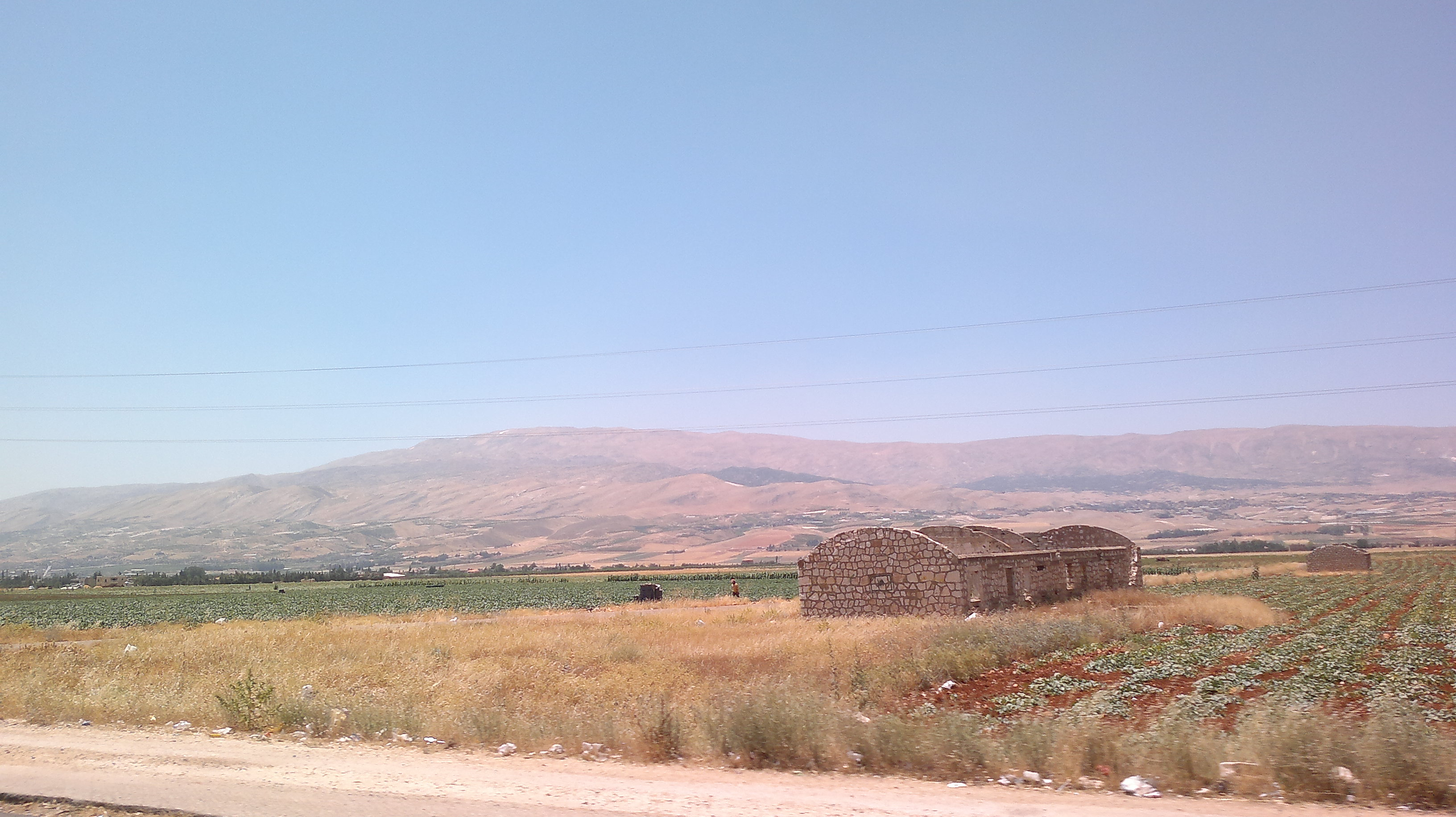
جانب من سهل البقاع اللُبناني، وهو مرجُ الروم التاريخي، حيثُ وقعت إحدى معارك فُتوح الشَّام بين المُسلمين بِقيادة أبو عُبيدة بن الجرَّاح والروم البيزنطيين بِقيادة شنس.

عندما بلغت أخبار هزيمة الجيش البيزنطي في فحل - بيسان مسامع هرقل، عقد مجلسًا عسكريًّا ضمَّ مُعظم قادته للتشاور. ووفد عليه أثناء الاجتماع وفدٌ من أهل قيسارية وبيت المقدس يُخبرونهُ بِتمسُّكهم بِأمره وبِإقامتهم على طاعته وبِخلافهم للمُسلمين، ويطلُبون منه المدد والمُساعدة، فقرَّر حينئذٍ أن يستمر في الحرب، وأرسل جيشين لِوقف الزحف الإسلامي إلى دمشق وحِماية حِمص، وعيَّن عليهما اثنين من خيرة قادته هُما «توذر» و«شنس»، وقد سارا في طريقين مُنفصلين. وصل الأوَّل إلى مرج دمشق وغربها وعسكر هُناك، في حين عسكر الثاني في مرج الروم (سهل البقاع اللُبناني). وكان أبو عُبيدة قد وصل إلى دمشق قادمًا إليها من فحل، فقسَّم جيشهُ إلى قسمين قاد هو القسم الأوَّل على أن يصطدم بِجيش شنس، وعيَّن خالدًا على القسم الثاني على أن يصطدم بِتوذر. وعندما وصل خالد إلى مكان جيش توذر لم يجده، إذ كان قد غادر المكان تحت جُنح الظلام. ويبدو أنَّ هذا الانسحاب كان وفق خطَّةٍ عسكريَّةٍ مُبيَّتة تقضي بأن ينهمك المُسلمون بِقتال جيش شنس في مرج الروم في الوقت الذي ينطلق فيه جيش توذر إلى دمشف لِفك الحِصار عنها. فطِن خالد لِهذه الخطَّة، فطلب من أبي عُبيدة أن يسمح لهُ بِمُطاردة توذر الذي كان يتقدَّم مُسرعًا على طريق دمشق لِيُباغت القُوَّة الإسلاميَّة هُناك بِقيادة يزيد بن أبي سُفيان، وعندما علِم هذا الأخير باقتراب القُوَّات البيزنطيَّة، استعدَّ لِلقائها، واشتبك معها. وصل خالد والمعركة دائرة، فوقع الجيش البيزنطي بين فكيّ الكمَّاشة، ودارت الدائرة على أفراده، وقتل خالد توذر وغنِم المُسلمون دواب الروم وركائبهم وأدواتهم وثيابهم.
عاد يزيد بعد انتهاء المعركة إلى دمشق لِيستأنف حِصارها، في حين عاد خالد إلى أبي عُبيدة، فألفاهُ قد اشتبك مع جيش شنس بِمرج الروم وانتصر عليه، وقُتل شنس، وفرَّ من نجا من الروم إلى حِمص، فطاردهم أبو عُبيدة.

### فتح دمشق

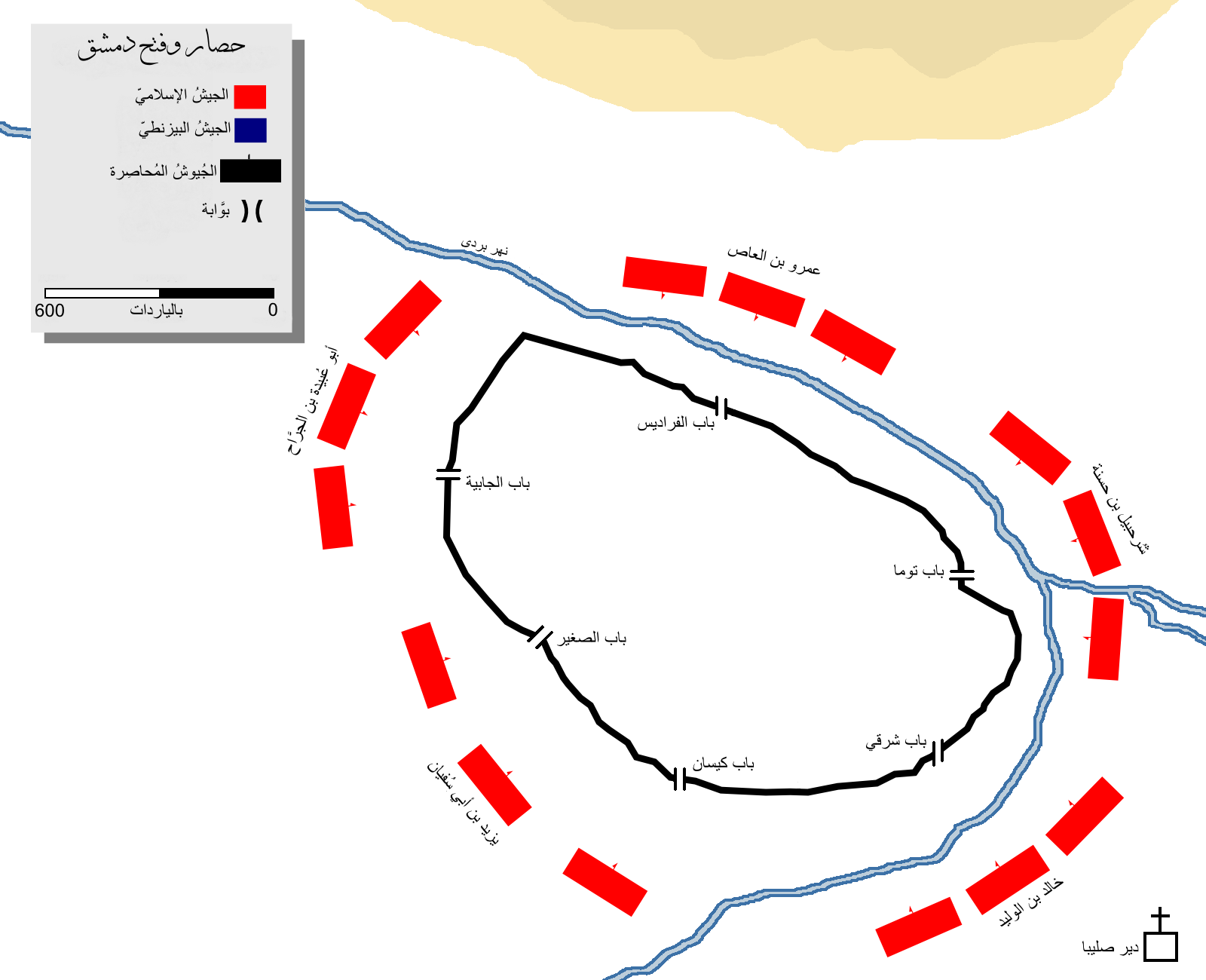
خريطة تُظهرُ توزُّع الجُيوش الإسلاميَّة عند حِصار دمشق.

استأنف المُسلمون حِصار دمشق بعد عودتهم من الأُردُن، فأخذوا الغوطة وكنائسها عنوةً، وتحصَّن أهلُ المدينة وأغلقوا بابها، وقد أملوا بوُصول نجدة من الشمال على وجه السُرعة تفُك الحصار عن المدينة. وتوزعت مهام الحِصار كما يلي: نزل أبو عُبيدة على باب الجابية، وخالد بن الوليد على الباب الشرقي ويزيد بن أبي سُفيان على باب كيسان وعمرو بن العاص على باب الفراديس وشُرحبيل بن حسنة على باب توما. وعمد أبو عُبيدة إلى عزل المدينة عمَّن حولها، وقطع اتصالاتها مع العالم الخارجي حتَّى يُجبر حاميتها على الاستسلام، فأرسل ثلاث فرق عسكريَّة تمركزت إحداها على سفح جبل قاسيون، على مسافة خمسة كيلومترات إلى الشمال من المدينة عند قرية برزة، والثانية على طريق حِمص للحُؤول دون وُصول الإمدادات من الشمال وقطع الاتصالات بينها وبين القيادة البيزنطيَّة، والأخيرة على الطريق بين دمشق وفلسطين لِقطع طريق الجنوب. وطال أمدُ الحِصار على الدمشقيين، الذي دام سبعين ليلة، وقيل أربعة أشهر، وكذلك ستة أشهر، وازداد التوتُّر بينهم، وبخاصَّةً بعد أن انسحبت الحامية البيزنطيَّة من مواقعها تاركةً للدمشقيين تدبُّر أمرهم بِأنفُسهم، ولمَّا يئسوا من حُصول نجدة تُنقذهم وتُجلي المُسلمين عن مدينتهم؛ وهنت عزيمتهم، ومالوا إلى الاستسلام.

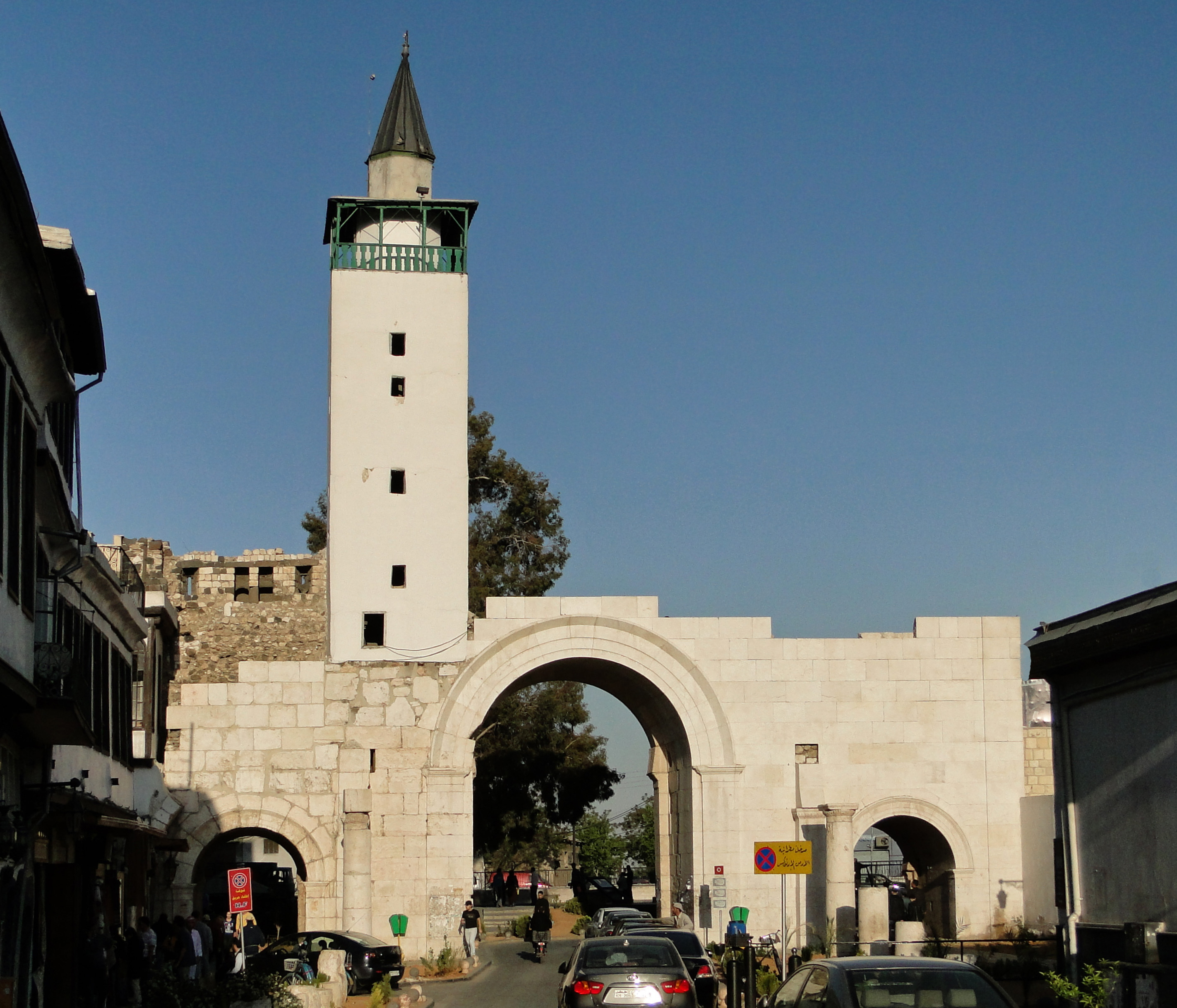
أطلال باب شرقي عند نهاية الشارع المُستقيم.

تتباين روايات المصادر في وصف أيَّام دمشق الأخيرة قبل دُخول المُسلمين إليها، وفي تحديد كيفيَّة هذا الدُخول. فقد ذكر البلاذري أنَّ أبا عُبيدة دخل المدينة عنوةً من باب الجابية، ولمَّا رأى الأُسقف منصور بن سرجون أنَّهُ قارب الدُخول، بادر إلى خالد فصالحهُ وفتح لهُ الباب الشرقي، فدخل الأُسقف معهُ ناشرًا كِتاب الصُلح، والتقى خالد مع أبي عُبيدة بالمقسلَّاط، وهو موضعُ النحَّاسين بدمشق، فتحدَّث بعضُ المُسلمين في ذلك مُعترضين على عدم جواز صُلح خالد كونه ليس أمير الجيش، لكنَّ أبو عُبيدة أجازه قائلًا أنَّهُ يُجيزُ على المُسلمين أدناهم، فأمضى الصُلح ولم يلتفت إلى ما فُتح عُنوةً، فصارت دمشق كُلَّها صُلحًا، وكتب بذلك إلى عُمر وأنفذه. وروى الطبري أنَّ خالدًا اقتحم المدينة فاستيقظ السُكَّانُ مذعورين على جُند المُسلمين يلِجونها ويُمعنون في الجُنود الروم تقتيلًا، ففتحوا أبواب مدينتهم للفرق الإسلاميَّة الأُخرى والتجأوا إلى أبي عُبيدة يعرضون عليه الصُلح، فقبل عرضهم. ودخل كُلُّ قائدٍ من الباب الذي هُو عليه صُلحًا باستثناء خالد فقد دخل عنوةً. وكان صُلحُ دمشق على المُقاسمة على الدينار والعقار وعلى جزية دينار عن كُلِّ رأس لِأنَّ جانبًا من المدينة فُتح عنوةً، فكان كُلَّهُ حقًا للمُسلمين، في حين فُتح جانب منها صُلحًا فوجبت عليه الجزية دون سواها. لِذلك أخذ المُسلمون نصف ما في المدينة من كنائس ومنازل وأموال بِحُكم الفتح عنوةً وفرضوا الجزية بحُكم الفتح صُلحًا، بحسب ابن كثير. وأخذ المُسلمون سبع كنائس من أصل أربع عشرة القائمة بدمشق، كما اقتسموا الكنيسة الكُبرى، وهي كاتدرائيَّة القدّيس يوحنَّا المعمدان، مع الدمشقيين، فتركوا نصفها للمسيحيين يُقيمون فيه صلواتهم، وجعلوا النصف الآخر مسجدًا جامعًا، كما جاء عند ابن كثير.

### فتح بعلبك

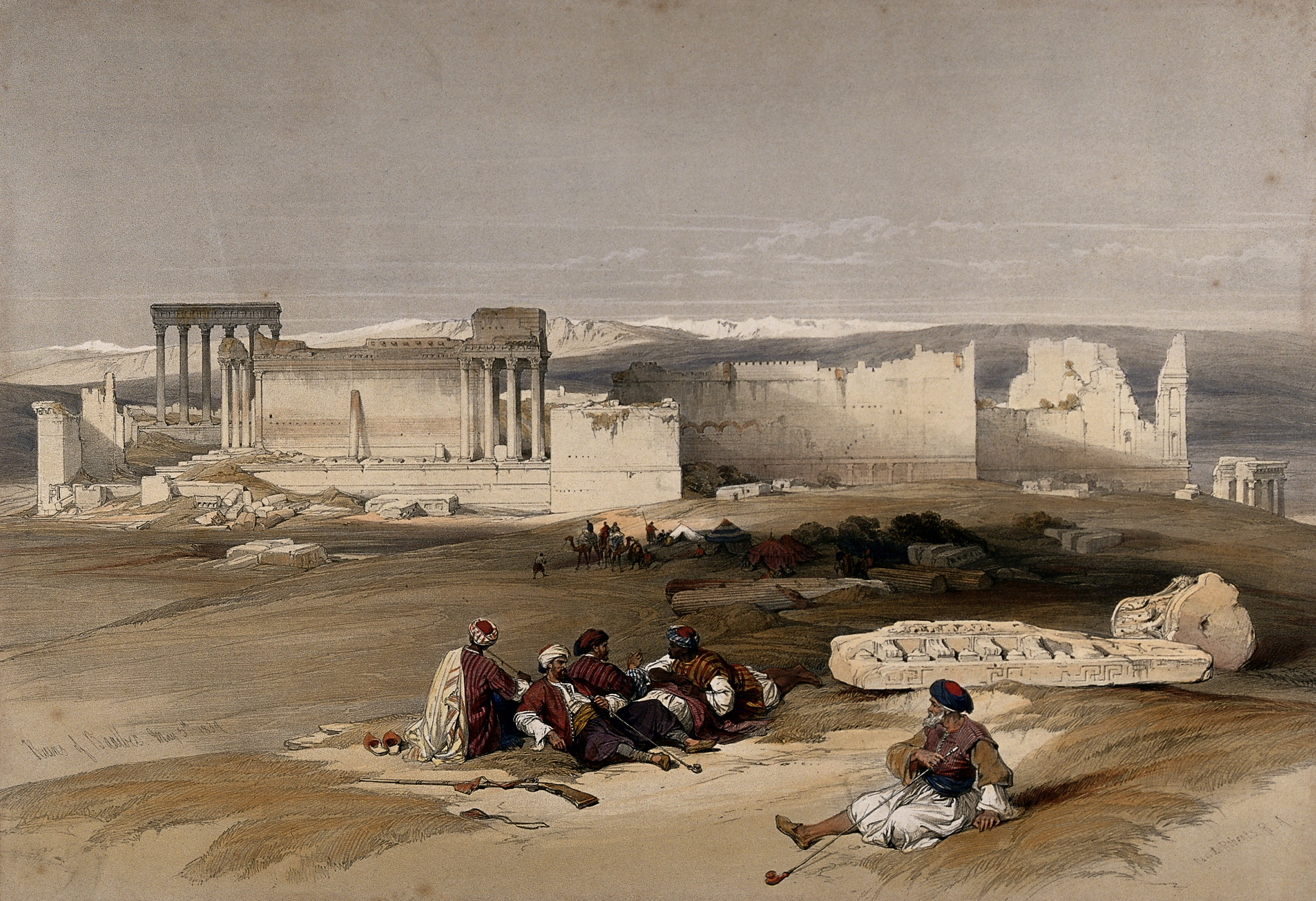
رسمٌ لِأطلال بعلبك القديمة التي فتحها المُسلمون سنة 15هـ المُوافقة لِسنة 636م.

أمضى المُسلمون فصل الشتاء في دمشق. وكانت الخطوة التالية فتح حِمص. فقد كان هرقل مُقيمًا فيها أثناء حِصار دمشق، فلمَّا رأى أنَّ قُوَّاته لا تستطيع الوصول إلى عاصمة الشَّام للدفاع عنها جلا عن حِمص إلى أنطاكية. ويربط دمشق وحِمص طريقان، أحدهما شرقيّ خارجيّ مُتاخم لِصحراء السماوة ويمُرُّ بِدوما وقطيف والنبك وقارا وشمسين وُصولًا إلى حِمص، والآخر غربي ويمُرُّ في سهل البقاع إلى بعلبك وجوسية وحِمص، ويُشكِّلُ أحد فُروع طُرق التجارة الشرقيَّة الذي يمُرُّ بِوادي العاصي، وكانت تسلُكهُ الفرق العسكريَّة والبريد. وهذا يعني أنَّهُ كان الأكثر استعمالًا. واختار خالد، بعد مُشاوراتٍ مع أبي عُبيدة، أن يسلك المُسلمون الطريق الثاني، بهدف السيطرة عليه نظرًا لِأهميَّته العسكريَّة. استخلف أبو عُبيدة قبل أن ينطلق إلى حِمص، يزيد بن أبي سُفيان على دمشق وعمرو بن العاص على فلسطين وشُرحبيلًا بن حسنة على الأُردُن، وسار إلى سهل البقاع يتقدمهُ خالد. ولمَّا اقترب من بعلبك تصدَّت له قُوَّة عسكريَّة فتغلَّب عليها وأجبر أفرادها على الارتداد والاحتماء داخل الحصن. وضرب المُسلمون الحِصار على بعلبك، ولمَّا رأى سُكَّانها ألَّا أمل لهم في الانتصار استسلموا في 25 ربيع الأوَّل 15هـ المُوافق فيه 6 أيَّار (مايو) 636م، فأعطاهم أبو عُبيدة الأمان على أنفُسهم وأموالهم وكنائسهم وكتب لهم كتابًا بذلك ومنحهم مُدَّة شهرين، فمن أراد المُغادرة سار إلى حيثُ شاء، ومن أقام ورغب بالبقاء على دينه فعليه الجزية. ولمَّا دخل المُسلمون بعلبك وجدوها مدينة مُتنوعة الأعراق، فقد سكنها الرُّومُ وهُم رعايا الإمبراطوريَّة البيزنطيَّة الحاكمة، والفُرس وهُم من بقايا الجُنود والإداريين الذين أخضعوا الشَّام لِحُكمهم أثناء صراعهم مع البيزنطيين وقد استقرَّ الكثير منهم، والعربُ والسُريان وهُم السُكان الوطنيون من أهل بعلبك، ومنهم النبط.

### فتح حِمص
كانت مدينة حِمص في النصف الأوَّل من القرن السَّابع الميلاديّ، أي قبل الفتح الإسلاميّ، مركزًا إداريًّا هامًّا، كما كانت قاعدة هرقل، يُرسلُ منها الجُيوش لِمُحاربة المُسلمين في الجنوب، ويُديرُ منها العمليَّات العسكريَّة. سار أبو عُبيدة بعد فتح بعلبك إلى حِمص، ولمَّا وصل إلى ضواحيها تصدَّت له قُوَّة عسكريَّة في جوسية، على بُعد ستَّة فراسخ منها بين جبل لُبنان وجبل سنير، فوجَّه إليها خالدًا، فاشتبك مع أفرادها وهزمهم، فولّوا الأدبار ودخلوا المدينة. وكما امتنعت دمشق على المُسلمين فاضطرّوا لِحصارها، كذلك كان حالهم مع حِمص التي أغلقت أبوابها في وجههم. كانت القُوَّة المُدافعة على المدينة تأمل في تلقّي دعمٍ سريعٍ من جُيوش الإمبراطوريَّة. والواقع أنَّ هرقل أرسل إلى أفراد الحامية يعدُهم بالمُساعدة ويُشجعهُم على المُقاومة، لكنَّ هذه الوُعود لم تتحقَّق حيثُ كان من الصعب على الإمبراطور البيزنطي أن يجمع جيشًا على وجه السُرعة ويقذف به في المعركة نجدةً لِحمص. عند ذلك أمل هؤلاء أن يُجبر البرد وقساوة الطقس المُسلمين على التراجع، ويبدو أنَّهم انقسموا إلى فئتين: مالت الأولى إلى التفاهم مع المُسلمين بِفعل قُوَّتهم الكبيرة التي هزمت الروم في أكثر من مُناسبة وعجز البيزنطيين عن إمدادهم بالمُساعدة، وأصرَّت الثانية على الاستمرار في المُقاومة والصُمود. ويروي الطبريّ أنَّ بعض الحِمصيين صالح على صُلح أهل دمشق على دينارٍ وطعامٍ على كُلِّ جُريبٍ أبدًا أيسروا أم أعسروا، وصالح بعضُهم على قدر طاقته، فإن زيد حاله زيد عليه وإن نقص نُقص.

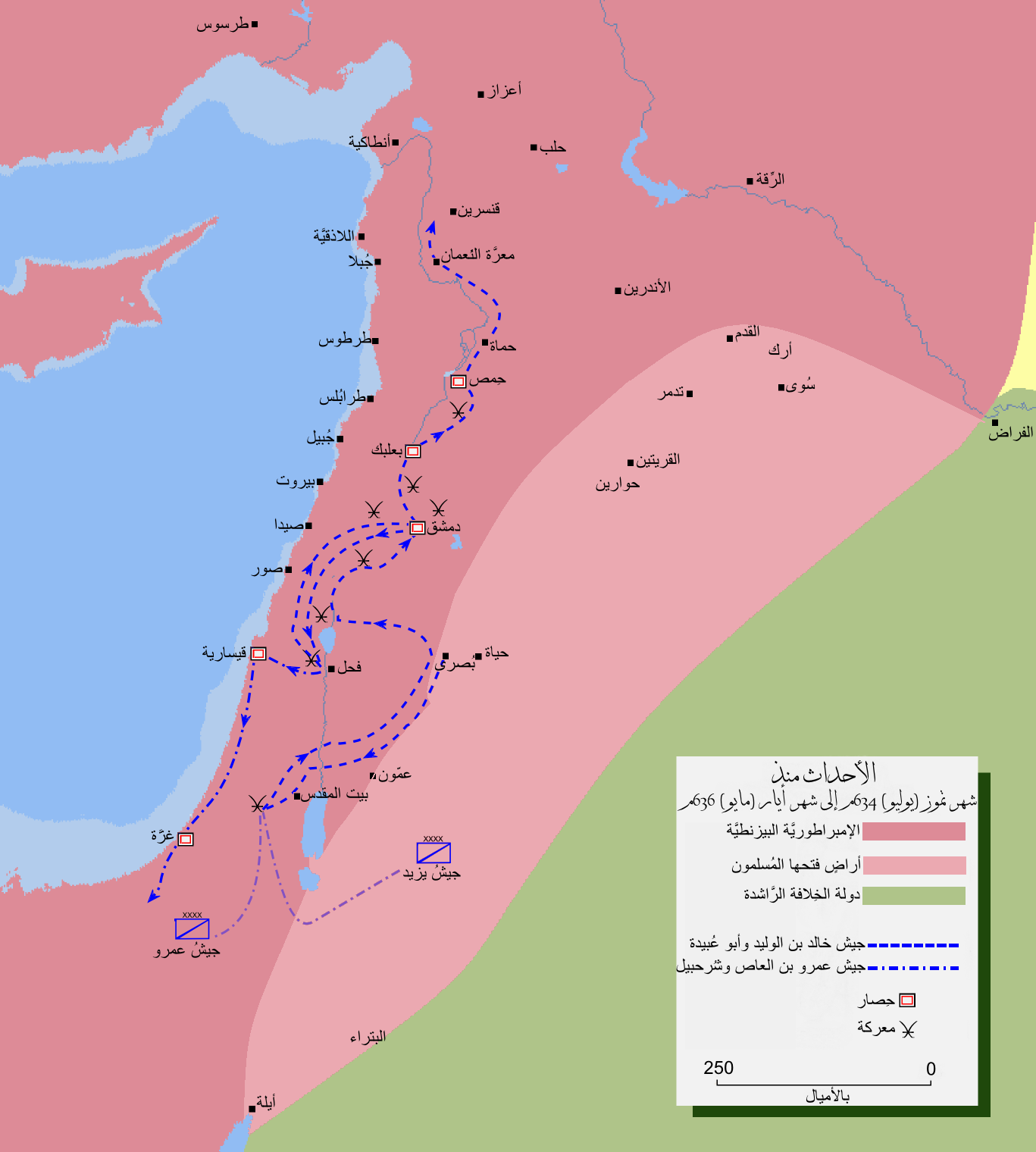
خريطة تُصوِّرُ مسار الجُيوش الإسلاميَّة وفتحها لِحمص وسائر بلاد الشَّام الوُسطى.

طال أمدُ الحِصار على أهل حِمص، وساءت حالتهم، وخشوا على أنفُسهم من السبي إن فُتحت مدينتُهم عِنوة. ووقع، في هذه الأثناء، زلزالٌ في المدينة أدَّى إلى تدمير بعض البُيوت والمُنشآت، وألحق أضرارًا أُخرى بالسُّكَّان، في الوقت الذي تجاوز في المُسلمون الأوضاع المُناخيَّة؛ الأمر الذي أدَّى إلى التوافق بين الحامية البيزنطيَّة والسُّكَّان إلى طلب الصُلح، فنالوه وكتب لهم المُسلمون عهدًا بِعدم التعرُّض لهم في حياتهم وأملاكهم ودورهم وأماكن عبادتهم لِقاء الجزية. وساير المُسلمون مشاعر الحِمصيين إلى حدٍ بعيد، فلم يدخُلوا المدينة بل نصبوا خيامهم بالقُرب منها على ضِفاف نهر العاصي. وكتب أبو عُبيدة إلى عُمر في المدينة المُنوَّرة يُخبره بما حصل، ويُعمله بأنَّ الجيش الإسلامي سيتوجَّه نحو الشِمال لِمُطاردة هرقل.

### فُتوح الشَّام الوُسطى
كان أبو عُبيدة قد خطَّط لاستئناف التوسُّع نحو الشمال حيثُ بات الطريق مفتوحًا أمامه، وتشاور مع خالد في ذلك فاستقرَّ الرأي على فتح منطقة شمالي الشَّام بما فيها أنطاكية وحلب ومُطاردة الإمبراطور البيزنطي. فأرسل ميسرة بن مسروق العبسي إلى حلب، في حين خرج هو من حِمص لاستكمال فتح قِطاعها واصطحب معه خالدًا، واستخلف عبادة بن الصامت على المدينة، فوصل إلى حماة فصالحهُ أهلها على الجزية في رؤوسهم، والخِراج على أرضهم. ومضى نحو شيزر فخرج أهلها وصالحوه على ما صالح به أهلُ حماة. وتابع تقدُّمه حتَّى بلغ معرَّة النُعمان ففتحها، ثُمَّ أتى أفامية فأذعن لهُ أهلها بالجزية والخِراج. وبهذه الفُتوح أتمَّ المُسلمون فتح الشَّام الوُسطى. كان من رأي عُمر أن يستقر المُسلمون في حِمص حتَّى نهاية الحول قبل أن ينطلقوا نحو الشمال، لِذلك استدعى أبو عُبيدة ميسرة ووزَّع قُوَّاته على مُختلف نواحي الشَّام لِضبط أُمورها بعد أن استتبَّ الوضعُ الميدانيُّ لِلمُسلمين، ولِيُعطوا سُكَّان البلاد طابع الدولة الجديدة. واستقرَّ هو في حِمص وأرسل خالدًا إلى دمشق لِيُقيم بها، وكلَّف عمرو بن العاص أن يُقيم في فلسطين. وهكذا توقفت حركة الفُتوح في الشَّام تلك السنة.

### معركة اليرموك

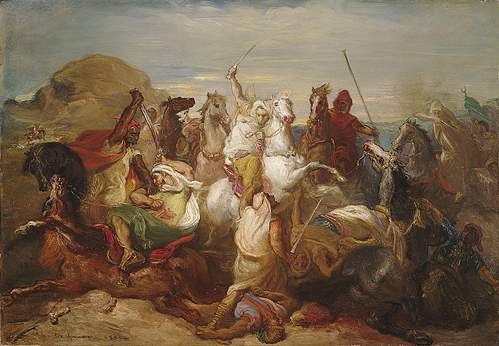
لوحة زيتيَّة تؤرّخ انتصار المُسلمين على الروم في اليرموك.

حشد هرقل جيشًا ضخمًا يضُمُّ مائة وعشرين ألفًا من الجُنود من مُختلف الولايات البيزنطيَّة، منهم فرقة من العرب المسيحيّون تُقدَّر بإثني عشر ألفًا من الغساسنة ولخم وجُذام بِقيادة جَبَلة بن الأَيهم، وفرقة من أرمينية تضُمُّ أيضًا اثني عشر ألفًا بِقيادة جُرجة بن توذار، وكتب إلى روما عاصمة الإمبراطوريَّة الرومانيَّة الغربيَّة يطلب نجدة عاجلة تُساعده على التخلُّص من موقفه العصيب، وكان ذلك في الواقع رغبةً منهُ في تحقيق انتصارٍ على المُسلمين يُعيد إليه هيبته وإلى الإمبراطوريَّة مكانتها، وإجلاء أعدائها عن الشَّام واستردادها. ونزل الروم بين دير أيّوب واليرموك، وكانوا بِقيادة تذارق (ثُيودور) أخو هرقل يُساعدهُ القائد الأرمني ماهان وسقلاب الخصيّ. علِم أبو عُبيدة بواسطة الجواسيس التي بثَّها بين البيزنطيين بهذا الحشد الضخم، فتشاور مع قادته وتقرَّر أن يُغادر المُسلمون حِمص إلى دمشق كونها أقرب إلى حُدود شبه الجزيرة العربيَّة فيما لو اضطرّوا إلى الانسحاب، وأرسل أبو عُبيدة إلى عُمر يُخبره بذلك، فأمدَّهُ بِقوَّة عسكريَّة جديدة بِقيادة سعيد بن عامر الجمحي. وعقد القادة اجتماعًا آخر في دمشق قرَّروا فيه الصُمود والمُقاومة على أرض الشَّام. وفوَّض أبو عُبيدة في هذه الأثناء سُلطاته إلى خالد، إذ كان أقدر القادة على تحمّل مسؤوليَّات المُهمَّات الصعبة. وصل المُسلمون إلى اليرموك فوجدوا البيزنطيين قد سبقوهم إليه، فنزلوا عليهم بحذائهم وعلى طريقهم، إذ ليس للبيزنطيين طريقٌ إلَّا عليهم. بلغت قُوَّة المُسلمين ما بين ستة وثلاثين ألفًا إلى أربعين ألفًا، وقيل ستةٍ وأربعين ألفًا، مُقسَّمة على أربعة ألوية على رأس كُلٍ منها أمير

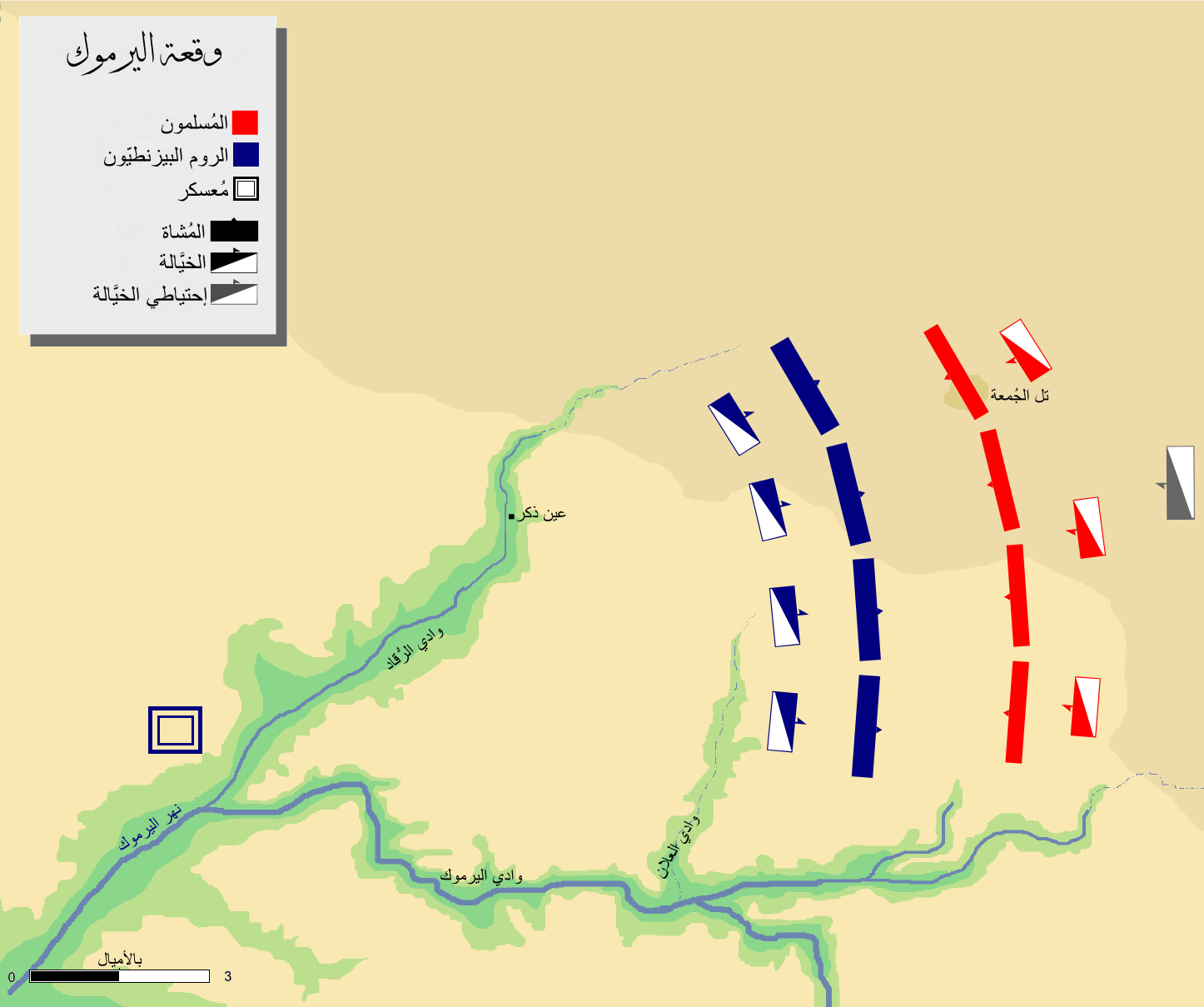
تموضع الجيشان.
الجيشُ الإسلاميّ
الجيشُ البيزنطيّ

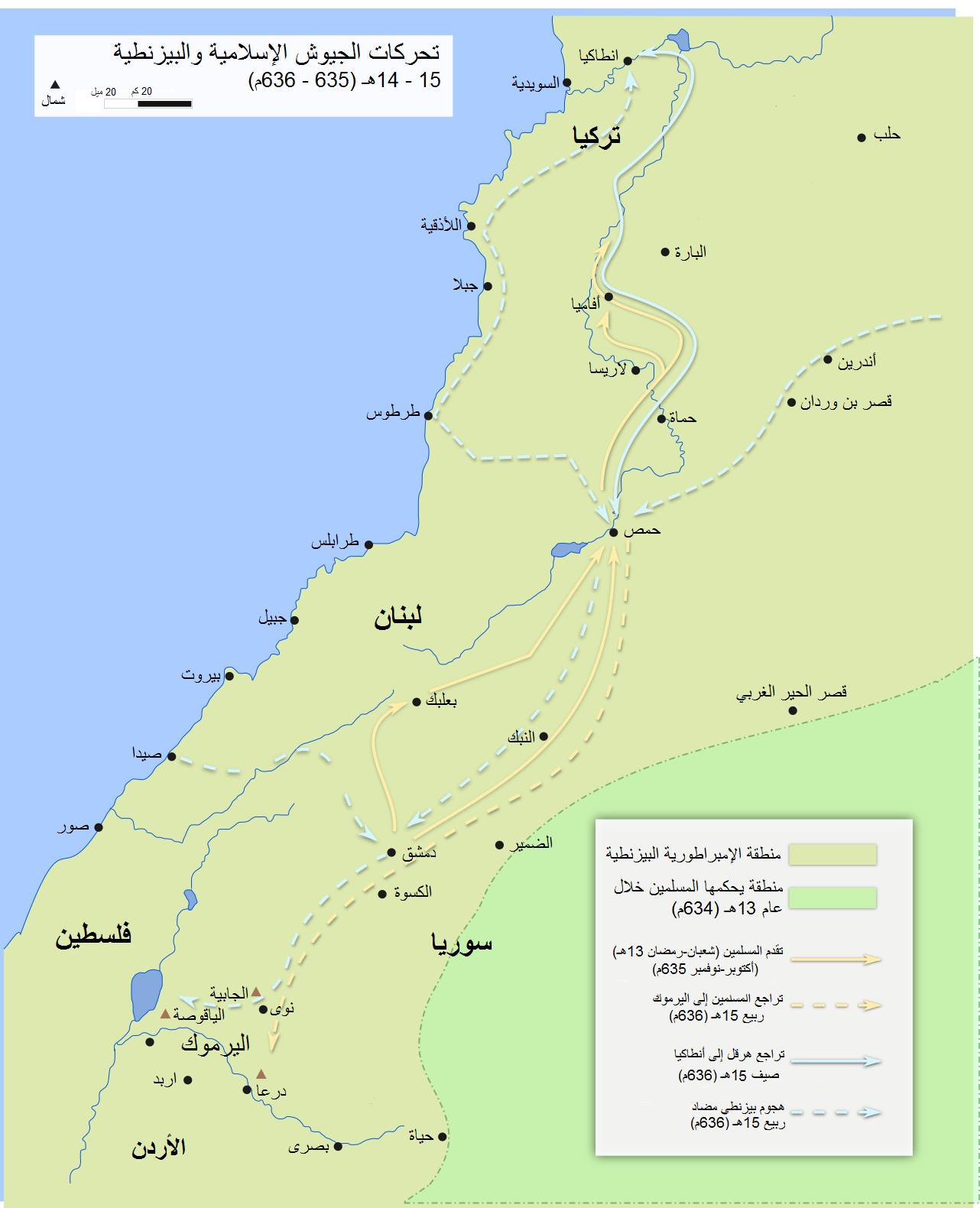
تحركات القوات الإسلامية والبيزنطية قبل معركة اليرموك. وقد أُظهرت أسماء الدُول الشاميَّة الحديثة.

وعندما تواجه الجمعان في سهلٍ فسيح شمال اليرموك يُعرف بالواقوصة، أدرك خالد بن الوليد أهميَّة هذه المعركة الفاصلة في حرب الشَّام، وأظهر حِنكةً عسكريَّةً عبر مُحاولته توحيد الألوية الأربعة تحت قيادةٍ واحدة، فخطب في الأُمراء داعيًا أيَّأهم إلى توحيد إمارة الجيش تحت قيادته، لأنَّ هذه المعركة إمَّا ستفتح على المُسلمين أبواب الشَّام على مصراعيها، أو لن يُفلحوا بعدها أبدًا إن هُزموا. وهكذا ولّى أُمراء الألوية الأربعة عليهم خالد بن الوليد في ذلك اليوم، وهُم يظنون أنَّ المعركة ستستمر أيَّامًا وليالي. بدأ المُسلمون القِتال عندما أمر خالد بن الوليد مُجنبتا قلب الجيش بِقيادة عكرمة بن أبي جهل والقعقاع بن عمرو التميميّ بالهُجوم، فاخترق الزُبير بن العوَّام صُفوف الروم مرتين، ثُمَّ حملت ميسرة الروم على ميمنة المُسلمين فانهزم عمرو بن العاص وانكشف شُرحبيل بن حسنة وأصحابه، فحاول البعض منهم الفرار، ونادى عكرمة بن أبي جهل يُبايعُ على الموت فلحق به عمُّه الحارث بن هشام وضرَّار بن الأزور في أربعمائة من الجُنود المُسلمين يُقاتلون حتّى الموت أمام فسطاط خالد بن الوليد، فقُتل مُعظمهم. ثُمَّ حمل خالد بن الوليد على ميسرة الروم ففرَّق شملهم، وانضمَّ إليه القائدُ الأرمنيّ جُرجة مُعلنًا إسلامه. ثُمَّ كرَّ الروم على المُسلمين فتصدّى لهم خالد ومعهُ جُرجة الذي قُتل، فتراجع الروم. فزحف خالد بِقلب الجيش مُخترقًا صُفوف البيزنطيين ففرَّت الخيَّالة منهم تاركين المُشاة أمام الجيش الإسلامي، واقتحم خالد عليهم خندقهم، فتراجع الروم تحت جُنح الظلام إلى سهل الواقوصة حيثُ أمعن المُسلمون فيهم قتلًا حتَّى هُزموا. وقُتل من الروم في هذه المعركة حوالي الستين ألفًا، وقُدِّرت خسائر المُسلمين بِثلاثة آلاف قتيل منهم عدد من الصحابة مثل عكرمة بن أبي جهل وابنه عمرو وسلمة بن هشام وعمرو بن سعيد بن العاص وهشام بن العاص وعمرو بن الطُفيل. وانحاز جَبَلة بن الأَيهم ومن معهُ من العرب المسيحيّون إلى بني قومهم العرب المُسلمون، ثُمَّ أظهر الإسلام هو وجماعةٌ من قومه الغساسنة.
وكانت هذه المعركة من المعارك الحاسمة في الصراع الإسلامي - البيزنطي، إذ أنَّها فتحت أمام المُسلمين باب الانتصارات المُتتالية في هذه البلاد، ووضعت حدًا لِآمال هرقل في إنقاذها بعد أن قضى المُسلمون على آخر ما تبقّى لديه من جُيوشٍ وقُوَّاتٍ جمعها بِصُعوبةٍ بالغة.

### فتح قنسرين وحلب وأنطاكية

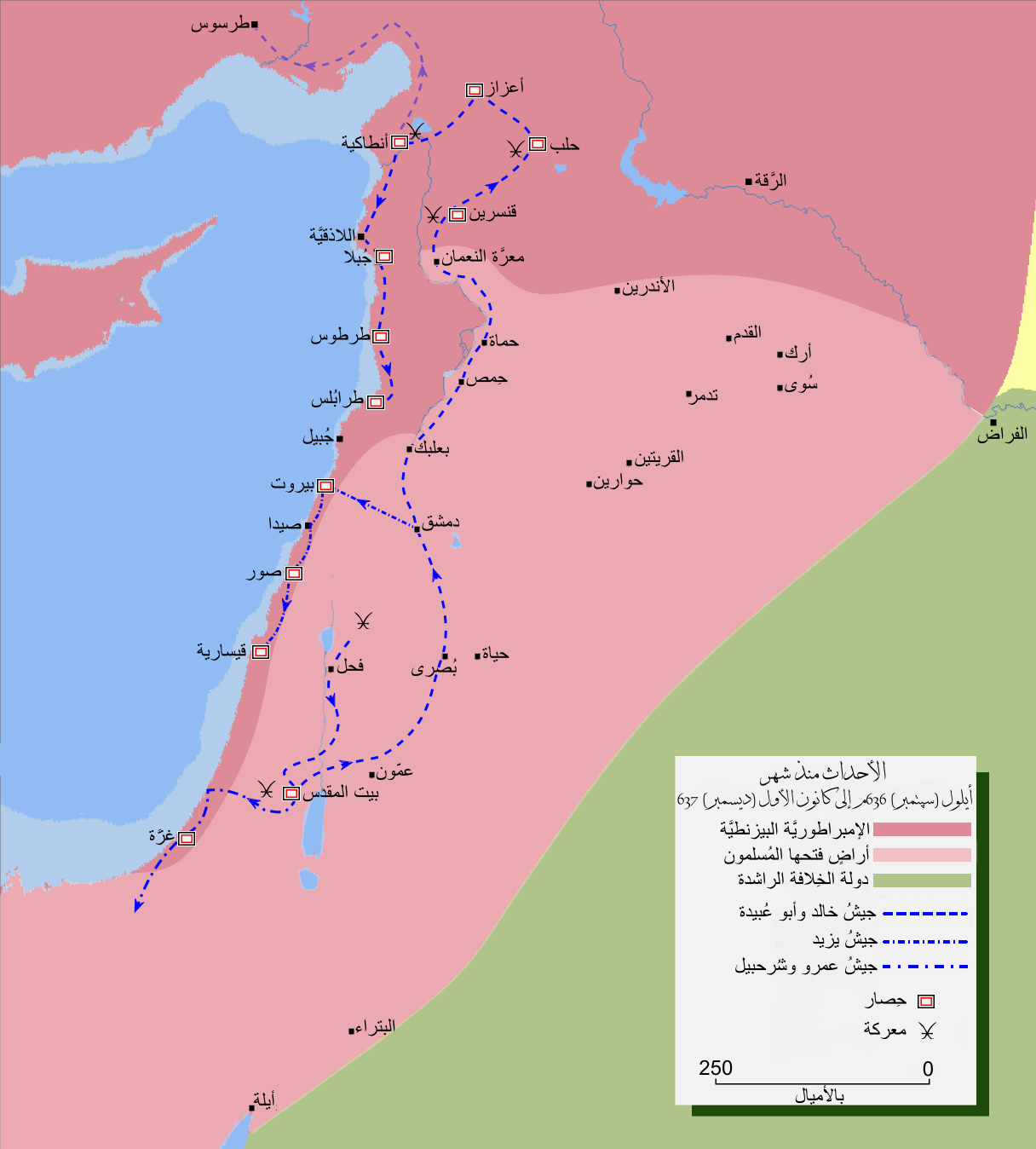
خريطة تُظهرُ مسار الجُيوش الإسلاميَّة لِفتح شمال الشَّام وسواحلها.

عاد المُسلمون إلى حِمص بعد أن هزموا الروم في اليرموك، ووضع أبو عُبيدة نصب عينه الجهات الشماليَّة، فبعث خالد بن الوليد على مُقدِّمة جيشه إلى قنسرين. فلمَّا نزل بالحاضر زحف لهم الروم، وثار أهل الحاضر بِخالد بن الوليد، وعليهم ميناس وكان من أعظم الروم بعد هرقل، فالتقوا بالحاضر ووقعت بين الجمعان معركة كبيرة، فقُتل ميناس ومن معه ولم يبق منهم أحدُ. وكان أهلُ الحاضر عربٌ مسيحيين من تنّوخ، فأرسلوا إلى خالد أنَّهم عرب وإنهم لم يكن من رأيهم حربه. فقتل منهم وترك الباقين. فدعاهم أبو عبيدة بعد ذلك إلى الإسلام فأسلم بعضهم، وبقي البعض على النّصرانيَّة، فصالحهم على الجزية. وسار خالد حتى نزل على قنسرين، فقاتلهُ أهلُ المدينة ثم لجؤوا إلى حِصنهم، فتحصّنوا منه، فهدَّدهم بما معناه أنَّ المدينة ستسقط بيد المُسلمين لا محالة، فنظروا في أمرهم ورأوا ما لقي أهل حِمص فصالحوهم على صلح حِمص، على دينار وطعامٍ على كُلِّ جريبٍ أيسروا أو أعسروا. ودعا أبو عُبيدة أهل قنسرين إلى الإسلام فأسلم بعضهم وأقام على النصرانيَّة بعضهم الآخر. لمَّا فرغ أبو عُبيدة من قنسرين سار إلى حلب، فبلغه أن أهل قنسرين نقضوا وغدروا، فوجَّه إليهم السمط ابن الأسود الكِندي، فحاصر المدينة وأعاد فتحها وغنم فيها بعض المواشي من أبقارٍ وأغنامٍ، فقسَّم بعضهُ في جيشه وجعل بقيَّته في المغنم. ولمَّا ورد أبو عبيدة عليهم أسلم المزيدُ من أهالي المدينة، وصولح كثيرٌ منهم على الجزية، ثم أسلموا بعد ذلك بيسيرٍ، إلَّا البعضُ منهم الذي فضَّل البقاء على المسيحيَّة. وصل المُسلمون إلى حلب، فتحصّن منهم أهلُها، وجاء أبو عبيدة حتى نزل عليهم فطلبوا من المُسلمين الصُلح والأمان. فقبل منهم أبو عبيدة وصالحهم وكتب لهم أمانًا، ودخل المُسلمون حلب من باب أنطاكية، وحفّوا حولهم بالتّراس داخل الباب. سار أبو عُبيدة بعد ذلك، إلى أنطاكية، وكانت مركزًا لِجُيوشِ الإمبراطوريَّة البيزنطيَّة ومقر هرقل ومأمنه، وكان قد لجأ إليها كثيرٌ من البيزنطيين. وفتح أثناء زحفه أعزاز بدون قتال، وحاولت قُوَّة عسكريَّة خرجت منها وقف تقدُّمه إلَّا أنها فشلت واضطرَّ أفرادُها للعودة والتحصُّن بالمدينة.
ولمَّا وصل أبو عُبيدة إلى أنطاكية ضرب الحصار عليها، وجرت مُناوشات بين الطرفين اضطرَّ بعدها السُكَّان إلى طلب الصُلح وأقرّوا بالجزية، ووافق أبو عُبيدة على طلبهم، ودخل المُسلمون بعد ذلك إلى المدينة. ونظرًا لِأهميَّة موقعها كمركزٍ مُتقدِّمٍ مُلاصقٍ لِحُدود العدوّ، أمر عُمر أبا عُبيدة بِشحنها بالمُقاتلين. وكان هرقل قد خرج من أنطاكية قبل وُصول المُسلمين وعاد إلى القُسطنطينيَّة، وتروي المصادر الإسلاميَّة أنَّه ودَّع الشَّام مُدركًا أنَّ الروم خسروها للأبد، فقال: «عَلَيْكِ السَّلَامُ يَا سُورِيَّةُ سَلَامًا لَا اجْتِمَاعَ بَعْدَهُ، إِلَّا أَنْ أُسَلِّمَ عَلَيْكِ تَسْلِيمَ الْمُفَارِقِ، وَلَا يَعُودُ إِلَيْكِ رُومِيٌّ أَبَدًا إِلَّا خَائِفًا حَتَّى يُولَدَ الْمَوْلُودُ الْمَشْئُومُ، وَيَا لَيْتَهُ لَمْ يُولَدْ، مَا أَحْلَى فِعْلَهُ، وَأَمَرَّ عَاقِبَتَهُ عَلَى الرُّومِ!».

### فُتوح أقصى شمالي الشَّام

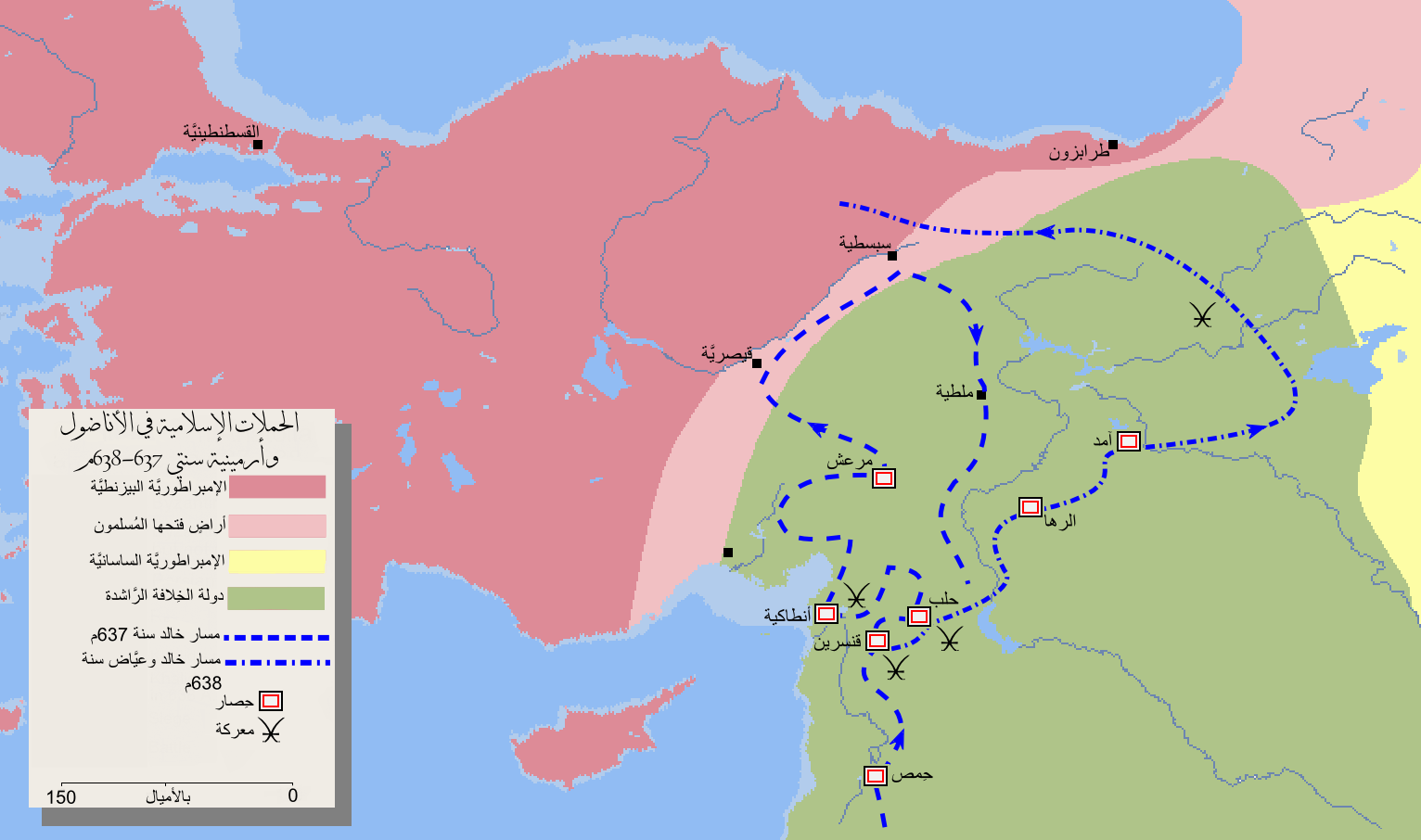
خريطة تُظهر مسار الحملات الإسلاميَّة في أقصى شمالي الشَّام والجزيرة الفُراتيَّة والأناضول.

كان من الضروري، لِتأمين الفُتوح الإسلاميَّة في الشَّام، من التعرُّض لِردَّات فعل البيزنطيين بالسيطرة على منطقة أقصى شمالي البِلاد المُلاصقة للحُدود مع الأناضول. لِذلك، نشر أبو عُبيدة فرقه العسكريَّة في جميع أنحاء المنطقة، ففُتحت المُدن الصغيرة والقُرى بِسُهولة نظرًا لانعدام المُقاومة الجديَّة، ومنها: معرَّة مصرين، وبوقا، والجومة، وسرمين، ومرتحوان، وتيزين، وخناصرة، وقورس، والساجور، ومنبج، ومرعش، ورعبان، ودلوك، وعراجين، وبالس، وقاصرين، واللاذقيَّة، وغيرها. وقد صالحت هذه المُدن والقُرى المُسلمين على عُهود الصُلح التقليديَّة.

### فُتوح السَّاحل اللُبناني واستكمال فُتوح فلسطين
بدأ الاحتكاك العسكريّ بين المُسلمين والبيزنطيين في ساحل لُبنان خِلال حِصار بعلبك حيثُ كان للمُسلمين مركزان مُسلحان: الأوَّل في برزة عليه أبو الدرداء الأنصاري، والثاني في عين ميسنون عليه أبو عُثمان الصنعاني شراحيل بن مرثد. فأغار أحد القادة البيزنطيين ويُدعى سسناق على المركز الثاني مُنطلقًا من بيروت، ويبدو أنَّهُ نجح في قتل جماعة من حاميته. شجَّعت هذه الغارة البيزنطيَّة المُسلمين للسيطرة على القطاع الأوسط من ساحل الشَّام، والذي يمتد من عِرقة شمالًا إلى صيدا جنوبًا وطرد البيزنطيين من ثُغوره ومنعهم من استعمالها قواعد انطلاق لِمُهاجمة الداخل الشَّامي. خرج يزيد بن أبي سُفيان من دمشق على رأس قُوَّةٍ عسكريَّة مُتوجهًا نحو السَّاحل، وصحبهُ أخوه مُعاوية. ولم تُحدد المصادر التاريخيَّة الطريق الذي سلكهُ إلى المُدن الساحليَّة، والرَّاجح أنَّهُ اجتاز الطريق المُعاصر الذي يمُرُّ بِمُنعطفات جبل لُبنان، وهذا يعني أنَّ هذا الطريق كان خاليًا من أي قُوَّة بيزنطيَّة بعد الضربة التي تلقاها البيزنطيّون في اليرموك، حتَّى أنَّ أرض الشَّام فُتحت على مصاريعها أمام المُسلمين الذين تعدّوا الداخل إلى إقليم السَّاحل دون مُقاومة. ولم يُبيِّن البلاذري، الذي أرَّخ لِهذا الفتح أيُّ مدينةٍ فُتحت قبل الأُخرى، لكن من المُتفق عليه أنَّ مُدن ساحل لُبنان فُتحت في ذات الوقت تقريبًا، ويظهر أنَّها كانت صغيرة وغير مُحصَّنة بما يكفي، لِذا كان فتحها يسيرًا، وكانت مأهولة بالروم والعرب والسُريان، وقد جلا أغلب أهلها من الروم، وبقي فيها العرب والسُريان وصالحوا المُسلمين. من جهةٍ أُخرى، توجَّه عمرو بن العاص إلى قطاعه فلسطين، ورُبَّما كان ذلك عبر نهر الأُردُن، ففتح سبسطية الواقعة إلى الشمال الغربي من نابلس، ثُمَّ فتح هذه الأخيرة، وأعطى أهلها الأمان على أنفُسهم وأموالهم ومنازلهم على أداء الجزية والخِراج، ثُمَّ فتح اللُدَّ ونواحيها ويبنى وعمواس وبيت جبرين، ثُمَّ هبط جنوبًا ففتح رفح، وفي رواية أنَّهُ فتح عسقلان وكان قد فتح غزَّة في عهد أبي بكر، وحاصر قيسارية التي كانت من أشهر المُدن آنذاك.

### فتح بيت المقدس

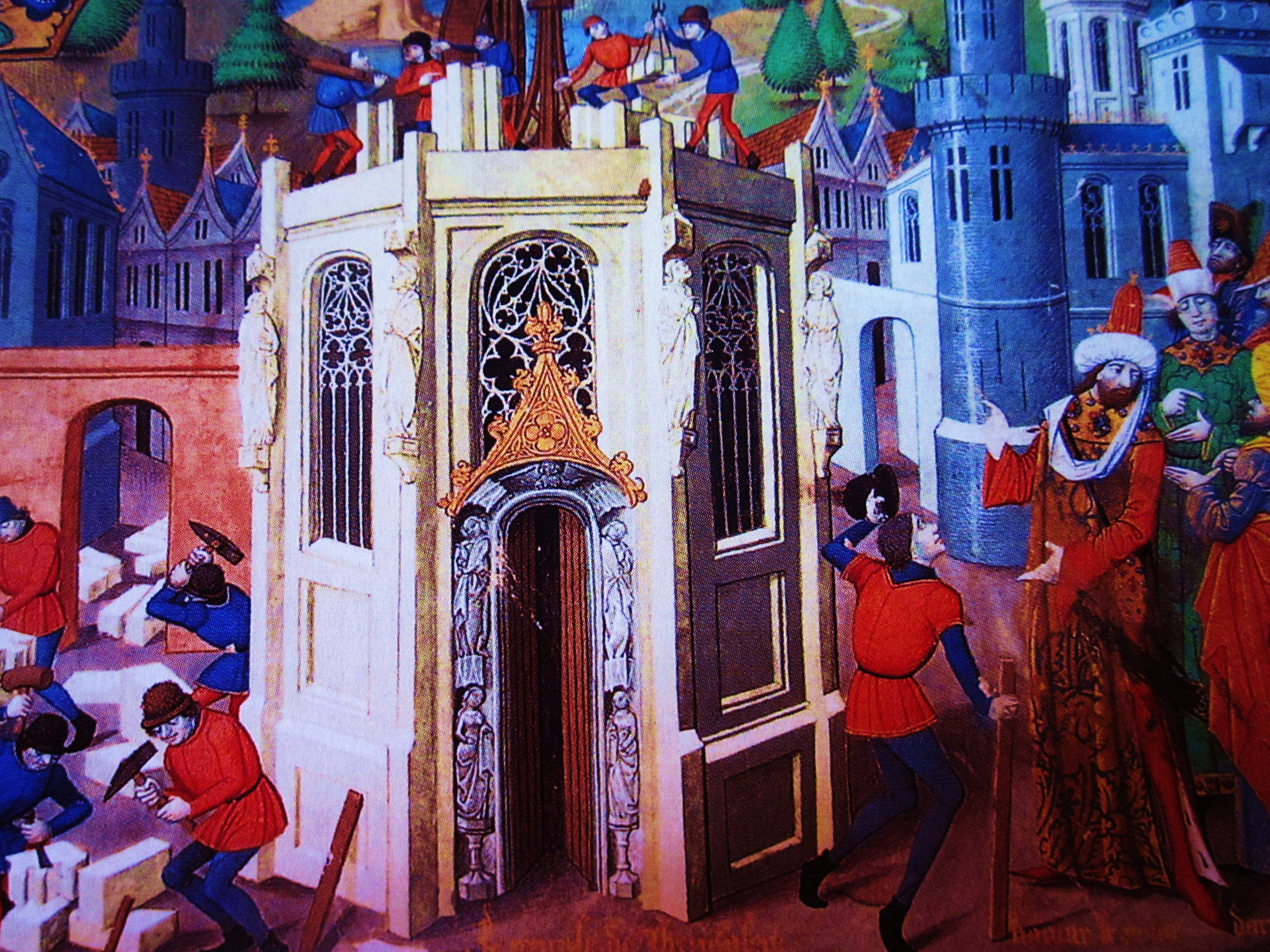
رسم إفرنجي يُظهر بناء مسجد عمر بالقدس بعد الفتح الإسلامي.

شكَّلت بيت المقدس القاعدة البيزنطيَّة الهامَّة، ومركز تجمُّع البيزنطيين الذين فرُّوا من المواقع التي هُزمت فيها جُيوشهم، كما كانت ملجأ للذين خرجوا من المُدن التي فتحها المُسلمون ورفضوا البقاء فيها مثل دمشق. وكان الأرطبون وهو أحد القادة البيزنطيين، من بين الذين التجأوا إليها وقاد عمليَّة المُقاومة ضدَّ المُسلمين. وكان المُسلمون قد وضعوا المدينة نصب أعيُنهم مُنذ أن توغلوا في الشَّام نظرًا لِمكانتها الدينيَّة في الإسلام، فهي أولى القِبلتين وموطن الأنبياء والرُسل، ومسرى الرسول مُحمَّد، ومنها عرج إلى السماء. قاد عمرو بن العاص عمليَّة حِصار المدينة بوصفه قائد الجبهة الفلسطينيَّة في الوقت الذي كان فيه أبو عُبيدة وخالد بن الوليد يفتحان شمالي الشَّام، وقد واجه مُقاومة ضارية من جانب حاميتها وسُكَّانها، ووجد مشقَّة بالغة في امتصاص الهجمات البيزنطيَّة، فأرسل إلى الأرطبون يطلب منهُ التسليم مثل بقيَّة المُدن ووعدهُ بالأمان. واستعمل البيزنطيّون المجانيق من فوق الأسوار لِضرب المواقع الإسلاميَّة، فسبَّبت أضرارًا بالأرواح والمعدَّات. وعانى المُسلمون من مصاعب طبيعيَّة قاسية، إذ اشتدَّ البرد وانهمرت الأمطار الغزيرة وتساقطت الثُلوج الكثيفة، فاستغلَّ الأرطبون سوء الأحوال الطبيعيَّة التي لم يتعوَّد عليها المُسلمون ورفض الدُخول في الصُلح، وأطال أمد الحرب، وشدَّد ضرباته ضدَّهم وهو يأمل أن يُلحق بهم الهزيمة أو يضطرَّهم إلى فك الحِصار عن بيت المقدس. اضطرَّ عمرو بن العاص، في هذه الظُروف القتاليَّة الصعبة، أن يكتب إلى عُمر في المدينة المُنوَّرة يطلب منهُ المُساعدة، فاستجاب لِطلبه وأرسل إلى أبي عُبيدة لِيُنجده، وكان قد فرغ لِتوّه من فتح شمالي الشَّام، فغادر المنطقة ونزل في الجابية، وقد صحبه خالد بن الوليد. وأرسل إلى يزيد بأن يبعث أخاه مُعاوية لِفتح قيسارية كي يشغل البيزنطيين على أكثر من جبهة، كما خرج عُمر بنفسه إلى الشَّام لِيكون قريبًا من مجرى الأحداث نظرًا لِأهميَّة وضرورة فتح بيت المقدس.
تسلَّم أبو عُبيدة فور وُصوله قيادة القُوَّات الإسلاميَّة، فارتفعت معنويَّات الجُند، وتسرَّب في المُقابل الخوف والقلق إلى قُلوب المُدافعين وبخاصَّةً بعد أن فشلوا في إلحاق هزيمة مؤكدة بِقوَّات عمرو، كما أنَّ سُقوط المُدن المُحيطة ببيت المقدس كان لهُ أثره السلبي على معنوياتهم لِأنَّهم حُرموا من الإمدادات، ولم تأتهم نجدة من هرقل، وعلموا أنَّ عُمر آتٍ فأدركوا أنَّ مدينتهم لن تستطيع الاستمرار بالمُقاومة وأنَّ سُقوطها أضحى مسألة وقت، فانسحب الأرطبون مُستخفيًا في قُوَّة من الجُند إلى مصر. وتسلَّم بطريرك المدينة العجوز صفرونيوس مقاليد الأُمور، فعرض عليه أبو عُبيدة الإسلام أو الجزية أو الحرب.

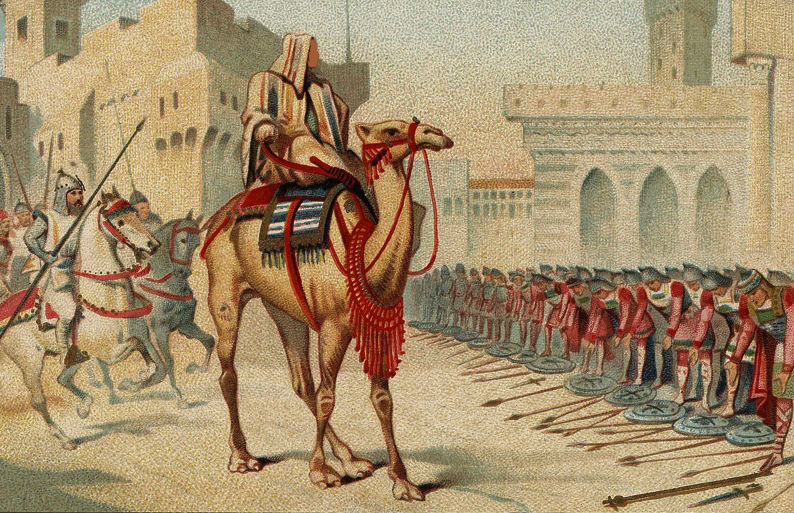
رسم تخيُلي لِعُمر وهو يدخل بيت المقدس، وقد مُحي وجهه احترامًا.

كان اعتناق الإسلام بالنسبة إلى سُكَّان بيت المقدس آنذاك أمرًا صعبًا بل مُستحيلًا، كما أنَّ التجربة التي مرَّت بها المدينة قبل نحو خمسةٍ وعشرين سنة حين دمَّرها الفُرس جعلت الأهالي يحرصون على الجُنح إلى السلم إن سنحت الفُرصة. لِذلك اختار البطريرك استسلام المدينة على أن يُسلِّمها لِعُمر شخصيًّا ولا أحد سواه. وأتى عُمر إلى بيت المقدس وأعطى أهلها الأمان على أنفسهم وأموالهم وبيوتهم وكنائسهم وأديرتهم وجميع دور عبادتهم، كما أعطاهم حُريَّة البقاء في المدينة أو الخُروج مع الروم إلى حيثُ يشاؤون. ودخل عُمر وأصحابه إلى بيت المقدس بعد عقد الصُلح، ورافقهم البطريرك صفرونيوس يدُلُّهم على آثارها وأماكن الحج فيها، كما دلَّهم كعب الأحبار، وهو يهوديٌّ أسلم، على موقع الصخرة المُقدَّسة التي عرج منها الرسول مُحمَّد إلى السماء وفق المُعتقد الإسلامي، وكانت في منطقة الهيكل. وأعطى عُمر النصارى عهدًا بألَّا يُصلي المُسلمون على عتبات الكنائس جماعة، ولكن فُرادى وألَّا يدعوهم لِصلاة الجماعة مؤذِّن كي لا يُنفر أهل المدينة من الدين الجديد، كما امتنع عن الصلاة في كنيسة القيامة كي لا يتخذها المُسلمون بعده مسجدًا، وصلّى مُنفردًا خارجها، وابتنى المُسلمون لاحقًا مسجدًا في الموضع الذي صلّى فيه عُمر.

### فتح قيسارية واستكمال فتح الأُردُن
سار يزيد بن أبي سُفيان بصُحبة أخاه مُعاوية إلى قيسارية بناءً على أمر عُمر، فضربا الحصار عليها، وأثناء ذلك أُصيب يزيد بالطاعون، فاستخلف عليها مُعاوية وعاد هو إلى دمشق. وشدَّد مُعاوية الحصار على المدينة، وجرت مُناوشاتٌ بين الجيش الإسلامي وحاميتها لم تُسفر عن أي تغييرٍ في الوضع الميدانيّ. ويبدو أنَّ البيزنطيين أرادوا الاحتفاظ بهذه المدينة موطئ قدمٍ لهم على ساحل الشَّام الجنوبي، لذلك استماتوا في الدفاع عنها، ولم يتمكَّن مُعاوية من فتحها إلَّا بِمُساعدة اليهود. ففي إحدى ثوراتهم على الحُكم البيزنطيّ، ثار اليهود في قيسارية فأرسل هرقل أخاه فأخضع الثورة وقتل مُعظم من فيها من اليهود وفرَّ من نجا. كان لِهذه الحادثة أثرها الإيجابي على عمليَّة الفتح، فبفعل العداء التقليدي بين اليهود والروم، جاء رجلٌ يهوديٌّ يُدعى يُوسُف إلى مُعسكر مُعاوية ودلَّهُ على نفقٍ يصلُ إلى بوَّابة القلعة داخل المدينة، فتسلَّلت مجموعة من المُقاتلين عبر ذلك النفق وفتحوا البوَّابة فدخل منها الجيش الإسلامي. فوجئ البيزنطيّون عندما رأوا الجُنود المُسلمين داخل المدينة، وتولَّأهم الذُعر، ولمَّا أرادوا الفرار عبر النفق وجدوا جُنود المُسلمين عليه، فقُتل مُعظمهم. وكان فتحُها في شهر شوَّال سنة 19هـ المُوافق فيه تشرين الأوَّل (أكتوبر) سنة 640م. وخِلال تلك الفترة استكمل شُرحبيل بن حسنة فتح إقليم الأُردُن، وكان قد دخل أكثرهُ في طاعة المُسلمين إثر معركة فحل - بيسان، ففتح سوسيا وأنيق وجرش وبيت رأس والجولان وغلب على سواده وجميع أرضه.

## طاعون عمواس وفتح الجزيرة الفُراتيَّة
في أوائل سنة 18هـ (وقيل أواخر سنة 17هـ) المُوافقة لِسنة 639م، ظهر الطاعون في بلدة عمواس قُرب بيت المقدس، وأخذ ينتشر في جميع أنحاء الشَّام. وكان عُمر بن الخطَّاب يهمُّ بدُخول البلاد وقتها، فنصحهُ عبدُ الرحمٰن بن عوف بالحديث النبويّ: «إِذَا سَمِعْتُمْ بِالطَّاعُونِ بِأَرْضٍ فَلا تَدْخُلُوهَا، وَإِذَا وَقَعَ بِأَرْضٍ وَأَنْتُمْ بِهَا فَلا تَخْرُجُوا مِنْهَا». فعاد عُمر وصحبه إلى المدينة المُنوَّرة. وحاول عُمر إخراج أبا عُبيدة بن الجرَّاح من الشَّام حتّى لا يُصاب بالطاعون فطلبهُ إليه، لكنَّ أبا عُبيدة أدرك مراده واعتذر عن الحُضور حتَّى يبقى مع جُنده، فبكاهُ عُمر. ويبدو أنَّ الطاعون انتشر بصورةٍ مُريعة، عقب المعارك التي حدثت في الشَّام، فرُغم أنَّ المُسلمين كانوا يدفنون قتلاهم، فإنَّ عشرات آلاف القتلى من البيزنطيين بقيت جُثثهم في ميادين القتال من غير أن تُدفن، حيثُ لم تجد جُيوشهم المُنهزمة دائمًا الوقت الكافي لِدفن القتلى. واستمرَّ هذا الطاعون شهرًا ممَّا أدّى إلى وفاة خمسة وعشرين ألفًا من المُسلمين وقيل ثلاثين ألفًا، بينهم جماعة من كِبار الصحابة أبرزُهم: أبو عُبيدة بن الجرَّاح وقد دُفن في قرية بغور بيسان تُدعى «عمتا»، ومعاذ بن جبل الأنصاري ومعه ابنه عبدُ الرحمٰن، ويزيد بن أبي سُفيان، وشُرحبيل بن حسنة، والفضل بن العبَّاس بن عبد المُطلب، وأبو جندل بن سُهيل. وبعد انحسار الطاعون خرج عُمر من المدينة المُنوَّرة مُتجهًا نحو الشَّام عن طريق أيلة. فلمَّا وصلها قسَّم الأرزاق وسمّى الشواتي وسدَّ فُروج الشَّام وثُغورها، واستعمل عبد الله بن قيس الحارثي على السواحل ومُعاوية بن أبي سُفيان على جُند دمشق وخِراجها. ثُمَّ قسَّم مواريث الذين ماتوا بعد أن حار أُمراء الجُند فيما لديهم من المواريث بسبب كثرة الموتى، وأخذ يدرس الأوضاع لِفتح الجزيرة الفُراتيَّة.
شكَّل إقليم الجزيرة الفُراتيَّة نُتوءًا وقاعدةً عسكريَّةً روميَّة مُهمَّة نتيجة شحنه بِحامياتٍ عسكريَّةٍ ضخمة تحسُبًا لِأي هُجومٍ قد يأتي من فارس. وبعد أن فتح المُسلمون أغلب العراق والشَّام، شكَّل هذا الإقليمُ خطرًا على البُلدان حديثة الدُخول في دولة الإسلام إذ كان بإمكان الروم استخدامه كمنصَّة لِإطلاق الوحدات العسكريَّة لِقتال المُسلمين واسترداد الأراضي المفتوحة منهم، كما أنَّ مُجاورته لِفارس كان يُفيد بإمكانيَّة حُصول تحالف بين الروم والفُرس ضدَّ المُسلمين. وكان فتحُ الجزيرة الفُراتيَّة من شأنه تثبيت الفُتوح الإسلاميَّة في العراق والشَّام وحِماية المُكتسبات الإسلاميَّة وقطع الصلة بين القبائل العربيَّة المسيحيَّة وبيزنطية بهدف وقف تجنيد العرب في الجيش البيزنطي، ومنع هرقل من الوُصول إلى المدِّ الأرمنيّ. ولمَّا كان أبو عُبيدة قد توفي بِطاعون عمواس، أقدم عُمر على تولية عياض بن غنم على حِمص وقنسرين والجزيرة، فخرج على رأس الجيش في مُنتصف شعبان 18هـ المُوافق فيه 21 آب (أغسطس) 639م، وأغار على الرِّقَّة ثُمَّ حاصرها وفتحها صُلحًا. وواصل تقدُّمه إلى الرها، وعسكر على أحد أبوابها، فقاومهُ أهلها. وبثَّ خيلهُ في الأماكن المُجاورة، ولم تمضِ ستَّة أيَّام حتَّى طلب قائد الحامية الصُلح، فأجابهُ عيَّاض وأمَّنهُ وأهل المدينة على أنفُسهم وأموالهم، وأقرّوا بالجزية والخِراج. ثُمَّ تقدَّم إلى حرَّان فصالحهُ أهلها على صُلح الرها، وأرسل فرقةً عسكريَّةً فتحت سميساط، ولم يلبث أهلُ المُدن الأُخرى مثل تل موزان وقرقيساء وآمد وماردين أن طلبوا الصُلح بِشُروط صُلح الرها، فأجابهم عيَّاض. ثُمَّ واصل فُتوحهُ في سنة 19هـ المُوافقة لِسنة 640م ففتح ميافارقين وكفرتوثا ونصيبين وأرزن. وأرسل عُمر بن سعد الأنصاري ففتح رأس العين ودارا ودخل درب الروم، وأطلَّ على أرمينية. وبهذا سقطت كامل الجزيرة الفُراتيَّة بيد المُسلمين، وقُطعت صلة الروم بفارس المُتداعية.

## الأحداث في عهد عُثمان

### مُحاولات الروم استرداد البلاد
استطاع البيزنطيّون في سنة 23هـ المُوافقة لِسنة 644م أن يستعيدوا بعض مُدن الشَّام الساحليَّة وأن يتمسكوا بها مُدَّة سنتين، منها بيروت وجُبيل، وقد ساعدهم في ذلك كثرة عدد أفراد الجالية البيزنطيَّة الموجودة في طرابُلس، وهي المدينة التي بقيت تحت السيطرة البيزنطيَّة حتَّى ذلك الوقت، وقد تحصَّن بها البيزنطيّون الذين فرّوا من المُدن الساحليَّة الأُخرى التي فتحها المُسلمون. واتخذ البيزنطيّون طرابُلس قاعدةً للوُثوب على الثُغور البحريَّة الإسلاميَّة بواسطة أساطيلهم المُتفوِّقة على المُسلمين، والتي ما زالت تجوب عِباب البحر المُتوسِّط. نتيجةً لِهذا، ولِضرورة إحكام السيطرة الإسلاميَّة على مُدن السَّاحل الشَّامي، عقد المُسلمون العزم على فتح طرابُلس.

### فتح طرابلس الشَّام
بعد أن حصل مُعاوية على مُوافقة الخليفة عُثمان بِغزو الجُزر البحريَّة، أرسل سُفيان بن مُجيب الأزدي، والي بعلبك، إلى طرابُلس على رأس جيشٍ كبيرٍ لِفتحها. وكانت المدينة تتكوَّن من ثلاث مُدن مُجتمعة في اللسان الرومي الداخل في البحر، وبها ثلاثة حُصون، وعسكر في مشارفها في مرج السلسلة عند سفح جبل تُربُل شمالي شرقي المدينة على بُعد خمسة أميال منها، وراح يُهاجم البيزنطيين، إلَّا أنَّهُ فشل في تحقيق أي تقدُّم بسبب مناعة التحصينات وإمداد الروم للمدينة بالمؤن عن طريق البحر. ويبدو أنَّ سُفيان أدرك هذه الصعاب، فكتب إلى مُعاوية يطلب منهُ الرأي والمشورة، فأجابه أن يبني له ولعسكره حِصنًا يأوون إليه ليلًا ويغزونهم نهارًا. نفَّذ سُفيان ما أشار عليه مُعاوية فانتقل من المرج وعبر النهر إلى ضفَّته الغربيَّة، واختار مكانًا مُلائمًا يبعُد عن المدينة مسافة ميلين، وبنى فيه حصنًا عُرف باسمه، وراح يُشدِّدُ الضغط على المدينة، ووضع حرسًا على الشواطئ المُحيطة بها لِمُراقبة البيزنطيين، فقطع بذلك الإمدادات عنها، فاضطرَّ سُكَّانها إلى الانتقال إلى الحصن الغربيّ عند رأس الميناء وتحصَّنوا به، وراحوا يُفكرون جديًّا بالنجاة بأنفُسهم وقد يئسوا من طول مُدَّة الحِصار التي امتدَّت أشهُرًا، وبخاصَّةً أنَّ المُؤن قد نفذت منهم، كما عجزوا عن الخُروج للتصدي للقُوَّات الإسلاميَّة، ولم يُنقذهم من هذا الوضع الحرج سوى وُصول سُفن بيزنطيَّة نقلتهم ليلًا وخفيةً إلى الجُزر القريبة الواقعة تحت السيطرة البيزنطيَّة. وهكذا أضحت المدينة خالية ممن يحميها أو يُدافع عنها، فدخلها المُسلمون وسيطروا عليها.

## الشَّام تحت الحُكم الإسلامي

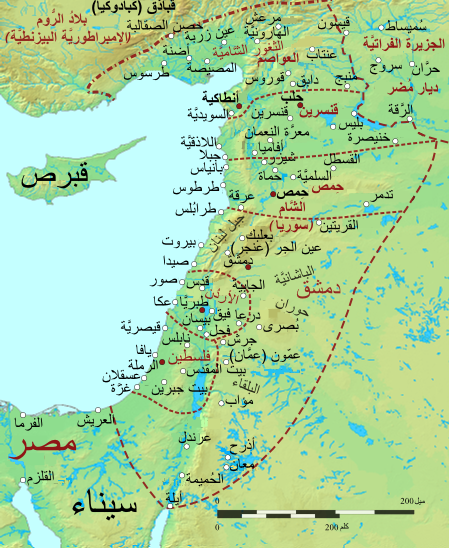
تقسيم الأجناد في الشَّام بعد الفتح الإسلامي.

استقبل المسيحيّون الشوام المُسلمين بالترحاب بعد أن انسحب الروم من البلاد، ويرجعُ تقبّل النصارى للمُسلمين إلى عدَّة أسباب، منها الرابطة العرقيَّة والقوميَّة، فهم إمَّا سُريانٌ ساميّون مثل العرب المُسلمون، أو عربٌ من بني جلدتهم تجمعهم صلة الرحم، كما ولَّدت سياسة الإمبراطوريَّة القاضية بِفرض مذهبها على جميع الرعايا سببًا إضافيًّا جعل المسيحيّين اليعاقبة ينفرون منها، ويُفضلون الهيمنة الإسلاميَّة كونها تضمن لهم حُريَّة المُعتقد. وفي هذا السياق يقول ميخائيل السُرياني، بطريرك السُريان الأرثوذكس في القرن الثاني عشر الميلاديّ: «لِأنَّ اللهَ هُوَ المُنتَقِمُ الأَعْظَم الَذِي وَحدَهُ عَلَى كُلِّ شيءٍ قَدِيْر، وَالَذِي وَحدَهُ إنَّمَا يُبَدِّلُ مُلْكَ البَشَرِ كَمَا يَشَاءُ، فَيَهِبُهُ لِمَن يَشَاءُ، وَيَرْفَعُ الوَضِيْعُ بَدَلًا مِنَ المُتَكَبِّرُ، وَلِأنَّ اللهَ قَدْ رَأى مَا كَانَ يَقْتَرِفُهُ الرُّومُ مِن أَعْمَالِ الشَّرِ، مِن نَهْبِ كَنَائِسَنَا وَدِيَارَاتِنَا، وَتَعْذِيبِنَا بِدُوْنِ أيَّةِ رَحْمَة، فَإِنَّمَا قَد أَتَى مِن مَنَاطِقَ الجَنُوْبِ بِبَنِي إِسْمَاعِيْلِ، لِتَحْرِرَنَا مِن نَيْرِ الرُّومِ... وَهَكَذَا كَانَ خَلَاصُنَا عَلَى أَيْدِيْهُمُ مِن ظُلمِ الرُّومِ وَشُرُورُهُمُ وَحِقْدِهِم واضطِهَادَاتِهِم وَفَظَاعَاتِهِم نَحْوَنَا». وقد توافق المؤرخون الغربيّون المُعاصرون على إعلان هذا الأمر على أنَّهُ حقيقة، ومن هؤلاء الهولندي دي غوج، والبريطاني ألفرد بتلر، والفرنسي أرنست رينان وعددٌ كبير من سواهم. ويقول دي غوج في بحثٍ لهُ عن الفتح الإسلامي للشَّام أنَّ سياسة الإمبراطور هرقل القاضية بِفرض تعاليم المجمع الخلقيدوني وإثقاله كاهل الشوام بالضرائب جعل هؤلاء الشوام يُدركون أنَّ سُلطان العرب سيكونُ أكثر رحمةً وأشد حرَّيةً لِمُعتقداتهم. كما يقولُ بأنَّ العرب والشوام معًا كانوا يرون في الشَّام، جُزءًا لا يتجزأ، مُكملاً من شبه الجزيرة العربيَّة، ولذلك لم يكن من أثر الفتح الإسلامي الاستيلاء على قطرٍ غريب، الغاية المباشرة منهُ جباية الضرائب من سُكَّانه، وإنَّما تحرير جزء من «الوطن العربي» الذي كان رازحًا تحت «طغيان الاحتلال الأجنبي». ويذهب المُفكّر والباحث اللُبناني إدمون ربَّاط إلى القول بأنَّ السياسة القائمة على عدم الإكراه في الدين إنما هي سياسة إنسانيَّة «ليبراليَّة» استمالت قُلوب المسيحيين إلى الإسلام وجعلت النصارى يُفضلون العيش في ظلِّه، فلِأوَّل مرَّة في تاريخ الشوام عُمومًا والمسيحيين خُصوصًا، خرجت دولة لِفتح بِلادهم دون أن تفرض عليهم اعتناق دينها بالقُوَّة، وذلك في زمنٍ كان يقضي المبدأ السائد إكراه الرعايا على اعتناق دين مُلوكهم، بل وحتَّى على الانتماء إلى الشكل الخاص الذي يرتديه هذا الدين. وأشار آخرون أنَّ لقب «الفاروق» الذي حملهُ عُمر بن الخطَّاب إنَّما لقَّبهُ به المسيحيّون الشوام بسبب عدله وقِسطه ولِتفريقه وحيلولته دون الاقتتال بين الطوائف المسيحيَّة وتقسيمه الكنائس فيما بينهم، وأنَّ المُسلمون رضوا بهذه التّسمية وأخذوها وآثروها من قولهم.
قسَّم عُمر ولاية الشَّام التليدة إلى أربعة أجناد، وهي: جُندُ دمشق، وجُندُ حِمص، وجُندُ فلسطين، وجُندُ الأُردُن (أُضيف إليها لاحقًا جُندُ قنسرين خِلال العهد الأُموي). وأقام المُسلمون في العديد من المُدن في مُعسكراتٍ خاصَّة، وأقام بعضُهم داخل المُدن المفتوحة إلى جانب أهلها من اليهود والنصارى، وتركوهم يُمارسون حياتهم اليوميَّة كما اعتادوا في العهد البيزنطي. وحافظ المُسلمون على النُظم الإداريَّة الروميَّة التي كانت تُطبَّق في الشَّام قبل الفتح، لذا بقيت اللُغة اليونانيَّة، وهي لُغة الإمبراطوريَّة البيزنطيَّة الرسميَّة، لُغة التواصل اليومي في الشَّام لِحوالي 50 سنة، عندما استُبدلت النُظم الإداريَّة الروميَّة بِنُظمٍ جديدة مُعرَّبة نجم عنها استعرابُ البلاد بشكلٍ تامٍ مع مُرور الوقت.

## أُمورٌ خِلافيَّة
اختلف الرُواة والمُؤرخون حول ما حصل بعد معركة أجنادين، ويُعلل الطبري ذلك بقُرب مُدَّة حُصول الأحداث من بعضها. وما زال هذا الاختلاف في سير معارك فُتوح الشَّام أحد المشاكل التي لم يجرِ التوصل لِحلٍّ لها في تاريخ صدر الإسلام. فيروي الأزدي أنَّ خالدًا سار بالمُسلمين بعد أجنادين إلى دمشق، وذكر المدائني وسيف أنَّهُ بعد أجنادين كانت اليرموك ثُمَّ دمشق وفحل معًا، في حين تذكر روايات كثيرة أُخرى أنَّه بعد أجنادين كانت فحل بالأُردُن. كما أنَّ البلاذري، الذي أرَّخ لِفتح السَّاحل الشَّامي، لم يُبيِّن أي مدينة فُتحت قبل الأُخرى، إذ يذكُرها دون مُراعاة لِترتيب مواقعها الجُغرافيَّة ، فيذكر صيدا أولًا وهي في الجنوب، ثُمَّ عِرقة وتقع في أقصى الشمال، ويذكر بعدها جُبيل وبيروت وهُما في الوسط. ويُرجِّح البعض أنَّ البلاذري لم يذكر المُدن المفتوحة على هذا النسق اعتباطًا، إذ يُحتمل أن تكون القُوَّة الإسلاميَّة التي انطلقت من دمشق، انقسمت إلى فرقتين، توجهت إحداهما جنوبًا إلى صيدا بِقيادة يزيد، وتوجَّهت الأُخرى إلى عِرقة في الشمال بِقيادة مُعاوية. ومن الأُمور الجدليَّة الأُخرى هي ما نصَّت عليه بعض روايات المُؤرخين، نقلًا عن الطبري، من أنَّ أهل بيت المقدس اشترطوا على عُمر ألَّا يسكن معهم في المدينة أحدٌ من اليهود، فأجابهم إلى ذلك. غير أنَّ تلك الرواية لم تؤيَّد بِرواياتٍ أُخرى مُعاصرةٍ لها، ويُفيدُ عددٌ من الباحثين المُعاصرين أنَّها تبدو مُنافيةً للواقع، إذ لم يُؤثر عن عُمر بن الخطَّاب أنَّهُ أخرج اليهود من بيت المقدس أو منعهم من السكن فيها، وأنَّ الإشارة الواضحة إلى إقصاء اليهود عنها في الاتفاق تدُلُّ على أنَّ النصارى أرادوا أن تظلَّ بيتُ المقدس مدينةً مسيحيَّة. وتذكر مُعظم المصادر أنَّ أهالي بيت المقدس، والمفهوم أنَّهم مسيحيّون لِعدم وُجود حُضور يهودي فاعل آنذاك في بيت المقدس، قد عقدوا اتفاقًا مع المُسلمين. ويذكر اليعقوبي في هذا الصدد أنَّ القوم اختلفوا في صُلح بيت المقدس، فقالوا صالح المُسلمون اليهود، وقالوا صالحوا النصارى، وأنَّ المُجمع عليه النصارى.

### باللُغة العربيَّة
1. 1 2 3  طقّوش، مُحمَّد سُهيل (1424هــ - 2002م). تاريخ الخُلفاء الرَّاشدين: الفُتوحات والإنجازات السياسيَّة (ط. الأولى). بيروت - لُبنان: دار النفائس. ص. 169. ISBN:9953181012. {{استشهاد بكتاب}}: تحقق من التاريخ في: |سنة= (مساعدة)
2. ↑  النيسابوري، أبو الحُسين مُسلم بن الحجَّاج بن مُسلم (1334هـ). صحيح مُسلم. أحمد بن رفعت بن عثمان حلمي القرەحصاري، مُحمَّد عزَّت بن عُثمان الزعفران بوليوي، أبو نعمة الله مُحمَّد شُكري بن حسن الأنقروي. إسطنبول: دار الطباعة العامرة. ج. 8. ص. 178. مؤرشف من الأصل في 5 ديسمبر 2022. {{استشهاد بكتاب}}: تحقق من التاريخ في: |سنة= و|تاريخ أرشيف= (مساعدة)
3. ↑  الحربي، أبو إسحٰق إبراهيم بن إسحٰق (1405هـ). غريب الحديث. د. سليمان إبراهيم مُحمَّد العايد (ط. الأولى). مكَّة: جامعة أم القُرى. ج. 3. ص. 967. مؤرشف من الأصل في 5 ديسمبر 2022. {{استشهاد بكتاب}}: تحقق من التاريخ في: |سنة= و|تاريخ أرشيف= (مساعدة)
4. ↑  يُوسُف، مُحمَّد حسن (30 صفر 1426هـ). "تكفُّل الملك العلَّام بحفظ بيضة الإسلام". شبكة صيد الفوائد. مؤرشف من الأصل في 15 فبراير 2018. {{استشهاد ويب}}: تحقق من التاريخ في: |تاريخ= و|تاريخ أرشيف= (مساعدة)
5. ↑  ابن عبد السلام، مُحمَّد (23 فبراير 2013). "صدق نبوءات النبي صلى الله عليه وسلم". شبكة الألوكة. مؤرشف من الأصل في 16 أغسطس 2017. {{استشهاد ويب}}: تحقق من التاريخ في: |تاريخ= و|تاريخ أرشيف= (مساعدة)
6. 1 2 3  ديك، الأرشمندريت أغناطيوس. "القبائل العربيَّة المسيحيَّة في بلاد الشَّام في عهد صدر الإسلام". كنيسة القديسة تيريزيا بحلب. مؤرشف من الأصل في 6 مارس 2016. {{استشهاد ويب}}: تحقق من التاريخ في: |تاريخ أرشيف= (مساعدة)
7. ↑  المسعودي، أبو الحسن عليّ بن الحُسين بن عليّ؛ تحقيق: أسعد داغر (1965). مُرُوجُ الذهب ومعادنُ الجوهر، الجُزء الأوَّل (ط. الأولى). بيروت - لُبنان: دار الأندلس. ص. 421. {{استشهاد بكتاب}}: تحقق من التاريخ في: |سنة= (مساعدة)
8. ↑  ابن الأثير الجزري، عزُّ الدين أبي الحسن عليّ بن أبي الكرم الشيباني؛ تحقيق: أبو الفداء عبدُ الله القاضي (1407هـ - 1987م). الكامل في التاريخ، الجُزء الثاني (ط. الأولى). بيروت - لُبنان: دار الكُتب العلميَّة. ص. 303. {{استشهاد بكتاب}}: تحقق من التاريخ في: |سنة= (مساعدة)
9. ↑  طقّوش، مُحمَّد سُهيل (1430هـ - 2009م). تاريخ العرب قبل الإسلام (ط. الأولى). بيروت - لُبنان: دار النفائس. ص. 414. ISBN:9789953184654. {{استشهاد بكتاب}}: تحقق من التاريخ في: |سنة= (مساعدة)
10. ↑  سحاب، ڤكتور (1986). العرب وتاريخ المسألة المسيحيَّة (ط. الأولى). القاهرة - مصر: مكتبة بُستان المعرفة للطباعة والنشر والتوزيع. ص. 102. {{استشهاد بكتاب}}: تحقق من التاريخ في: |سنة= (مساعدة)
11. ↑  طقّوش، مُحمَّد سُهيل (1430هـ - 2009م). تاريخ العرب قبل الإسلام (ط. الأولى). بيروت - لُبنان: دار النفائس. ص. 308. ISBN:9789953184654. {{استشهاد بكتاب}}: تحقق من التاريخ في: |سنة= (مساعدة)
12. ↑  ابنُ سعيدٍ الأندلُسيّ، نورُ الدين أبو الحسن عليّ بن موسى العنسيّ؛ تحقيق الدكتور نصرت عبد الرحمٰن (1982م). نشوة الطرب في تاريخ جاهليَّة العرب (ط. الأولى). عمَّان - الأردن: مكتبة الأقصى. ص. 149. {{استشهاد بكتاب}}: تحقق من التاريخ في: |سنة= (مساعدة)
13. ↑  طقّوش، مُحمَّد سُهيل (1430هـ - 2009م). تاريخ العرب قبل الإسلام (ط. الأولى). بيروت - لُبنان: دار النفائس. ص. 314. ISBN:9789953184654. {{استشهاد بكتاب}}: تحقق من التاريخ في: |سنة= (مساعدة)
14. ↑  اليعقوبي، أبو العبَّاس أحمد بن إسحٰق بن جعفر بن وهب بن واضح؛ تحقيق: عبدُ الأمير مُهنَّا (1993م). تاريخ اليعقوبي، الجزء الأوَّل (ط. الأولى). بيروت - لُبنان: مؤسسة الأعلمي للمطبوعات. ص. 51. {{استشهاد بكتاب}}: تحقق من التاريخ في: |سنة= (مساعدة)
15. ↑  ابن هشام، أبو مُحمَّد عبدُ الملك الحِميري المعافري؛ تحقيق مُصطفى السقَّا وإبراهيم الأبياري وعبد الحفيظ الشلبي (1375هـ - 1955م). السيرة النبويَّة لابن هشام، الجزء الأوَّل (ط. الثانية). القاهرة - مصر: شركة مكتبة ومطبعة مُصطفى البابي الحلبي وأولاده. ص. 51. {{استشهاد بكتاب}}: تحقق من التاريخ في: |سنة= (مساعدة)
16. 1 2  سحاب، ڤكتور (1986). العرب وتاريخ المسألة المسيحيَّة (ط. الأولى). القاهرة - مصر: مكتبة بُستان المعرفة للطباعة والنشر والتوزيع. ص. 104. {{استشهاد بكتاب}}: تحقق من التاريخ في: |سنة= (مساعدة)
17. ↑  طقّوش، مُحمَّد سُهيل (1430هـ - 2009م). تاريخ العرب قبل الإسلام (ط. الأولى). بيروت - لُبنان: دار النفائس. ص. 416. ISBN:9789953184654. {{استشهاد بكتاب}}: تحقق من التاريخ في: |سنة= (مساعدة)
18. 1 2  نولدكه، ثيودور؛ تعريب: بندلي جوزي وقُسطنطين زُريق (1933). أُمراء غسَّان (ط. الأولى). بيروت - لُبنان: المطبعة الكاثوليكيَّة. ص. 22 - 23. {{استشهاد بكتاب}}: تحقق من التاريخ في: |سنة= (مساعدة)
19. 1 2 3  نولدكه، ثيودور؛ تعريب: بندلي جوزي وقُسطنطين زُريق (1933). أُمراء غسَّان (ط. الأولى). بيروت - لُبنان: المطبعة الكاثوليكيَّة. ص. 25 - 27. {{استشهاد بكتاب}}: تحقق من التاريخ في: |سنة= (مساعدة)
20. ↑  نولدكه، ثيودور؛ تعريب: بندلي جوزي وقُسطنطين زُريق (1933). أُمراء غسَّان (ط. الأولى). بيروت - لُبنان: المطبعة الكاثوليكيَّة. ص. 30. {{استشهاد بكتاب}}: تحقق من التاريخ في: |سنة= (مساعدة)
21. ↑  الأصفهاني، أبو عبدُ الله حمزة بن الحسن (1961). تاريخ سني مُلوك الأرض والأنبياء عليهم الصلاة والسلام. بيروت - لُبنان: دار مكتبة الحياة. ص. 91. {{استشهاد بكتاب}}: تحقق من التاريخ في: |سنة= (مساعدة)
22. ↑  طقّوش، مُحمَّد سُهيل (1430هـ - 2009م). تاريخ العرب قبل الإسلام (ط. الأولى). بيروت - لُبنان: دار النفائس. ص. 420. ISBN:9789953184654. {{استشهاد بكتاب}}: تحقق من التاريخ في: |سنة= (مساعدة)
23. ↑  البُخاري، أبو عبد الله مُحمَّد بن إسماعيل (1414هـ - 1993م). صحيح البُخاري. مصطفى ديب البغا (ط. الخامسة). دمشق: دار ابن كثير ودار اليمامة. ج. 1. ص. 7. مؤرشف من الأصل في 5 ديسمبر 2022. اطلع عليه بتاريخ 5 ديسمبر 2022. {{استشهاد بكتاب}}: تحقق من التاريخ في: |سنة= (مساعدة)صيانة الاستشهاد: BOT: original URL status unknown (link)
24. ↑  ابن قيم الجوزية، أبو عبد الله مُحمَّد بن أبي بكر بن أيُّوب (1440هـ - 2019م). هداية الحيارى في أجوبة اليهود والنصارى. عُثمان جمعة ضميرية (ط. الرابعة). الرياض وبيروت: دار عطاءات العلم ودار ابن حزم. ص. 80. مؤرشف من الأصل في 5 ديسمبر 2022. {{استشهاد بكتاب}}: تحقق من التاريخ في: |سنة= و|تاريخ أرشيف= (مساعدة)
25. 1 2 3  طقّوش، مُحمَّد سُهيل (1424هــ - 2002م). تاريخ الخُلفاء الرَّاشدين: الفُتوحات والإنجازات السياسيَّة (ط. الأولى). بيروت - لُبنان: دار النفائس. ص. 109 - 110. ISBN:9953181012. {{استشهاد بكتاب}}: تحقق من التاريخ في: |سنة= (مساعدة)
26. ↑  طقّوش، مُحمَّد سُهيل (1424هــ - 2002م). تاريخ الخُلفاء الرَّاشدين: الفُتوحات والإنجازات السياسيَّة (ط. الأولى). بيروت - لُبنان: دار النفائس. ص. 115. ISBN:9953181012. {{استشهاد بكتاب}}: تحقق من التاريخ في: |سنة= (مساعدة)
27. ↑  العريني، السيِّد الباز (1989). الدَّولة البيزنطيَّة 323 - 1081هـ (ط. الأولى). بيروت - لُبنان: دار النهضة العربيَّة. ص. 120. {{استشهاد بكتاب}}: تحقق من التاريخ في: |سنة= (مساعدة)
28. ↑  طقّوش، مُحمَّد سُهيل (1424هــ - 2002م). تاريخ الخُلفاء الرَّاشدين: الفُتوحات والإنجازات السياسيَّة (ط. الأولى). بيروت - لُبنان: دار النفائس. ص. 123. ISBN:9953181012. {{استشهاد بكتاب}}: تحقق من التاريخ في: |سنة= (مساعدة)
29. 1 2  العريني، السيِّد الباز (1989). الدَّولة البيزنطيَّة 323 - 1081هـ (ط. الأولى). بيروت - لُبنان: دار النهضة العربيَّة. ص. 123. {{استشهاد بكتاب}}: تحقق من التاريخ في: |سنة= (مساعدة)
30. 1 2 3  الدوري، عبدُ العزيز (2009). أوراق في التاريخ والحضارة - أوراق في التاريخ الاقتصادي والاجتماعي (ط. الثانية). بيروت - لُبنان: مركز دراسات الوحدة العربيَّة. ص. 457 - 459.
31. 1 2  الأزدي، أبو مُخنَّف لوط بن يحيى (1970). فُتوح الشَّام. القاهرة - مصر: مُؤسَّسة سجل العرب. ص. 155.
32. ↑  البلاذريّ، أحمد بن يحيى بن جابر بن داود (1988م). فُتوح البُلدان. بيروت - لُبنان: دار ومكتبة الهلال. ص. 143. {{استشهاد بكتاب}}: تحقق من التاريخ في: |سنة= (مساعدة)
33. 1 2 3 4 5  ربَّاط، إدمون (1989). "المسيحيون في الشرق قبل الإسلام". الحوار ع. 3. مؤرشف من الأصل في 5 ديسمبر 2022. {{استشهاد بدورية محكمة}}: تحقق من التاريخ في: |سنة= و|تاريخ أرشيف= (مساعدة)
34. ↑  طقّوش، مُحمَّد سُهيل (1424هــ - 2002م). تاريخ الخُلفاء الرَّاشدين: الفُتوحات والإنجازات السياسيَّة (ط. الأولى). بيروت - لُبنان: دار النفائس. ص. 110 - 111. ISBN:9953181012. {{استشهاد بكتاب}}: تحقق من التاريخ في: |سنة= (مساعدة)
35. 1 2 3 4 5  مونتگومري، برنارد لاو; ترجمة وتحقيق فتحي عبدُ الله النمر (1998). الحرب عبر التاريخ (بالإنكليزية) (الأولى ed.). القاهرة - مصر: مكتبة الأنجلو المصريَّة. p. 194 - 202. {{استشهاد بكتاب}}: تحقق من التاريخ في: |سنة= (help)صيانة الاستشهاد: لغة غير مدعومة (link)
36. ↑  سُويد، ياسين (1989). معارك خالد بن الوليد (ط. الرَّابعة). بيروت - لُبنان: المُؤسسة العربيَّة للدراسات والنشر. ص. 80. {{استشهاد بكتاب}}: تحقق من التاريخ في: |سنة= (مساعدة)
37. ↑  طقّوش، مُحمَّد سُهيل (1424هــ - 2002م). تاريخ الخُلفاء الرَّاشدين: الفُتوحات والإنجازات السياسيَّة (ط. الأولى). بيروت - لُبنان: دار النفائس. ص. 111. ISBN:9953181012. {{استشهاد بكتاب}}: تحقق من التاريخ في: |سنة= (مساعدة)
38. ↑  طقّوش، مُحمَّد سُهيل (1424هــ - 2002م). تاريخ الخُلفاء الرَّاشدين: الفُتوحات والإنجازات السياسيَّة (ط. الأولى). بيروت - لُبنان: دار النفائس. ص. 114 - 115. ISBN:9953181012. {{استشهاد بكتاب}}: تحقق من التاريخ في: |سنة= (مساعدة)
39. ↑  الطبري، أبو جعفر مُحمَّد بن جُرير؛ تحقيق مُحمَّد أبو الفضل إبراهيم (1387هـ - 1967م). تاريخ الرُسل والمُلوك، الجُزء الثاني (ط. الثانية). القاهرة - مصر: دار المعارف. ص. 564. {{استشهاد بكتاب}}: تحقق من التاريخ في: |سنة= (مساعدة)
40. ↑  الواقدي، الإمام أبو عبد الله مُحمَّد بن عُمر بن واقد السهميّ الأسلمي بالولاء المدنيّ؛ تحقيق: مارسدن جونس (1409هـ - 1989م). كتابُ المغازي، الجُزء الأوَّل (ط. الثالثة). بيروت - لُبنان: دار الأعلمي. ص. 403. {{استشهاد بكتاب}}: تحقق من التاريخ في: |سنة= (مساعدة)
41. ↑  موقع الإسلام الدعوي والإرشادي: غزوة دومة الجُندل نسخة محفوظة 04 مارس 2016 على موقع واي باك مشين.
42. ↑  ابن سعد، أبو عبدُ الله مُحمَّد بن سعد بن منيع البصري الزهراويّ؛ تحقيق إحسان عبَّاس (1968). كتابُ الطبقات الكبير، الجُزء الثاني (ط. الأولى). بيروت - لُبنان: دار صادر. ص. 89. {{استشهاد بكتاب}}: تحقق من التاريخ في: |سنة= (مساعدة)
43. ↑  ابن سعد، أبو عبدُ الله مُحمَّد بن سعد بن منيع البصري الزهراويّ؛ تحقيق إحسان عبَّاس (1968). كتابُ الطبقات الكبير، الجُزء الثاني (ط. الأولى). بيروت - لُبنان: دار صادر. ص. 64 - 65. {{استشهاد بكتاب}}: تحقق من التاريخ في: |سنة= (مساعدة)
44. ↑  ابن سعد، أبو عبدُ الله مُحمَّد بن سعد بن منيع البصري الزهراويّ؛ تحقيق إحسان عبَّاس (1968). كتابُ الطبقات الكبير، الجُزء الثاني (ط. الأولى). بيروت - لُبنان: دار صادر. ص. 90 - 91. {{استشهاد بكتاب}}: تحقق من التاريخ في: |سنة= (مساعدة)
45. ↑  بيضون، إبراهيم (1979). ملامح التيَّارات السياسيَّة في القرن الأوَّل الهجري (ط. الأولى). بيروت - لُبنان: دار النهضة العربيَّة. ص. 87 - 88. {{استشهاد بكتاب}}: تحقق من التاريخ في: |سنة= (مساعدة)
46. ↑  بيضون، إبراهيم؛ المؤتمر الدولي الرَّابع لِتاريخ بلاد الشَّام، الندوة الثانية، بلاد الشَّام في صدر الإسلام (24-30/ جمادي الآخر 1405هـ - 16/22/ آذار 1985) / لجنة تاريخ بلاد الشَّام (1405هـ - 1985م). حملة مؤتة مًقارنةً بالمشروع السياسي الأوَّل للدولة الإسلامية في بلاد الشَّام. عمَّان - الأردن: الجامعة الأُردُنيَّة. ص. 62 - 63. {{استشهاد بكتاب}}: تحقق من التاريخ في: |سنة= (مساعدة)صيانة الاستشهاد: أسماء عددية: قائمة المؤلفين (link)
47. ↑  ابن كثير، أبو الفداء إسماعيل بن عُمر القُرشي البصري الدمشقي؛ تحقيق عبدُ الله بن عبد المُحسن التُركي (1418هـ - 1997م). البداية والنهاية، الجزء الرَّابع (ط. الأولى). القاهرة - مصر: دار هجر للطباعة والنشر والتوزيع والإعلان. ص. 265. {{استشهاد بكتاب}}: تحقق من التاريخ في: |سنة= (مساعدة)
48. ↑  ابن هشام، أبو مُحمَّد عبدُ الملك الحِميري المعافري؛ تحقيق مُصطفى السقَّا وإبراهيم الأبياري وعبد الحفيظ الشَّلبي (1375هـ - 1955م). سيرة ابن هشام، الجُزء الرَّابع (ط. الثانية). القاهرة - مصر: شركة مكتبة ومطبعة مُصطفى البابي الحلبي وأولاده بِمصر. ص. 70. {{استشهاد بكتاب}}: تحقق من التاريخ في: |سنة= (مساعدة)
49. ↑  الواقدي، الإمام أبو عبد الله مُحمَّد بن عُمر بن واقد السهميّ الأسلمي بالولاء المدنيّ؛ تحقيق: مارسدن جونس (1409هـ - 1989م). كتابُ المغازي، الجُزء الثاني (ط. الثالثة). بيروت - لُبنان: دار الأعلمي. ص. 760. {{استشهاد بكتاب}}: تحقق من التاريخ في: |سنة= (مساعدة)
50. ↑  ابن كثير الدمشقي، أبو الفداء إسماعيل بن عُمر (1418هـ - 1997م). البداية والنهاية. عبد الله بن عبد المحسن التركي (ط. الأولى). الجيزة: دار هجر للطباعة والنشر والتوزيع والإعلان. ج. 6. ص. 431. مؤرشف من الأصل في 5 ديسمبر 2022. {{استشهاد بكتاب}}: تحقق من التاريخ في: |سنة= و|تاريخ أرشيف= (مساعدة)
51. ↑  الألباني، أبو عبد الرحمٰن مُحمَّد بن نوح بن نجاتي. دفاع عن الحديث النبوي والسيرة (PDF). دمشق: منشورات مؤسسة ومكتبة الخافقين. ص. 31. مؤرشف من الأصل (PDF) في 2024-06-12.
52. ↑  ابن هشام، أبو مُحمَّد عبدُ الملك الحِميري المعافري؛ تحقيق مُصطفى السقَّا وإبراهيم الأبياري وعبد الحفيظ الشَّلبي (1375هـ - 1955م). سيرة ابن هشام، الجُزء الرَّابع (ط. الثانية). القاهرة - مصر: شركة مكتبة ومطبعة مُصطفى البابي الحلبي وأولاده بِمصر. ص. 239. {{استشهاد بكتاب}}: تحقق من التاريخ في: |سنة= (مساعدة)
53. ↑  ابن هشام، أبو مُحمَّد عبدُ الملك الحِميري المعافري؛ تحقيق مُصطفى السقَّا وإبراهيم الأبياري وعبد الحفيظ الشَّلبي (1375هـ - 1955م). سيرة ابن هشام، الجُزء الرَّابع (ط. الثانية). القاهرة - مصر: شركة مكتبة ومطبعة مُصطفى البابي الحلبي وأولاده بِمصر. ص. 173 - 177. {{استشهاد بكتاب}}: تحقق من التاريخ في: |سنة= (مساعدة)
54. ↑  ابن سعد، أبو عبدُ الله مُحمَّد بن سعد بن منيع البصري الزهراويّ؛ تحقيق إحسان عبَّاس (1968). كتابُ الطبقات الكبير، الجُزء الثاني (ط. الأولى). بيروت - لُبنان: دار صادر. ص. 189. {{استشهاد بكتاب}}: تحقق من التاريخ في: |سنة= (مساعدة)
55. ↑  الطبري، أبو جعفر محمد بن جُرير (1960). تاريخ الرُسل والمُلوك، جـ 3. القاهرة-مصر: دار المعارف، تحقيق محمد أبو الفضل إبراهيم. ص. 212. {{استشهاد بكتاب}}: تحقق من التاريخ في: |سنة= (مساعدة)
56. ↑  كمال، أحمد عادل (1986م). الطريق إلى المدائن (ط. السَّادسة). بيروت - لُبنان: دار النفائس. ص. 181 - 185. {{استشهاد بكتاب}}: تحقق من التاريخ في: |سنة= (مساعدة)
57. ↑  ابن عساكر، أبو القاسم عليّ بن الحسن بن هبة الله؛ تحقيق عمرو بن غرامة العمروي (1415هـ - 1995م). تاريخ مدينة دمشق، الجُزء الثاني. بيروت - لُبنان: دار الفكر للطباعة والنشر والتوزيع. ص. 61 - 62. {{استشهاد بكتاب}}: تحقق من التاريخ في: |سنة= (مساعدة)
58. ↑  بيضون، إبراهيم (1979). ملامح التيَّارات السياسيَّة في القرن الأوَّل الهجري (ط. الأولى). بيروت - لُبنان: دار النهضة العربيَّة. ص. 59 - 60. {{استشهاد بكتاب}}: تحقق من التاريخ في: |سنة= (مساعدة)
59. ↑  البلاذريّ، أحمد بن يحيى بن جابر بن داود (1988م). فُتوح البُلدان، الجزء الأوَّل. بيروت - لُبنان: دار ومكتبة الهلال. ص. 115. {{استشهاد بكتاب}}: تحقق من التاريخ في: |سنة= (مساعدة)
60. ↑  طقّوش، مُحمَّد سُهيل (1424هــ - 2002م). تاريخ الخُلفاء الرَّاشدين: الفُتوحات والإنجازات السياسيَّة (ط. الأولى). بيروت - لُبنان: دار النفائس. ص. 148. ISBN:9953181012. {{استشهاد بكتاب}}: تحقق من التاريخ في: |سنة= (مساعدة)
61. ↑  الطبري، أبو جعفر مُحمَّد بن جُرير؛ تحقيق مُحمَّد أبو الفضل إبراهيم (1387هـ - 1967م). تاريخ الرُسل والمُلوك، الجُزء الثاني (ط. الثانية). القاهرة - مصر: دار المعارف. ص. 387. {{استشهاد بكتاب}}: تحقق من التاريخ في: |سنة= (مساعدة)
62. ↑  كمال، أحمد عادل (1990). الطريق إلى دمشق (ط. الخامسة). بيروت - لُبنان: دار النفائس. ص. 176. {{استشهاد بكتاب}}: تحقق من التاريخ في: |سنة= (مساعدة)
63. 1 2  كمال، أحمد عادل (1990). الطريق إلى دمشق (ط. الخامسة). بيروت - لُبنان: دار النفائس. ص. 185 - 186. {{استشهاد بكتاب}}: تحقق من التاريخ في: |سنة= (مساعدة)
64. ↑  كمال، أحمد عادل (1990). الطريق إلى دمشق (ط. الخامسة). بيروت - لُبنان: دار النفائس. ص. 221. {{استشهاد بكتاب}}: تحقق من التاريخ في: |سنة= (مساعدة)
65. ↑  طقّوش، مُحمَّد سُهيل (1424هــ - 2002م). تاريخ الخُلفاء الرَّاشدين: الفُتوحات والإنجازات السياسيَّة (ط. الأولى). بيروت - لُبنان: دار النفائس. ص. 150. ISBN:9953181012. {{استشهاد بكتاب}}: تحقق من التاريخ في: |سنة= (مساعدة)
66. ↑  ابن أعثم، أبو مُحمَّد أحمد بن مُحمَّد بن عليّ بن أعثم الكوفيّ؛ تحقيق علي شيري (1411هـ - 1991م). كتاب الفُتوح، الجُزء الأوَّل (ط. الأولى). بيروت - لُبنان: دار الأضواء للطباعة والنشر والتوزيع. ص. 84. {{استشهاد بكتاب}}: تحقق من التاريخ في: |سنة= (مساعدة)
67. ↑  طقّوش، مُحمَّد سُهيل (1424هــ - 2002م). تاريخ الخُلفاء الرَّاشدين: الفُتوحات والإنجازات السياسيَّة (ط. الأولى). بيروت - لُبنان: دار النفائس. ص. 155. ISBN:9953181012. {{استشهاد بكتاب}}: تحقق من التاريخ في: |سنة= (مساعدة)
68. ↑  البلاذريّ، أحمد بن يحيى بن جابر بن داود (1988م). فُتوح البُلدان. بيروت - لُبنان: دار ومكتبة الهلال. ص. 117. {{استشهاد بكتاب}}: تحقق من التاريخ في: |سنة= (مساعدة)
69. ↑  الطبري، أبو جعفر محمد بن جُرير (1960). تاريخ الرُسل والمُلوك، جـ 3. القاهرة-مصر: دار المعارف، تحقيق محمد أبو الفضل إبراهيم. ص. 406. {{استشهاد بكتاب}}: تحقق من التاريخ في: |سنة= (مساعدة)
70. ↑  طقّوش، مُحمَّد سُهيل (1424هــ - 2002م). تاريخ الخُلفاء الرَّاشدين: الفُتوحات والإنجازات السياسيَّة (ط. الأولى). بيروت - لُبنان: دار النفائس. ص. 157. ISBN:9953181012. {{استشهاد بكتاب}}: تحقق من التاريخ في: |سنة= (مساعدة)
71. ↑  الطبري، أبو جعفر محمد بن جُرير (1960). تاريخ الرُسل والمُلوك، جـ 3. القاهرة-مصر: دار المعارف، تحقيق محمد أبو الفضل إبراهيم. ص. 388 - 391. {{استشهاد بكتاب}}: تحقق من التاريخ في: |سنة= (مساعدة)
72. ↑  ابن عساكر، أبو القاسم عليّ بن الحسن بن هبة الله؛ تحقيق عمرو بن غرامة العمروي (1415هـ - 1995م). تاريخ مدينة دمشق، الجُزء الثاني. بيروت - لُبنان: دار الفكر للطباعة والنشر والتوزيع. ص. 104. {{استشهاد بكتاب}}: تحقق من التاريخ في: |سنة= (مساعدة)
73. 1 2 3 4  سُويد، ياسين (1989). معارك خالد بن الوليد (ط. الرَّابعة). بيروت - لُبنان: المُؤسسة العربيَّة للدراسات والنشر. ص. 261 - 262. {{استشهاد بكتاب}}: تحقق من التاريخ في: |سنة= (مساعدة)
74. ↑  الطبري، أبو جعفر محمد بن جُرير (1960). تاريخ الرُسل والمُلوك، جـ 3. القاهرة-مصر: دار المعارف، تحقيق محمد أبو الفضل إبراهيم. ص. 392. {{استشهاد بكتاب}}: تحقق من التاريخ في: |سنة= (مساعدة)
75. ↑  الواقدي، الإمام أبو عبد الله مُحمَّد بن عُمر بن واقد السهميّ الأسلمي بالولاء المدنيّ؛ تحقيق: مارسدن جونس (1409هـ - 1989م). كتابُ المغازي، الجُزء الأوَّل (ط. الثالثة). بيروت - لُبنان: دار الأعلمي. ص. 24. {{استشهاد بكتاب}}: تحقق من التاريخ في: |سنة= (مساعدة)
76. ↑  كلير، كلاوس؛ ترجمة وتحقيق مُحمَّد جديد (2001). خالد وعُمر: بحثٌ نقديٌّ في مصادر التأريخ الإسلاميّ المُبكر (ط. الأولى). بيروت - لُبنان: قدمس للنشر والتوزيع. ص. 231. {{استشهاد بكتاب}}: تحقق من التاريخ في: |سنة= (مساعدة)
77. ↑  الطبري، أبو جعفر محمد بن جُرير (1960). تاريخ الرُسل والمُلوك، جـ 3. القاهرة-مصر: دار المعارف، تحقيق محمد أبو الفضل إبراهيم. ص. 394. {{استشهاد بكتاب}}: تحقق من التاريخ في: |سنة= (مساعدة)
78. ↑  الأزدي، أبو مُخنَّف لوط بن يحيى (1970). فُتوح الشَّام. القاهرة - مصر: مُؤسَّسة سجل العرب. ص. 71.
79. ↑  اليعقوبي، أبو العبَّاس أحمد بن إسحٰق بن جعفر بن وهب بن واضح؛ تحقيق: عبدُ الأمير مُهنَّا (1993م). تاريخ اليعقوبي، الجزء الثاني (ط. الأولى). بيروت - لُبنان: مؤسسة الأعلمي للمطبوعات. ص. 134. {{استشهاد بكتاب}}: تحقق من التاريخ في: |سنة= (مساعدة)
80. ↑  ابن الأثير الجزري، عزُّ الدين أبي الحسن عليّ بن أبي الكرم مُحمَّد بن مُحمَّد بن عبدُ الكريم بن عبد الواحد الشيباني؛ تحقيق أبو الفداء عبدُ الله القاضي (1407هـ - 1987م). الكامل في التاريخ، الجزء الثاني (ط. الأولى). بيروت - لُبنان: دار الكُتب العلميَّة. ص. 409. {{استشهاد بكتاب}}: تحقق من التاريخ في: |سنة= (مساعدة)
81. ↑  طقّوش، مُحمَّد سُهيل (1424هــ - 2002م). تاريخ الخُلفاء الرَّاشدين: الفُتوحات والإنجازات السياسيَّة (ط. الأولى). بيروت - لُبنان: دار النفائس. ص. 162. ISBN:9953181012. {{استشهاد بكتاب}}: تحقق من التاريخ في: |سنة= (مساعدة)
82. ↑  البلاذريّ، أحمد بن يحيى بن جابر بن داود (1988م). فُتوح البُلدان. بيروت - لُبنان: دار ومكتبة الهلال. ص. 119. {{استشهاد بكتاب}}: تحقق من التاريخ في: |سنة= (مساعدة)
83. 1 2  الأزدي، أبو مُخنَّف لوط بن يحيى (1970). فُتوح الشَّام. القاهرة - مصر: مُؤسَّسة سجل العرب. ص. 77.
84. 1 2  الطبري، أبو جعفر محمد بن جُرير (1960). تاريخ الرُسل والمُلوك، جـ 3. القاهرة-مصر: دار المعارف، تحقيق محمد أبو الفضل إبراهيم. ص. 417. {{استشهاد بكتاب}}: تحقق من التاريخ في: |سنة= (مساعدة)
85. ↑  الطبري، أبو جعفر محمد بن جُرير (1960). تاريخ الرُسل والمُلوك، جـ 3. القاهرة-مصر: دار المعارف، تحقيق محمد أبو الفضل إبراهيم. ص. 410 - 411. {{استشهاد بكتاب}}: تحقق من التاريخ في: |سنة= (مساعدة)
86. ↑  سُويد، ياسين (1989). معارك خالد بن الوليد (ط. الرَّابعة). بيروت - لُبنان: المُؤسسة العربيَّة للدراسات والنشر. ص. 271 - 272. {{استشهاد بكتاب}}: تحقق من التاريخ في: |سنة= (مساعدة)
87. ↑  البلاذريّ، أحمد بن يحيى بن جابر بن داود (1988م). فُتوح البُلدان. بيروت - لُبنان: دار ومكتبة الهلال. ص. 120. {{استشهاد بكتاب}}: تحقق من التاريخ في: |سنة= (مساعدة)
88. ↑  ابن عساكر، أبو القاسم عليّ بن الحسن بن هبة الله؛ تحقيق عمرو بن غرامة العمروي (1415هـ - 1995م). تاريخ مدينة دمشق، الجُزء الثاني. بيروت - لُبنان: دار الفكر للطباعة والنشر والتوزيع. ص. 98 - 99. {{استشهاد بكتاب}}: تحقق من التاريخ في: |سنة= (مساعدة)
89. ↑  الأزدي، أبو مُخنَّف لوط بن يحيى (1970). فُتوح الشَّام. القاهرة - مصر: مُؤسَّسة سجل العرب. ص. 94 - 97.
90. ↑  البلاذريّ، أحمد بن يحيى بن جابر بن داود (1988م). فُتوح البُلدان. بيروت - لُبنان: دار ومكتبة الهلال. ص. 125. {{استشهاد بكتاب}}: تحقق من التاريخ في: |سنة= (مساعدة)
91. ↑  ابن خيَّاط، أبو عمرو خليفة بن خيَّاط بن خليفة الشيباني العصفري البصري؛ تحقيق: د. أكرم ضياء العُمري (1397هـ). تاريخ خليفة بن خياط (ط. الثانية). دمشق - سوريا: دار القلم. ص. 65. {{استشهاد بكتاب}}: تحقق من التاريخ في: |سنة= (مساعدة)
92. ↑  الطبري، أبو جعفر محمد بن جُرير (1960). تاريخ الرُسل والمُلوك، جـ 3. القاهرة-مصر: دار المعارف، تحقيق محمد أبو الفضل إبراهيم. ص. 436 - 437. {{استشهاد بكتاب}}: تحقق من التاريخ في: |سنة= (مساعدة)
93. 1 2  ابن كثير، أبو الفداء إسماعيل بن عُمر القُرشي البصري الدمشقي؛ تحقيق عبدُ الله بن عبد المُحسن التُركي (1418هـ - 1997م). البداية والنهاية، الجزء السَّابع (ط. الأولى). القاهرة - مصر: دار هجر للطباعة والنشر والتوزيع والإعلان. ص. 114 - 115. {{استشهاد بكتاب}}: تحقق من التاريخ في: |سنة= (مساعدة)
94. ↑  ابن عساكر، أبو القاسم عليّ بن الحسن بن هبة الله؛ تحقيق عمرو بن غرامة العمروي (1415هـ - 1995م). تاريخ مدينة دمشق، الجُزء السَّادس عشر. بيروت - لُبنان: دار الفكر للطباعة والنشر والتوزيع. ص. 264. {{استشهاد بكتاب}}: تحقق من التاريخ في: |سنة= (مساعدة)
95. ↑  الأزدي، أبو مُخنَّف لوط بن يحيى (1970). فُتوح الشَّام. القاهرة - مصر: مُؤسَّسة سجل العرب. ص. 105.
96. ↑  الطبري، أبو جعفر محمد بن جُرير (1960). تاريخ الرُسل والمُلوك، جـ 3. القاهرة-مصر: دار المعارف، تحقيق محمد أبو الفضل إبراهيم. ص. 434. {{استشهاد بكتاب}}: تحقق من التاريخ في: |سنة= (مساعدة)
97. ↑  ابن الأثير الجزري، عزُّ الدين أبي الحسن عليّ بن أبي الكرم مُحمَّد بن مُحمَّد بن عبدُ الكريم بن عبد الواحد الشيباني؛ تحقيق أبو الفداء عبدُ الله القاضي (1407هـ - 1987م). الكامل في التاريخ، الجزء الثاني (ط. الأولى). بيروت - لُبنان: دار الكُتب العلميَّة. ص. 270. {{استشهاد بكتاب}}: تحقق من التاريخ في: |سنة= (مساعدة)
98. 1 2  كمال، أحمد عادل (1986م). الطريق إلى المدائن (ط. السَّادسة). بيروت - لُبنان: دار النفائس. ص. 318 - 327. {{استشهاد بكتاب}}: تحقق من التاريخ في: |سنة= (مساعدة)
99. 1 2  البلاذريّ، أحمد بن يحيى بن جابر بن داود (1988م). فُتوح البُلدان. بيروت - لُبنان: دار ومكتبة الهلال. ص. 122 - 123. {{استشهاد بكتاب}}: تحقق من التاريخ في: |سنة= (مساعدة)
100. 1 2 3  الطبري، أبو جعفر محمد بن جُرير (1960). تاريخ الرُسل والمُلوك، جـ 3. القاهرة-مصر: دار المعارف، تحقيق محمد أبو الفضل إبراهيم. ص. 598 - 599. {{استشهاد بكتاب}}: تحقق من التاريخ في: |سنة= (مساعدة)
101. 1 2 3  البلاذريّ، أحمد بن يحيى بن جابر بن داود (1988م). فُتوح البُلدان. بيروت - لُبنان: دار ومكتبة الهلال. ص. 127 - 128. {{استشهاد بكتاب}}: تحقق من التاريخ في: |سنة= (مساعدة)
102. 1 2 3  ابن كثير، أبو الفداء إسماعيل بن عُمر القُرشي البصري الدمشقي؛ تحقيق عبدُ الله بن عبد المُحسن التُركي (1418هـ - 1997م). البداية والنهاية، الجزء السَّابع (ط. الأولى). القاهرة - مصر: دار هجر للطباعة والنشر والتوزيع والإعلان. ص. 20 - 21. {{استشهاد بكتاب}}: تحقق من التاريخ في: |سنة= (مساعدة)
103. ↑  الطبري، أبو جعفر محمد بن جُرير (1960). تاريخ الرُسل والمُلوك، جـ 3. القاهرة-مصر: دار المعارف، تحقيق محمد أبو الفضل إبراهيم. ص. 438. {{استشهاد بكتاب}}: تحقق من التاريخ في: |سنة= (مساعدة)
104. 1 2  شبارو، عصام مُحمَّد (1995م). الدولة العربيَّة الإسلاميَّة الأولى (ط. الثالثة). بيروت - لُبنان: دار النهضة العربيَّة. ص. 303. {{استشهاد بكتاب}}: تحقق من التاريخ في: |سنة= (مساعدة)
105. ↑  الطبري، أبو جعفر محمد بن جُرير (1960). تاريخ الرُسل والمُلوك، جـ 3. القاهرة-مصر: دار المعارف، تحقيق محمد أبو الفضل إبراهيم. ص. 440. {{استشهاد بكتاب}}: تحقق من التاريخ في: |سنة= (مساعدة)
106. ↑  البلاذريّ، أحمد بن يحيى بن جابر بن داود (1988م). فُتوح البُلدان. بيروت - لُبنان: دار ومكتبة الهلال. ص. 129. {{استشهاد بكتاب}}: تحقق من التاريخ في: |سنة= (مساعدة)
107. 1 2 3  البلاذريّ، أحمد بن يحيى بن جابر بن داود (1988م). فُتوح البُلدان. بيروت - لُبنان: دار ومكتبة الهلال. ص. 136 - 137. {{استشهاد بكتاب}}: تحقق من التاريخ في: |سنة= (مساعدة)
108. ↑  تدمُري، عُمر عبدُ السلام (1990). لُبنان من الفتح الإسلامي حتى سُقوط الدولة الأُمويَّة: (13-132هـ - ـ634-750م) (ط. الأولى). طرابُلس - لُبنان: جروس پرس. ص. 30.
109. 1 2  الطبري، أبو جعفر محمد بن جُرير (1960). تاريخ الرُسل والمُلوك، جـ 3. القاهرة-مصر: دار المعارف، تحقيق محمد أبو الفضل إبراهيم. ص. 599 - 600. {{استشهاد بكتاب}}: تحقق من التاريخ في: |سنة= (مساعدة)
110. ↑  الأزدي، أبو مُخنَّف لوط بن يحيى (1970). فُتوح الشَّام. القاهرة - مصر: مُؤسَّسة سجل العرب. ص. 146 - 152.
111. ↑  البلاذريّ، أحمد بن يحيى بن جابر بن داود (1988م). فُتوح البُلدان. بيروت - لُبنان: دار ومكتبة الهلال. ص. 137. {{استشهاد بكتاب}}: تحقق من التاريخ في: |سنة= (مساعدة)
112. ↑  الأزدي، أبو مُخنَّف لوط بن يحيى (1970). فُتوح الشَّام. القاهرة - مصر: مُؤسَّسة سجل العرب. ص. 398 - 400.
113. ↑  طقّوش، مُحمَّد سُهيل (1424هــ - 2002م). تاريخ الخُلفاء الرَّاشدين: الفُتوحات والإنجازات السياسيَّة (ط. الأولى). بيروت - لُبنان: دار النفائس. ص. 249 - 250. ISBN:9953181012. {{استشهاد بكتاب}}: تحقق من التاريخ في: |سنة= (مساعدة)
114. 1 2  الأزدي، أبو مُخنَّف لوط بن يحيى (1970). فُتوح الشَّام. القاهرة - مصر: مُؤسَّسة سجل العرب. ص. 164 - 172.
115. ↑  الطبري، أبو جعفر محمد بن جُرير (1960). تاريخ الرُسل والمُلوك، جـ 3. القاهرة-مصر: دار المعارف، تحقيق محمد أبو الفضل إبراهيم. ص. 393. {{استشهاد بكتاب}}: تحقق من التاريخ في: |سنة= (مساعدة)
116. ↑  ابن الأثير الجزري، عزُّ الدين أبي الحسن عليّ بن أبي الكرم مُحمَّد بن مُحمَّد بن عبدُ الكريم بن عبد الواحد الشيباني؛ تحقيق أبو الفداء عبدُ الله القاضي (1407هـ - 1987م). الكامل في التاريخ، الجزء الثاني (ط. الأولى). بيروت - لُبنان: دار الكُتب العلميَّة. ص. 410. {{استشهاد بكتاب}}: تحقق من التاريخ في: |سنة= (مساعدة)
117. ↑  ابن كثير، أبو الفداء إسماعيل بن عُمر القُرشي البصري الدمشقي؛ تحقيق عبدُ الله بن عبد المُحسن التُركي (1418هـ - 1997م). البداية والنهاية، الجزء السَّابع (ط. الأولى). القاهرة - مصر: دار هجر للطباعة والنشر والتوزيع والإعلان. ص. 7. {{استشهاد بكتاب}}: تحقق من التاريخ في: |سنة= (مساعدة)
118. ↑  الطبري، أبو جعفر محمد بن جُرير (1960). تاريخ الرُسل والمُلوك، جـ 5. القاهرة-مصر: دار المعارف، تحقيق محمد أبو الفضل إبراهيم. ص. 36. {{استشهاد بكتاب}}: تحقق من التاريخ في: |سنة= (مساعدة)
119. 1 2 3  الأيُّوبي، أبو الفداء عماد الدين إسماعيل بن علي بن محمود بن مُحمَّد بن عُمر بن شاهنشاه. اليواقيت والضرب في تاريخ حلب. ص. 4. مؤرشف من الأصل في 7 ديسمبر 2022. {{استشهاد بكتاب}}: تحقق من التاريخ في: |تاريخ أرشيف= (مساعدة)
120. ↑  بدر الدين، عبد الرحمٰن (1426هـ - 2005م). "قنَّسرين أو عش النُسُور". التُراث العربي. اتحاد الكُتَّاب العرب. ج. 25 ع. 98: 242. ISSN:1681-9225. مؤرشف من الأصل في 2022-12-07. {{استشهاد بدورية محكمة}}: تحقق من التاريخ في: |سنة= (مساعدة)
121. ↑  ابن الأثير الجزري، عزُّ الدين أبي الحسن عليّ بن أبي الكرم مُحمَّد بن مُحمَّد بن عبدُ الكريم بن عبد الواحد الشيباني (1417هـ - 1997م). الكامل في التاريخ. عُمر عبد السلام تدمري (ط. الأولى). بيروت: دار الكتاب العربي. ج. 2. ص. 325. مؤرشف من الأصل في 7 ديسمبر 2022. اطلع عليه بتاريخ 7 ديسمبر 2022. {{استشهاد بكتاب}}: تحقق من التاريخ في: |سنة= (مساعدة)صيانة الاستشهاد: BOT: original URL status unknown (link)
122. 1 2  البلاذريّ، أحمد بن يحيى بن جابر بن داود (1988م). فُتوح البُلدان. بيروت - لُبنان: دار ومكتبة الهلال. ص. 152 - 153. {{استشهاد بكتاب}}: تحقق من التاريخ في: |سنة= (مساعدة)
123. ↑  ابن كثير، أبو الفداء إسماعيل بن عُمر القُرشي البصري الدمشقي (1418هـ - 1997م). البداية والنهاية. عبد الله بن عبد المحسن التركي (ط. الأولى). الجيزة: دار هجر للطباعة والنشر والتوزيع والإعلان. ج. 9. ص. 651. مؤرشف من الأصل في 7 ديسمبر 2022. {{استشهاد بكتاب}}: تحقق من التاريخ في: |سنة= و|تاريخ أرشيف= (مساعدة)
124. ↑  البلاذريّ، أحمد بن يحيى بن جابر بن داود (1988م). فُتوح البُلدان. بيروت - لُبنان: دار ومكتبة الهلال. ص. 154 - 155. {{استشهاد بكتاب}}: تحقق من التاريخ في: |سنة= (مساعدة)
125. ↑  مكّي، مُحمَّد علي (1979). لُبنان من الفتح العربي إلى الفتح العثماني 635-1516 (ط. الرَّابعة). بيروت - لُبنان: دار النهار للنشر. ص. 23. ISBN:9789953740874.
126. ↑  الفسوي، الإمام أبو يُوسُف يعقوب بن سُفيان بن جوان الفارسي؛ تحقيق أكرم ضياء العُمري (1401هـ - 1981م). المعرفة والتاريخ (ط. الثانية). بيروت - لُبنان: مؤسسة الرسالة. ص. 298. {{استشهاد بكتاب}}: تحقق من التاريخ في: |سنة= (مساعدة)
127. ↑  كمال، أحمد عادل (1986م). الطريق إلى المدائن (ط. السَّادسة). بيروت - لُبنان: دار النفائس. ص. 513. {{استشهاد بكتاب}}: تحقق من التاريخ في: |سنة= (مساعدة)
128. ↑  حلَّاق، حسَّان. "الفتح الإسلامي لبيروت". يا بيروت. مؤرشف من الأصل في 2016-10-10. اطلع عليه بتاريخ 2022-12-07.{{استشهاد ويب}}:  صيانة الاستشهاد: BOT: original URL status unknown (link)
129. ↑  الأزدي، أبو مُخنَّف لوط بن يحيى (1970). فُتوح الشَّام. القاهرة - مصر: مُؤسَّسة سجل العرب. ص. 234 - 237.
130. ↑  الطبري، أبو جعفر محمد بن جُرير (1960). تاريخ الرُسل والمُلوك، جـ 3. القاهرة-مصر: دار المعارف، تحقيق محمد أبو الفضل إبراهيم. ص. 606. {{استشهاد بكتاب}}: تحقق من التاريخ في: |سنة= (مساعدة)
131. ↑  الواقدي، الإمام أبو عبد الله مُحمَّد بن عُمر بن واقد السهميّ الأسلمي بالولاء المدنيّ؛ تحقيق: مارسدن جونس (1409هـ - 1989م). كتابُ المغازي، الجُزء الأوَّل (ط. الثالثة). بيروت - لُبنان: دار الأعلمي. ص. 229. {{استشهاد بكتاب}}: تحقق من التاريخ في: |سنة= (مساعدة)
132. 1 2  الطبري، أبو جعفر محمد بن جُرير (1960). تاريخ الرُسل والمُلوك، جـ 3. القاهرة-مصر: دار المعارف، تحقيق محمد أبو الفضل إبراهيم. ص. 608. {{استشهاد بكتاب}}: تحقق من التاريخ في: |سنة= (مساعدة)
133. ↑  الواقدي، الإمام أبو عبد الله مُحمَّد بن عُمر بن واقد السهميّ الأسلمي بالولاء المدنيّ؛ تحقيق: مارسدن جونس (1409هـ - 1989م). كتابُ المغازي، الجُزء الأوَّل (ط. الثالثة). بيروت - لُبنان: دار الأعلمي. ص. 231. {{استشهاد بكتاب}}: تحقق من التاريخ في: |سنة= (مساعدة)
134. ↑  طقّوش، مُحمَّد سُهيل (1424هــ - 2002م). تاريخ الخُلفاء الرَّاشدين: الفُتوحات والإنجازات السياسيَّة (ط. الأولى). بيروت - لُبنان: دار النفائس. ص. 279. ISBN:9953181012. {{استشهاد بكتاب}}: تحقق من التاريخ في: |سنة= (مساعدة)
135. 1 2  الأزدي، أبو مُخنَّف لوط بن يحيى (1970). فُتوح الشَّام. القاهرة - مصر: مُؤسَّسة سجل العرب. ص. 146 - 147.
136. ↑  طقّوش، مُحمَّد سُهيل (1424هــ - 2002م). تاريخ الخُلفاء الرَّاشدين: الفُتوحات والإنجازات السياسيَّة (ط. الأولى). بيروت - لُبنان: دار النفائس. ص. 281. ISBN:9953181012. {{استشهاد بكتاب}}: تحقق من التاريخ في: |سنة= (مساعدة)
137. ↑  ابن الأثير الجزري، عزُّ الدين أبي الحسن عليّ بن أبي الكرم مُحمَّد بن مُحمَّد بن عبدُ الكريم بن عبد الواحد الشيباني؛ تحقيق أبو الفداء عبدُ الله القاضي (1407هـ - 1987م). الكامل في التاريخ، الجزء الثاني (ط. الأولى). بيروت - لُبنان: دار الكُتب العلميَّة. ص. 558. {{استشهاد بكتاب}}: تحقق من التاريخ في: |سنة= (مساعدة)
138. ↑  ابن الأثير الجزري، عزُّ الدين أبي الحسن عليّ بن أبي الكرم مُحمَّد بن مُحمَّد بن عبدُ الكريم بن عبد الواحد الشيباني؛ تحقيق أبو الفداء عبدُ الله القاضي (1407هـ - 1987م). الكامل في التاريخ، الجزء الثاني (ط. الأولى). بيروت - لُبنان: دار الكُتب العلميَّة. ص. 560. {{استشهاد بكتاب}}: تحقق من التاريخ في: |سنة= (مساعدة)
139. ↑  ابن كثير، أبو الفداء إسماعيل بن عُمر القُرشي البصري الدمشقي؛ تحقيق عبدُ الله بن عبد المُحسن التُركي (1418هـ - 1997م). البداية والنهاية، الجزء السَّابع (ط. الأولى). القاهرة - مصر: دار هجر للطباعة والنشر والتوزيع والإعلان. ص. 79. {{استشهاد بكتاب}}: تحقق من التاريخ في: |سنة= (مساعدة)
140. ↑  البلاذريّ، أحمد بن يحيى بن جابر بن داود (1988م). فُتوح البُلدان. بيروت - لُبنان: دار ومكتبة الهلال. ص. 176 - 185. {{استشهاد بكتاب}}: تحقق من التاريخ في: |سنة= (مساعدة)
141. ↑  طقّوش، مُحمَّد سُهيل (1424هــ - 2002م). تاريخ الخُلفاء الرَّاشدين: الفُتوحات والإنجازات السياسيَّة (ط. الأولى). بيروت - لُبنان: دار النفائس. ص. 376 - 377. ISBN:9953181012. {{استشهاد بكتاب}}: تحقق من التاريخ في: |سنة= (مساعدة)
142. ↑  تدمُري، عُمر عبدُ السلام (1990). لُبنان من الفتح الإسلامي حتى سُقوط الدولة الأُمويَّة: (13-132هـ - ـ634-750م) (ط. الأولى). طرابُلس - لُبنان: جروس پرس. ص. 90.
143. ↑  ابن عساكر، أبو القاسم عليّ بن الحسن بن هبة الله؛ تحقيق عمرو بن غرامة العمروي (1415هـ - 1995م). تاريخ مدينة دمشق، الجُزء السَّادس عشر. بيروت - لُبنان: دار الفكر للطباعة والنشر والتوزيع. ص. 76. {{استشهاد بكتاب}}: تحقق من التاريخ في: |سنة= (مساعدة)
144. 1 2 3  البلاذريّ، أحمد بن يحيى بن جابر بن داود (1988م). فُتوح البُلدان. بيروت - لُبنان: دار ومكتبة الهلال. ص. 133. {{استشهاد بكتاب}}: تحقق من التاريخ في: |سنة= (مساعدة)
145. ↑  ابن الأثير، أبو الحسن عزُّ الدين علي بن أبي الكرم محمد بن محمد بن عبد الكريم بن عبد الواحد الشيباني الجزري؛ تحقيق علي محمد معوض وعادل أحمد عبد الموجود (1415هـ - 1994م). أسد الغابة في معرفة الصحابة، الجُزء الرَّابع (ط. الأولى). بيروت - لُبنان: دار الكتب العلميَّة. ص. 57. {{استشهاد بكتاب}}: تحقق من التاريخ في: |سنة= (مساعدة)
146. ↑  الطبري، أبو جعفر محمد بن جُرير (1960). تاريخ الرُسل والمُلوك، جـ 3. القاهرة-مصر: دار المعارف، تحقيق محمد أبو الفضل إبراهيم. ص. 442. {{استشهاد بكتاب}}: تحقق من التاريخ في: |سنة= (مساعدة)
147. 1 2  تدمُري، عُمر عبدُ السلام (1990). لُبنان من الفتح الإسلامي حتى سُقوط الدولة الأُمويَّة: (13-132هـ - ـ634-750م) (ط. الأولى). طرابُلس - لُبنان: جروس پرس. ص. 37.
148. ↑  طقّوش، مُحمَّد سُهيل (1424هــ - 2002م). تاريخ الخُلفاء الرَّاشدين: الفُتوحات والإنجازات السياسيَّة (ط. الأولى). بيروت - لُبنان: دار النفائس. ص. 275. ISBN:9953181012. {{استشهاد بكتاب}}: تحقق من التاريخ في: |سنة= (مساعدة)
149. ↑  اليعقوبي، أبو العبَّاس أحمد بن إسحٰق بن جعفر بن وهب بن واضح؛ تحقيق: عبدُ الأمير مُهنَّا (1993م). تاريخ اليعقوبي، الجزء الثاني (ط. الأولى). بيروت - لُبنان: مؤسسة الأعلمي للمطبوعات. ص. 37. {{استشهاد بكتاب}}: تحقق من التاريخ في: |سنة= (مساعدة)

### بِلُغاتٍ أجنبيَّة
1. ↑  Kennedy، Hugh N. (2006)، The Byzantine And Early Islamic Near East، Ashgate Publishing، ص. 45، ISBN:0-7546-5909-7
2. ↑  Nicolle، David (1994)، Yarmuk 636 A.D.: The Muslim Conquest of Syria، Osprey Publishing، ص. 64–65، ISBN:1-85532-414-8
3. ↑  Smith، Charles Gordon. "Syria: Islamic conquest". Encyclopædia Britannica (ط. الإلكترونيَّة). Encyclopædia Britannica, Inc. مؤرشف من الأصل في 15 مايو 2006. {{استشهاد بموسوعة}}: تحقق من التاريخ في: |تاريخ أرشيف= (مساعدة)
4. ↑  Moscati, Sabatino (1955). Histoire et civilisation des peuples sémitiques (PDF). Paris: Payot. ص. 216. مؤرشف من الأصل (PDF) في 2022-12-07. {{استشهاد بكتاب}}: تحقق من التاريخ في: |سنة= (مساعدة)
5. ↑  Devreesse، Robert (1942)، Arabes-Perses et Arabes-Romains. Lakhmides et Ghassanides، Institut Francais du Proche-Orient، ص. 295 - 297
6. ↑  Conrad، Lawrence I (2002). Heracluius in early Islamic Kerygma In "The reign of Heraclius (610-641): crisis and confrontation" (ط. 2002). Peeters Publishers. ص. 120. ISBN:978-90-429-1228-1.
7. ↑  Haykal، Muhammad Husayn (1994). The Life of Muhammad (ط. 1994). The Other Press. ص. 402. ISBN:978-983-9154-17-7.
8. ↑  Afary، Janet. "Iran: The advent of Islam (640–829)". Encyclopædia Britannica (ط. الإلكترونيَّة). Encyclopædia Britannica, Inc. مؤرشف من الأصل في 24 ديسمبر 2007. {{استشهاد بموسوعة}}: تحقق من التاريخ في: |تاريخ أرشيف= (مساعدة)
9. ↑  Kaegi، Walter Emil (1995) [1992]، Byzantium and the early Islamic conquests، Cambridge University Press، ص. 41، ISBN:0-521-48455-3، مؤرشف من الأصل في 2016-11-20
10. ↑  "Ghassanid dynasty". Encyclopædia Britannica (ط. الإلكترونيَّة). Encyclopædia Britannica, Inc. مؤرشف من الأصل في 9 يناير 2008. {{استشهاد بموسوعة}}: تحقق من التاريخ في: |تاريخ أرشيف= (مساعدة)
11. ↑  Kazhdan، Alexander (Ed.) (1991). قاموس أكسفورد لبيزنطة. Oxford University Press. ص. 2049. ISBN:978-0-19-504652-6.
12. ↑  Kazhdan، Alexander (Ed.) (1991). قاموس أكسفورد لبيزنطة. Oxford University Press. ص. 1999. ISBN:978-0-19-504652-6.
13. ↑  Eißfeldt، Otto (1941). "Phoiniker (Phoinike)". Realencyclopädie der Classischen Altertumswissenschaft. ج. Band XX, Halbband 39, Philon–Pignus. ص. 368–369.
14. ↑  Notitia Dignitatum, in partibus Orientis, I نسخة محفوظة 04 أغسطس 2016 على موقع واي باك مشين.
15. ↑  Vasiliev، Alexander A. (1958). History of the Byzantine Empire. Wisconsin: University of Wisconsin Press. ج. 1, 324–1453. ص. 227. ISBN:9780299809256.
16. ↑  Ostrogorsky، George (1969)، History of the Byzantine State، Rutgers University Press، ص. 95، ISBN:978-0-8135-1198-6، مؤرشف من الأصل في 2016-06-10.
17. ↑  Kaegi، Walter Emil (1995) [1992]، Byzantium and the early Islamic conquests، Cambridge University Press، ص. 78، ISBN:0-521-48455-3، مؤرشف من الأصل في 2016-11-20
18. ↑  Norwich، John Julius (1997)، A Short History of Byzantium، Vintage Books، ص. 90، ISBN:0-679-77269-3، مؤرشف من الأصل في 2016-05-06
19. ↑  Kaegi، Walter Emil (1995) [1992]، Byzantium and the early Islamic conquests، Cambridge University Press، ص. 80، ISBN:0-521-48455-3، مؤرشف من الأصل في 2016-11-20
20. ↑  le Strange، Guy (1890). Palestine Under the Moslems: A Description of Syria and the Holy Land from A.D. 650 to 1500. London: Alexander P. Watt for the Committee of the صندوق استكشاف فلسطين. ص. 25. OCLC:1004386. مؤرشف من الأصل في 2019-08-10. اطلع عليه بتاريخ 2010-09-16.
21. ↑  "Umar (634–644)", The Islamic World to 1600 Multimedia History Tutorials by the Applied History Group, University of Calgary. Last accessed 20 Oct 2006 نسخة محفوظة 10 ديسمبر 2013 على موقع واي باك مشين.

## مواقع خارجية
- فتوح الشام، قصة الإسلام. (خرائط متحركة)
- كتاب:فتوح الشام، أبو عبد الله بن عمر الواقدي، الموسوعة الشاملة.
- كتاب: تاريخ الأمم والملوك "تاريخ الطبري"، محمد بن جرير الطبري، الموسوعة الشاملة.
- كتاب: تاريخ ابن خلدون، ابن خلدون، الموسوعة الشاملة.
- كتاب: المواعظ والاعتبار في ذكر الخطب والآثار، المقريزي، نداء الإيمان.
- كتاب: فتوح البلدان، البلاذري.